# Łukasz Kubot
Łukasz Kubot (ur. 16 maja 1982 w Bolesławcu) – polski tenisista, triumfator Australian Open 2014 i Wimbledonu 2017 w grze podwójnej, lider rankingu ATP deblistów, zwycięzca dwudziestu siedmiu turniejów deblowych ATP Tour oraz finalista dwóch turniejów singlowych ATP Tour i dwudziestu jeden turniejów deblowych ATP Tour. Reprezentant Polski w Pucharze Davisa od 2001.
Mieszka w Lubinie, a jego baza treningowa znajduje się w Pradze. Trenerami Kubota są Czesi Jan Stočes i Ivan Machytka. Reprezentuje dwa kluby: polski KKT Wrocław oraz czeski TK Neridé. Syn Janusza Kubota, byłego piłkarza i trenera.
Od 8 stycznia 2018 do 20 maja 2018 lider rankingu ATP deblistów (pierwszy Polak w historii na 1. miejscu rankingu tenisistów). Najlepiej zarabiający deblista świata w sezonie 2017 (1 366 800 $). W tym samym roku para Łukasz Kubot–Marcelo Melo zajęła pierwsze miejsce w rankingu par deblowych oraz została uznana przez ITF mistrzami świata.
Pierwszy polski tenisista od czasów Wojciecha Fibaka w 1986, który wszedł do pierwszej setki rankingu tenisistów w grze pojedynczej, a następnie do pierwszej pięćdziesiątki. Najwyżej sklasyfikowany w singlowym rankingu ATP na 41. miejscu w 2010.
Kubot status profesjonalny posiada od 2002. Jest zawodnikiem praworęcznym. Grę w tenisa zaczął w wieku 7 lat. Według stanu na 12 października 2020 w profesjonalnych rozgrywkach tenisowych zarobił 8 347 599 dolarów amerykańskich.

## Kariera

### Gra pojedyncza

#### Początki
Pierwszy duży sukces Kubota to wygrana w międzynarodowych mistrzostwach Polski do lat 16, zarówno w singlu, jak i w deblu. W tym samym 1998 roku, wyjechał na dziesięć miesięcy do Akademii Tenisowej Johna Newcombe’a w Stanach Zjednoczonych. Podczas tego pobytu został m.in. wicemistrzem Teksasu do lat 18. Po powrocie do Polski zaczął zdobywać pierwsze punkty do klasyfikacji ITF wśród osiemnastolatków. Po azjatyckim tournée znajdował się na 46. miejscu w rankingu, co pozwoliło mu na udział w wielkoszlemowym Wimbledonie. Łukasz dotarł tam do ćwierćfinału w grze pojedynczej i podwójnej.

#### 2000-2004
Sezon 2000
Po sukcesie w juniorskim Wimbledonie Kubot zaczął startować w seniorskich turniejach rangi All Futures. W swoim debiucie podczas futuresu Poland F1 w Krakowie, który odbywał się w dniach 12–15 czerwca 2000, odpadł już w 1. rundzie przegrywając z Australijczykiem Jurkiem Stasiakiem 1:6, 6:1, 6:7(4).
Następnie wziął udział w sopockim challengerze, gdzie odniósł swój pierwszy seniorski sukces, dochodząc do ćwierćfinału. Po drodze pokonał Argentyńczyka José Acasuso 7:6(5), 4:6, 6:3 i Fina Kima Tiilikainena 7:6(4), 6:3, przegrywając z Niemcem Janem Weinzierlem 6:2, 3:6, 4:6.
Po tym sukcesie Łukasz Kubot wziął udział w futeresie Poland F4 w Łodzi, gdzie dotarł do 2. rundy pokonując Polaka Jędrzeja Żarskiego 6:3, 6:4, a przegrywając z Czechem Petrem Dezortem 6:3, 4:6, 3:6.
Zachęcony dobrymi wynikami zdecydował się na udział w dwóch filipińskich futuresach. W pierwszym doszedł do ćwierćfinału pokonując po drodze Austriaka Markusa Polessniga 5:7, 6:4, 7:6(6) i Brytyjczyka Marka Hiltona 6:1, 6:2, a przegrywając z Austriakiem Lubenem Pampoulovem 4:6, 3:6. W drugim doszedł do półfinału pokonując kolejno Amerykanina Jonathana Beardsleya 3:6, 6:3, 6:2, Australijczyka Jurka Stasiaka 7:6(5), 6:2, Irlandczyka Johna Dorana 6:4, 6:7(2), 6:2, a przegrywając z Koreańczykiem Yoon Yong-Ilem 2:6, 0:6.
Sezon 2000 zakończył na 574. miejscu w rankingu ATP.
Sezon 2001
Sezon 2001 rozpoczął biorąc udział w challengerze we Wrocławiu, który odbywał się w dniach 5–8 lutego 2001. Polak doszedł do 2 rundy, pokonując Włocha Cristiano Carattiego 6:2, 6:3, a przegrywając z Gruzinem Iraklim Labadze 5:7, 5:7.
Następnie wziął udział w futeresie New Zeland F2, gdzie odpadł już w 1. rundzie, przegrywając z reprezentantem RPA Wesleyem Whitehousem 4:6, 4:6. Kolejnym krokiem w jego karierze był futures New Zealand F3, gdzie również odpadł w 1. rundzie, przegrywając z Irlandczykiem Johnem Doranem 6:7(4), 6:7(5). Nieco lepiej poszło w dwóch futuresach w Australii. W pierwszym z nich doszedł do 2. rundy, pokonując Australijczyka Leighta Hollanda 6:2, 6:3, a przegrywając ze Szwedem Joachimem Johanssonem 6:1, 6:7(5), 1:6. W drugim natomiast również doszedł do 2. rundy, pokonując Australijczyka Jamesa Sekulova 6:4, 7:5, a przegrywając z jego rodakiem Toddem Perrym 0:6, 3:6. Po nieudanych turniejach w Nowej Zelandii i Australii dostał powołanie na mecz Pucharu Davisa między Polską a Izraelem. W 1 meczu singlowym przegrał z No’amem Okunem 2:6, 3:6, 2:6, ale zrewanżował się w 2 meczu singlowym pokonując Amira Hadada 7:6(3), 6:4. Po zgrupowaniu zagrał w futuresie Slovenia F3, gdzie dotarł do półfinału, pokonując kolejno Austriaka Alexandra Peya 6:7(0), 6:3, 6:2, Czecha Igora Bruknera 6:1, 5:7, 6:3, Słowaka Juraja Kasko 2:6, 7:6(3), 6:3, a przegrywając z Austriakiem Herbertem Wiltschnigiem 4:6, 5:7. Następnie wziął udział w futuresie Hungary F1, gdzie zaprezentował się słabo, ponieważ przegrał w 1. rundzie z Austriakiem Andreasem Faschingiem 0:6, 4:6. Po wzięciu udziału w licznych futuresach, Kubot zagrał w challengerze w Linzu, gdzie przegrał gładko w 1. rundzie z Austriakiem Jürgenem Melzerem 1:6, 2:6. Następnie zagrał w sopockim challengerze, gdzie doszedł aż do finału, pokonując po drodze Polaka Jędrzeja Żarskiego 6:0, 6:2, Hiszpana Óscara Hernándeza 6:4, 6:4, Hiszpana Ivána Navarro 6:1, 6:7(3), 7:5, Rumuna Victora Hănescu 6;4, 7:6(2), a przegrywając w finale z Hiszpanem Davidem Ferrerem 5:7, 6:3, 2:6.
Po tym turnieju awansował z 544. na 388. miejsce w rankingu ATP.
Nieco gorzej poszło mu w futuresie Poland F1, który odbywał się w Krakowie. Łukasz doszedł do 2. rundy, pokonując Słowaka Miloslava Grolmusa 7:6(9), 1:6, 6:4, a przegrywając z Rumunem Remusem Farcasem 1:6, 4:6.
Następnie Kubot wziął udział w futuresie Poland F2, gdzie zaprezentował się nieźle, bo doszedł do półfinału, pokonując kolejno Szweda Roberta Lindsteta 7:5, 6:3, Polaka Krzysztofa Kwintę 6:4, 6:3, Czecha Radovana Světlíka 7:5, 7:5, a przegrywając z Czechem Janem Hájkiem 4:6, 2:6. Zadowolony ze swoich wyników Łukasz Kubot zagrał następnie w challengerze w Zabrzu, gdzie zaprezentował się bardzo słabo, przegrywając ze Słowakiem Karolem Beckiem 6:4, 4:6, 4:6 już w 1. rundzie. Pod koniec sezonu wziął udział w 3 futuresach, dochodząc kolejno do ćwierćfinału, przegrywając w 1. rundzie i dochodząc również do ćwierćfinału. Sezon 2001 zakończył na 427. miejscu w rankingu ATP.
Sezon 2002
Sezon 2002 zaczął słabo, bo przegrał we wrocławskim challengerze już w 1. rundzie z Francuzem Sébastienem de Chaunacem 1:6, 6:7(1). Następnie zdecydował się na tournée po Stanach Zjednoczonych, gdzie w futuresie USA F7 doszedł do ćwierćfinału, pokonując kolejno Amerykanina Huntleya Montgomery’ego 4:6, 6:4, 7:6(3), Australijczyka Stevena Randjelovicia 6:2, 7:5, a przegrywając z Niemcem Florianem Jeschonekiem 3:6, 2:6. W drugim futuresie – USA F8, zaprezentował się słabo przegrywając już w 1. rundzie z Amerykaninem Michaelem Langiem 6:2, 3:6, 3:6. Wkrótce potem wystartował w kolejnym futuresie na terenie USA, gdzie też nie zaprezentował się dobrze, dochodząc do 2. rundy, wygrywając z Australijczykiem Alunem Jonesem 6:1, 6:3, a przegrywając z Francuzem Cédricem Kauffmannem 6:7(0), 4:6. Po nieudanym tournée wziął udział w kolejnym futuresie na terenie Polski, tym razem we Wrocławiu, gdzie nieoczekiwanie przegrał już w 1. rundzie z Polakiem Filipem Urbanem 3:6, 6:2, 4:6. Wkrótce potem zagrał w kolejnym futuresie, tym razem w Katowicach, gdzie po fatalnym meczu przegrał z Francuzem François Vatinem 4:6, 2:6.
Po nieudanych występach Polak zrobił sobie prawie 2-miesięczną przerwę, aby trenować i lepiej przygotować się do zbliżających turniejów.
Jego pierwszym turniejem, w którym zagrał był futures Germany F9, gdzie nieoczekiwanie doszedł, aż do finału, pokonując kolejno Niemca Patricka Knoblocha 6:3, 6:2, Australijczyka Josepha Sirianniego 6:1, 6:1, Hiszpana Francisco Foguésa 7:6(3), 6:1, Polaka Mariusza Fyrstenberga 6:2, 7:5, a przegrywając z Algierczykiem Slimane Saoudim 5:7, 3:6.
Następnie wziął udział w challengerze w Petersburgu, gdzie przegrał ze swoim przyszłym partnerem deblowym Františkiem Čermákiem 1:6, 1:6 już w 1. rundzie.
Po nieudanym turnieju w Rosji zagrał w challengerze w Grazu, pokonując w 1. rundzie swojego przyszłego partnera deblowego Olivera Maracha, a przegrywając w 2. rundzie z Austriakiem Julianem Knowlem 4:6, 2:6.
Złą passę kontynuował również z futuresie Netherlands F1, gdzie przegrał z Hiszpanem Óscarem Hernándezem 3:6, 6:7(6) oraz w kolejnym turnieju tej rangi, również w Holandii, gdzie także przegrał, znów w 1. rundzie z Francuzem Florentem Serrą 5:7, 6:2, 4:6.
Następnie wziął udział w kijowskim challengerze, gdzie przegrał w 1. rundzie z Niemcem Janem Weinzierlem 4:6, 2:6. Na Ukrainie wziął jeszcze udział w challengerze w Doniecku, gdzie doszedł do 2. rundy, pokonując Rosjanina Andrieja Somowa 6:2, 6:2, a przegrywając z jego rodakiem Dmitrijem Własowem 5:7, 7:6(2), 2:6.
Po powrocie do Polski zagrał w szczecińskim challengerze, gdzie przegrał w 1. rundzie z Chorwatem Željko Krajannem 4:6, 4:6.
Następnie wyruszył do USA, by wziąć tam udział w challengerze, który odbywał się w Illinois.
W 1. rundzie pokonał Amerykanina Johna Paula Fruttero 0:6, 6:3, 7:6(4), a w 2. przegrał z Filipińczyka Cecilem Mamiitem 6:4, 1:6, 4:6.
Ostatnim turniejem, w którym wziął udział był czeski futures, w którym doszedł aż do półfinału, pokonując kolejno Słowaka Petera Čapkovicia 6:3, 6:4, Czecha Michala Koktę 6:4, 6:4, Słowaka Michala Mertiňáka 2:6, 6:3, 6:3, a przegrywając ze Szwajcarem Jeanem-Claude’em Scherrerem 2:6, 5:7.
Sezon 2002 zakończył na 440. miejscu w rankingu ATP.
Sezon 2003
Sezon 2003 zaczął od dobrego występu w futuresie Germany F1A, gdzie doszedł do ćwierćfinału, pokonując po drodze Rosjanina Tejmuraza Gabaszwilego 7:6(2), 6:1, Szwajcara Michaela Lammera 4:6, 6:4, 7:5, a przegrywając z Chorwatem Roko Karanušiciem 3:6, 7:6(2), 3:6.
Zaraz po tym turnieju wziął udział w futuresie Germany F1B, gdzie dotarł do 2 rundy, pokonując Czecha Robina Vika, a przegrywając z Czechem Petrem Kralertem 4:6, 4:6.
Kubot kontynuował tournée po Niemczech biorąc udział w challengerze, który odbywał się w Hamburgu i doszedł w nim do ćwierćfinału, pokonując w 1. rundzie Niemca Michaela Berrera 6:2, 6:4, w 2. rundzie Francuza Cyrila Saulniera 1:6, 7:6(1), 7:6(6), a przegrał w ćwierćfinale z Rosjaninem Andriejem Stolarowem 6:4, 3:6, 6:7(2). Następnie wziął udział we wrocławskim challengerze prezentując się nie najlepiej, bo dochodząc do 2. rundy, pokonując Włocha Giorgio Galimbertiego 6:7(1), 6:2, 6:2, a przegrywając w kiepskim stylu z Monakijczykiem Jeanem-René Lisnardem 3:6, 4:6. Następnie pojechał na mecz Pucharu Davisa przeciwko RPA. W 1. meczu singlowym przegrał z Rikiem de Voestem 6:1, 1:6, 3:6, 0:6, a w 2. meczu wygrał ze znakomitym deblistą Wesleyem Moodie 6:4, 2:6, 6:3.
Po tych występach wziął udział w futuresie Hungary F1, gdzie zaprezentował się bardzo dobrze, dochodząc do półfinału, pokonując po drodze Słowaka Igora Zelenayego 6:2, 4:6, 7:6(2), Węgra Zoltána Böröczky 6:3, 6:4, Austriaka Olivera Maracha 7:5, 4:6, 6:3, a przegrywając w półfinale z Serbem
Borisem Pašanskim 0:6, 3:6. Następnie wziął udział w kolejnym futuresie na Węgrzech, gdzie nie poszło mu już tak dobrze, bo dotarł do 2. rundy, pokonując w 1. rundzie Rumuna Adriana Cruciata 1:6, 7:5, 6:0, a przegrywając w 2. rundzie ze Słowakiem Michalem Mertiňákiem 2:6, 2:6. Po tym turnieju wziął udział w niemieckim futuresie Germany F7, gdzie doszedł do ćwierćfinału, pokonując po drodze Indonezyjczyka Suwandi Suwandiego 6:3, 6:4, Niemca Benjamina Kohllöffela 6:2, 7:5, a przegrywając z Austriakiem Danielem Köllererem 7:5, 2:6, 4:6. Następnie zagrał w rosyjskim challengerze w Togliatti, gdzie doszedł do półfinału pokonując kolejno Amerykanina Trippa Phillipsa 6:4, 6:3, Szwajcara Jeana-Claude’a Scherrera 6:0, 6:3, Czecha Lukáša Dlouhego 7:5, 6:0, a przegrywając z Argentyńczykiem Juanem Pablo Brzezickim 0:6, 2:6.
W rozgrywanym w dniach 21–25 lipca challengerze w Valladolid, odpadł już w 1. rundzie, przegrywając z Pakistańczykiem Aisamem-ul-Haq Qureshim 1:6, 3:6.
Następnie wziął udział w kolejnym rosyjskim challengerze w Petersburgu, gdzie również odpadł już w 1. rundzie, przegrywając z Argentyńczykiem Juanem Pablo Brzezickim 6:4, 4:6, 3:6.
Kolejnym turniejem, w którym wziął udział był również rosyjski challenger, gdzie doszedł do 2. rundy, pokonując Francuza Juliena Cassaigne’a 3:6, 6:1, 6:2, a przegrywając z Rosjaninem Dmitrijem Sitakiem 4:6, 2:6.
Następnie Kubot wystąpił w niemieckim challengerze, gdzie odpadł już 1. rundzie, przegrywając z późniejszym znakomitym singlistą Francuzem Marcem Gicquelem 1:6, 6:7(2).
Kolejnym turniejem, w którym wziął udział był kijowski challenger, w którym udział zakończył już w 1. rundzie, przegrywając z Gruzinem Iraklisem Labadze 2:6, 6:3, 1:6.
Następnie zagrał w challengerze, który odbywał się w Doniecku i w nim zaprezentował się już znacznie lepiej niż we wcześniejszych turniejach, bo doszedł do ćwierćfinału, pokonując Niemca Franka Mosera 6:4, 3:0k, i Argentyńczyka Diego Veronelliego 6:3, 5:7, 6:3, a przegrywając z Rosjaninem Dmitrijem Sitakiem 4:6, 2:6.
Ostatnim turniejem, w którym wziął w sezonie 2003 był szczeciński challenger, gdzie odpadł już w 1. rundzie, przegrywając gładko z Peruwiańczykiem Luisem Horną 1:6, 2:6.
Sezon 2003 zakończył na 371. miejscu w rankingu ATP.
Sezon 2004
Sezon 2004 Kubot zaczął od udziału w 3 niemieckich futuresach. W pierwszym odpadł już w 1. rundzie przegrywając z Niemcem Larsem Uebelem 4:6, 5:7. Dwa kolejne były już popisem w wykonaniu Polaka, gdyż oba wygrał. Najpierw pokonał kolejno Austriaka Marko Neunteibla 6:2, 7:6, Niemca Andreasa Kauntza 6:3, 6:4, jego rodaka Torstena Poppa 6:4, 7:6, Jamajczyka Dustina Browna 7:6, 6:2 oraz Francuza Jérôme Haehnela 7:6, 6:3. W drugim z wygranych turniejów pokonał Szwajcara Romana Valenta 6:4, 3:6, 7:6, Niemca Dietera Kindlmanna 4:6, 6:2, 7:6, Francuza Jean-Michela Pequery 7:6, 6:2, Niemca Andreasa Becka 6:4, 6:4 oraz Marokańczyka Mounir El Aarej 7:6, 6:1. Po tych sukcesach Kubot przyjechał na challenger do Wrocławia, gdzie odpadł w 2. rundzie pokonując Czecha Petra Luxa 6:3, 6:1 i przegrywając ze Słowakiem Dominikiem Hrbatym 6:7, 3:6. Również w drugiej rundzie odpadł w futuresie w Chorwacji. Pokonał tam reprezentanta gospodarzy Davora Kuseta 6:3, 6:2 i przegrał z jego rodakiem Ivanem Ceroviciem 4:6, 1:6. W kolejnym tygodniu Łukasz Kubot wziął udział w jeszcze jednym futuresie w Chorwacji. Odpadł tam w ćwierćfinale pokonując Belga Stefana Wautersa 7:6, 6:4 i Czecha Pavela Šnobela 7:5, 5:7, 7:5 oraz przegrywając z Włochem Francesco Aldim 6:7, 2:6. Następnie Polak brał udział w challengerze w Canberze w Australii, gdzie doszedł do półfinału pokonując Australijczyka Aluna Jonesa 7:6, 6:2, Szweda Roberta Lindstedta 6:1, 4:6, 6:4, Włocha Francesco Aldiego 6:4, 2:6, 7:5 i przegrywając z reprezentantem gospodarzy Peterem Luczakiem 4:6, 3:6. Następnie wziął udział w meczu Pucharu Davisa przeciwko Słowenii. W 1. meczu pokonał Lukę Gregorca 7:6, 7:6, 6:3, a w 2. meczu przegrał z Marco Tkalecem 1:6, 6:7, 6:4, 6:3, 4:6. Następnie wziął udział w dwóch challengerach na Węgrzech i w Niemczech. W obu przegrał w 2. rundzie. Najpierw pokonał Greka Solona Peppasa 5:7, 6:3, 6:2 i przegrał z Serbem Novakiem Đokoviciem 4:6, 3:6. W kolejnym turnieju pokonał Niemca Alexandra Waske 7:5, 5:7, 6:3 i przegrał z jego rodakiem Tobiasem Summererem 6:7, 2:6. Po tym turnieju Łukasz Kubot brał udział w meczu Pucharu Davisa z Algierią. W pierwszym meczu singlowym pokonał Abdela-Hak Hameurlaine 6:1, 7:6, 6:1, natomiast w drugim meczu pokonał Lamine’a Ouahaba 6:2, 7:6, 6:3. Kolejnym turniejem w jego karierze był challenger w Finlandii. Odpadł tam już w 1. rundzie przegrywając z Francuzem Marckiem Gicquelem 2:6, 3:6. Kolejnym punktem w tym sezonie były dwa challengery w Polsce – w Poznaniu i Sopocie. W obu jednak odpadł w drugich rundach. W pierwszym z nich pokonał Łotysza Andisa Juškę 6:3, 6:3 i przegrał z Francuzem Arnaudem Di Pasquale 6:7, 0:6. W drugim natomiast pokonał Rosjanina Igora Andriejewa 6:4, 6:2 i przegrał z Argentyńczykiem Franco Squillarim 2:6, 3:6. Następne dwa challengery na Ukrainie i w Iranie nie przyniosły poprawy jego sytuacji, gdyż podobnie jak w Polsce, w obu przegrał już w drugiej rundzie. Najpierw pokonał Słowaka Ivo Kleca 7:5, 7:6 i przegrał ze Szwajcarem Marco Chiudinellim 4:6, 1:6. W turnieju irańskim natomiast pokonał Belga Stefana Wautersa 6:1, 6:2, a przegrał z Hiszpanem Javierem Garcią Sintesem 6:7, 6:4, 4:6. Wtedy to Kubot wybrał się na kolejny już mecz Pucharu Davisa przeciwko Włochom. W pierwszym meczu przegrał z Potito Starace 4:6, 3:6, 4:6 oraz pokonał Filippo Volandriego 3:6, 6:4, 6:1, 6:7, 6:2. Potem Polak wybrał się do Ekwadoru, gdzie w challengerze przegrał już w 1. rundzie z reprezentantem gospodarzy Giovannim Lapenttim 6:7, 6:4, 4:6. W kolejnym tygodniu wygrał futures w Kolumbii pokonując po drodze Ekwadorczyka Carlosa Avellana 6:2, 3:6, 7:5, Chilijczyka Phillipa Harboe 7:6, 4:6, 6:3, Meksykanina Santiago Gonzáleza 6:7, 6:3, 6:3, jego rodaka Alejandro Hernándeza 6:0, 7:6 oraz Brazylijczyka Julio Silvę 4:6, 6:2, 6:2. Kolejnym punktem w jego karierze były dwa futuresy w Czechach. Pierwszego z nich wygrał, a w drugim doszedł do półfinału. W tym pierwszym pokonał kolejno Czecha Jana Marka 4:6, 6:1, 6:1, jego dwóch rodaków Martina Vacka 7:6, 7:6 i Daniela Lustiga 6:7, 7:6, 6:4, Słowaka Borisa Borgula 6:3, 6:4 i jeszcze jednego reprezentanta gospodarzy Jana Mertla 6:3, 6:1. W drugim turnieju pokonał Polaka Jędrzeja Żarskiego 6:1, 7:6, Słowaka Romana Kukala 6:4, 6:2, Czecha Jana Marka 7:6, 6:2, a przegrał z jego rodakiem Leošem Friedlem 5:7, 6:2, 3:6. Po udanych dla siebie turniejach udał się na challenger w Finlandii gdzie odpadł już w 1. rundzie przegrywając z Brytyjczykiem Arvindem Parmarem 4:6, 2:6. W kolejnym challengerze odpadł w ćwierćfinale pokonując reprezentanta RPA Wesleya Whitehouse’a 6:4, 6:7, 6:2, Japończyka Gouichi Motomurę 7:6, 2:6, 6:1 i przegrywając z Czechem Michalem Tabarą 6:3, 2:6, 4:6. Kolejny turniej w Iranie zakończył na półfinale pokonując Chorwata Ivana Cerovicia 7:6, 6:7, 6:2, Chilijczyka Juana Ignacio Cerdę 6:4, 6:1, Słowaka Ivo Kleca 6:2, 6:2 i przegrywając z Niemcem Tomasem Behrendem 2:6, 3:6. W ostatnim turnieju w roku 2004 w Austrii doszedł do ćwierćfinału pokonując Włocha Paolo Lorenziego 6:2, 6:1, Rumuna Răzvana Sabău 6:1, 7:5 i przegrywając z Czechem Lukášem Dlouhym 1:6, 6:7. Sezon 2004 zakończył na 219. miejscu w rankingu ATP.

#### 2005-2008
Sezon 2005
Sezon 2005 Kubot rozpoczął od challengera w Walii, gdzie odpadł już w 1. rundzie przegrywając z Czechem Pavlem Šnobelem 4:6, 7:6, 3:6. Po tym turnieju wybrał się na challenger do Wrocławia, gdzie doszedł do ćwierćfinału. Pokonał tam Szweda Michaela Ryderstedta 7:5, 7:6 i Węgra Gergely Kisgyörgy 6:3, 7:6, a przegrał z Czechem Michalem Tabarą 0:6, 4:6. Następnie wybrał się na dwa turnieje w USA. W pierwszym odpadł w 1. rundzie przegrywając ze Szwedem Michaelem Ryderstedtem 3:6, 4:6. W drugim z nich doszedł do finału pokonując Duńczyka Kristiana Plessa 1:6, 6:3, 7:5, Austriaka Zbynka Mlynarika 3:6, 6:1, 7:6, Ekwadorczyka Giovanniego Lapenttiego 6:1, 7:6, Szweda Michaela Ryderstedta 6:4, 2:6, 6:4, a przegrał dopiero z Kanadyjczykiem Frederikiem Niemeyerem 6:4, 2:6, 3:6. Kolejnym przystankiem Kubota był turniej w Niemczech, gdzie odpadł w 2. rundzie. Najpierw pokonał Chorwata Roko Karanušicia 6:3, 2:6, 7:5, a potem przegrał z reprezentantem gospodarzy Mischą Zverevem 2:6, 4:6. Po tym turnieju Kubot wybrał się na mecz Pucharu Davisa przeciwko Algierii. W pierwszym meczu pokonał Lamine’a Ouahaba 6:2, 7:6, 6:1, a w drugim wygrał ze Slimanem Saoudim 5:7, 1:6, 6:2, 6:3, 6:0. W kolejnym turnieju w Meksyku odpadł w 1. rundzie przegrywając z Argentyńczykiem Carlosem Berlocq 6:1, 0:6, 6:7. W kolejnym turnieju w tym państwie również przegrał w 1. rundzie z Chilijczykiem Adrianem Garcią 2:6, 4:6. W trzecim z kolei turnieju w Meksyku doszedł do drugiej rundy pokonując Belga Gilles’a Elseneera 6:1, 6:3 i przegrywając z Argentyńczykiem Sergio Roitmanem 1:6, 7:5, 1:6. Następnie wziął udział w futuresie we Włoszech, gdzie już w 1. rundzie przegrał z reprezentantem gospodarzy Fabio Fogninim 3:6, 2:6. Kolejny turniej z udziałem Kubota również odbył się we Włoszech gdzie doszedł do 2. rundy. Najpierw pokonał Francuza Nicolasa Coutelota 4:6, 7:6, 7:5, a potem przegrał z jego rodakiem Olivierem Patience 1:6, 7:6, 1:6. Następnie brał udział jeszcze w 3 challengerach – w Niemczech, na Słowacji i Węgrzech. W pierwszym z nich odpadł już w 1. rundzie przegrywając z Hiszpanem Albertem Portasem 3:6, 2:6. W drugim turnieju doszedł do ćwierćfinału pokonując Włocha Massimo Dell’Acqua 6:2, 4:6, 5:3 krecz, jego rodaka Francesco Piccariego 6:2, 6:4, a przegrał z Francuzem Édouardem Roger-Vasselinem 7:5, 1:6, 5:7. W trzecim turnieju doszedł do półfinału pokonując Węgra Adama Kellnera 6:1, 6:3, Holendra Matwé Middelkoopa 6:2, 6:2, Niemca Jakuba Herm-Zahlavę 3:6, 6:2, 7:6 oraz przegrywając z Serbem Borisem Pašanskim 3:6, 5:7. Następnie udał się na mecz Pucharu Davisa przeciwko Estonii. W jedynym swoim meczu pokonał Jaaka Poldmę 6:0, 6:1, 7:6. Po tym meczu grał jeszcze turniej w Finlandii, gdzie odpadł w 1. rundzie przegrywając z Rosjaninem Tejmurazem Gabaszwilim 4:6, 2:6. Ostatnim turniejem w lipcu był challenger w Poznaniu, gdzie odpadł w 2 rundzie pokonując Argenyńczyka Juana Pablo Brzezickiego 6:2, 6:2 i ponownie przegrywając z Rosjaninem Tejmurazem Gabaszwilim 6:2, 3:6, 4:6. Kolejnym turniejem był challenger w Sopocie, gdzie w 1. rundzie przegrał z Włochem Filippo Volandrim 3:6, 1:6. W kolejnym challengerze w Austrii doszedł do półfinału pokonując Francuza Jean-Christophe Faurela 6:1, 6:4, reprezentanta gospodarzy Alexandra Peyę 6:7, 6:4, 7:6, Polaka Adama Chadaja 6:7, 6:1, 6:3 i przegrywając z Czechem Robinem Vikiem 5:7, 1:6. Następnie Kubot pojechał na dwa challengery na Ukrainie. W pierwszym odpadł w 2 rundzie pokonując Kazacha Jurija Szczukina 6:3, 6:1 i przegrywając z Hiszpanem Gorką Fraile 3:6, 7:5, 4:6. Drugi ukraiński turniej natomiast wygrał pokonując po drodze Słowaka Igora Zelenaya 6:4, 1:6, 6:2, Ukraińca Serhija Jaroszenkę 4:6, 7:6, 6:1, Kazacha Jurija Szczukina 3:6, 6:2, 6:1, reprezentanta gospodarzy Michaiła Filimę 6:2, 6:2 oraz Austriaka Alexandra Peyę 6:4, 6:2. We wrześniu brał udział jeszcze w turnieju w Szczecinie, gdzie odpadł w 2 rundzie pokonując Czecha Pavla Šnobela 6:3, 6:2, ale przegrywając z Hiszpanem Alberto Martínem 4:6, 6:7. Kolejny turniej przyniósł mu ćwierćfinał w Belgii. Pokonał tam Kanadyjczyka Frederica Niemeyera 6:3, 3:6, 6:3, Włocha Daniele Braccialiego 4:6, 6:3, 6:2 i przegrywając z Belgiem Olivierem Rochusem 4:6, 0:6. Następnie w challengerze w Wielkiej Brytanii odpadł w 1. rundzie z Włochem Andreą Stoppinim 6:2, 4:6, 4:6. Kolejnym punktem w karierze Kubota były dwa challengery w Korei Południowej. W pierwszym doszedł do ćwierćfinału pokonując Francuza Sébastiena De Chaunaca 7:5, 6:1, Szweda Jacoba Adaktussona 6:3, 6:3 i przegrywając z Francuzem Nicolasem Thomannem 2:6, 4:6. W drugim z turniejów odpadł dopiero w półfinale pokonując po drodze Kazacha Jurija Szczukina 2:6, 6:2, 7:5, Austriaka Alexandra Peyę 6:3, 5:7, 7:5, reprezentanta RPA Rika De Voesta 6:2, 6:1, a przegrywając z Niemcem Simonem Greulem 5:7, 1:6. W następnym turnieju, który odbywał się w Niemczech Kubot odpadł w 2 rundzie pokonując Włocha Giorgio Galimbertiego 7:6, 6:7, 7:6 i przegrywając z Czechem Janem Mertlem 4:6, 4:6. Kolejny turniej na Ukrainie przyniósł rozczarowanie, gdyż Polak odpadł już w 1. rundzie przegrywając z Kolumbijczykiem Alejandro Fallą 1:6, 7:5, 3:6. Kolejny turniej odbył się we Francji. Polak przegrał tam w półfinale z Rosjaninem Tejmurazem Gabaszwilim 3:6, 4:6, a pokonując wcześniej Brytyjczyka Lee Childsa 6:1, 6:1, Chorwata Ivana Cerovicia 5:7, 6:4, 6:4 i reprezentanta Antyli Holenderskich Martijna Van Haasterena 6:2, 4:6, 6:2. Ostatnim turniejem w tym roku był Katar, gdzie Kubot przegrał już w pierwszej rundzie z Egipcjaninem Karimem Maamounem 1:6, 4:6. Sezon 2005 zakończył na 142. miejscu w rankingu ATP.
Sezon 2006
Sezon 2006 rozpoczął od challengerów w Niemczech i we Francji. W obu odpadł w 1. rundzie. W pierwszym przegrał z Francuzem Antonym Dupuis 4:6, 6:7, a w drugim z Kazachem Jewgienijem Korolowem 6:1, 3:6, 5:7. Po tym rozczarowaniu Kubot udał się na turniej do Wrocławia, gdzie odpadł w półfinale. Pokonał po drodze Polaka Mariusza Fyrstenberga 6:7, 6:2, 7:6, Francuza Thierrego Ascione 6:4, 5:7, 7:6, Słowaka Igora Zelenaya 4:6, 6:3, 6:4, a przegrał z Czechem Tomášem Zíbem 6:4, 4:6, 1:6. Po tym dobrym występie, w kolejnym turnieju, który odbył się w Serbii przegrał już w 1. rundzie z Czechem Jakubem Haškiem 3:6, 3:6. Kolejnym turniejem był challenger w Ekwadorze, gdzie przegrał dopiero w półfinale z Niemcem Benjaminem Beckerem 3:6, 4:6. Wcześniej pokonał Amerykanina Chrisa Johnsona 6:0, 6:0, Serba Dušana Vemicia 6:3, 6:1 i Argentyńczyka Edgardo Massę 6:4, 6:1. Po tym turnieju znów odpadł w 1. rundzie na turnieju we Włoszech. Przegrał tam z reprezentantem gospodarzy Simonem Bolellim 2:6, 3:6. Po tym turnieju Kubot pojechał na mecz Pucharu Davisa przeciwko Łotwie. W swoim jedynym meczu pokonał Andisa Juskę 6:4, 7:6, 6:7, 3:6, 8:6. Następnym turniejem był challenger w Indiach. Pokonał tam Australijczyka Luke Bourgeoisa 6:3, 6:1, a przegrał z reprezentantem gospodarzy Karanem Rastogim 4:6, 1:6. Kolejny turniej również odbywał się w Indiach, jednak tam doszedł aż do finału. Pokonał reprezentanta gospodarzy Karana Rastogi 6:2, 6:2, Słowaka Lukáša Lacko 6:3, 6:1, Amerykanina Phillipa Kinga 3:6, 6:3, 6:2, Koreańczyka Lee Hyung-taika 6:3, 6:2, a przegrał z Serbem Viktorem Troicki 6:2, 4:6, 4:6. Potem Kubot pojechał do Czech, gdzie odpadł w 2 rundzie pokonując Argentyńczyka Carlosa Berlocqa 7:6, 6:4, a przegrywając z Niemcem Denisem Gremelmayrem 4:6, 2:6. W następnym turnieju w Chorwacji przegrał w 1. rundzie z Serbem Viktorem Troickim 2:6, krecz. Kolejny turniej odbył się w Czechach. Przegrał tam w 2 rundzie pokonując Jean-René Lisnard z Monako 6:1, 7:5 oraz przegrywając z reprezentantem gospodarzy Ivo Minářem 6:4, 4:6, 6:7. Kubot następnie pojechał do USA gdzie przegrał już w 1. rundzie z reprezentantem RPA Rikiem De Voestem 2:6, 2:6. Następnie pojechał na mecz Pucharu Davisa z Gruzją. W 1 meczu pokonał Lado Chikhladze 7:5, 6:4, 6:2, a w 2 przegrał z Iraklim Labadze 6:4, 3:6, 7:5, 2:6, 4:6. Po tych meczach Kubot pojechał na turniej do Austrii i do Sopotu. W obu przegrał w 1. rundzie. W pierwszym przegrał z Niemcem Alexandrem Waske 3:6 6:3, 7:6. W drugim przegrał z innym Niemcem Florianem Mayerem 1:6, 2:6. Następnie Kubot znów wziął udział w turnieju w Austrii. Przegrał tam w 1. rundzie z Niemcem Benediktem Dorschem 6:2, 3:6, 5:7. Następnym turniejem, w którym Polak wziął udział był US Open. W 1. rundzie pokonał Belga Kristofa Vliegena 2:6, 6:1, 6:4, 1:6, 6:3. W 2 rundzie wygrał z Izraelczykiem No’amem Okunem 7:6, 6:4, 2:6, 2:6, 6:4. W 3 rundzie przegrał z Rosjaninem Nikołajem Dawydienko 4:6, 1:6, 1:6. Następnie Kubot wybrał się na challenger do Szczecina, gdzie odpadł w ćwierćfinale. Najpierw pokonał Peruwiańczyka Luisa Hornę 6:4, 3:6, 6:3 i Niemca Tobiasa Clemensa 6:4, 7:6, a następnie przegrał z Czechem Jiřím Vankiem 2:6, 5:7. Na koniec września Kubot brał jeszcze udział w turnieju w Indiach, gdzie w 1. rundzie przegrał z Czechem Tomášem Berdychem 2:6, 2:6. Kolejnym turniejem był challenger w Austrii, gdzie przegrał w 2 rundzie z reprezentantem gospodarzy Jürgenem Melzerem 4:6, 6:3, 1:6, pokonując wcześniej Francuza Sebastiena Grosjeana 6:4, 6:3. Następny turniej z udziałem Kubota odbył się w Danii. Odpadł tam w ćwierćfinale pokonując Jean-René Lisnarda z Monako 2:6, 6:2, 7:5, Tajwańczyka Lu Yen-hsun 6:1, 3:6, 6:3, a przegrywając z Niemcem Alexandrem Waske 1:6, 4:6. Kolejny turniej Kubot grał w Rosji, ale już w 1. rundzie przegrał z Holendrem Raemonem Sluiterem 4:6, 6:3, 3:6. Na początku listopada brał udział w turnieju na Słowacji, gdzie przegrał w półfinale. Pokonał po drodze Czecha Robina Vika 6:2, 6:3, Argentyńczyka Juana Martina Del Potro 6:1, 4:3 krecz, Austriaka Stefana Koubeka 6:2, 6:3, a przegrywając z Czechem Lukášem Dlouhym 6:7, 6:4, 4:6. Ostatni turniej w tym roku odbył się na Ukrainie. Kubot przegrał tam w 2 rundzie pokonując Czecha Tomáša Cakla 6:3, 6:4, a ulegając Rosjaninowi Dmitrijowi Tursunowowi 1:6, 0:6. Sezon 2006 zakończył na 125. miejscu w rankingu ATP.
Sezon 2007
Sezon 2007 Łukasz Kubot rozpoczął od turnieju ATP w Australii, gdzie odpadł w 2 rundzie kwalifikacji pokonując Brazylijczyka Thiago Alvesa 6:0, 6:2 i przegrywając z Czechem Janem Hernychem 0:6, 1:6. Kolejnym turniejem było wielkoszlemowy Australian Open, gdzie odpadł w 3 rundzie kwalifikacji. Pokonał tam Rumuna Victora Crivoi 6:3, 4:6, 6:3, Japończyka Satoshi Iwabuchiego 3:6, 6:1, 6:2, a przegrał ze Słowakiem Lukášem Lacko 6:7, 6:4, 4:6. Następnie Kubot pojechał na turniej do USA, gdzie w 1. rundzie odpadł z reprezentantem gospodarzy Jessim Levine 3:6, 2:6. Dla polepszenia nastroju Kubot pojechał na challenger do Wrocławia, ale tam również odpadł w 1. rundzie. Przegrał z Austriakiem Wernerem Eschauerem 6:7, 5:7. Podobnie było na turnieju we Francji, gdzie już w 1 meczu przegrał z Włochem Federico Luzzim 4:6, 6:7. Następnie przyszły dwa challengery – w Bośni i Hercegowinie oraz we Włoszech, gdzie odpadał w 2 rundzie. Najpierw pokonał Chorwata Ivana Dodiga 7:6, 4:6, 7:6, a potem przegrał z jego rodakiem Marinem Čiliciem 5:7, 3:6. W drugim turnieju pokonał Austriaka Alexandra Peyę 6:4, 6:4, a przegrał z Marokańczykiem Younesem El Aynaouim 4:6, 3:6. Następnie Kubot wybrał się na mecz Pucharu Davisa przeciwko Nigerii. W swoim jedynym meczu pokonał Jonathana Igbinovię 6:3, 6:2, 7:6. Następnie Kubot wybrał się na dwa challengery w Maroku, ale oba przegrał w 1. rundzie. Najpierw z Serbem Borisem Pašanskim 5:7, 2:6, a potem z Czechem Jiřím Vaněkiem 1:6, 7:6, 4:6. Potem Kubot brał udział w jeszcze jednym turnieju w tym kraju – tym razem rangi ATP. Przegrał tam jednak w 1. rundzie kwalifikacji z Hiszpanem Danielem Munozem-De La Nava 4:6, 4:6. Po tym turnieju brał udział w challengerze w Tunezji, gdzie odpadł w 2 rundzie. Najpierw pokonał Włocha Urosa Vico 6:0, 3:1 krecz, a potem przegrał z Rumunem Andreiem Pavelem 3:6, 1:6. W kolejnym turnieju w Czechach przegrał w 1. rundzie z Holendrem Raemonem Sluiterem 4:6, 6:7. Następnie odpadł w 1. rundzie kwalifikacji w wielkoszlemowym Roland Garros z Włochem Fabio Fogninim 3:6, 4:6. Zaraz po tym turnieju pojechał do Kazachstanu, gdzie odpadł w ćwierćfinale. Pokonał tam Ukraińca Serhija Bubkę 6:0, 6:3, Rosjanina Jewgienija Kiriłłowa 6:3, 6:2, a przegrał ze Słowakiem Kamilem Čapkovičem 3:6, 2:6. Następnie odpadł w 1. rundzie kwalifikacji w wielkoszlemowym Wimbledonie ze Słowakiem Pavolem Cervenakiem 4:6, 6:7. Po tym turnieju przegrał w 2 rundzie turnieju w Holandii. Najpierw pokonał Ukraińca Serhija Stachowskiego 6:3, 6:0, a następnie przegrał z reprezentantem gospodarzy Raemonem Sluiterem 6:2, 6:7, 3:6. Następnie Kubot pojechał na mecz Pucharu Davisa przeciwko Grecji. W swoim jedynym meczu pokonał Parisa Gemouchidisa 6:2, 6:0, 6:2. Kolejne dwa turnieje dla Kubota to turnieje w Poznaniu i Sopocie. W pierwszym odpadł w półfinale pokonując Niemca Simona Greula 7:6, 6:1, Włocha Simone Vagnozziego 6:0 6:4, Hiszpana Santiago Venturę 6:3, 6:3, a przegrał z Brazylijczykiem Julio Silvą 3:6, 2:6. W drugim turnieju odpadł w 1. rundzie z Hiszpanem Tommym Robredo 4:6, 7:5, 5:7. Kolejnym turniejem był challenger w Turcji, gdzie odpadł w ćwierćfinale. Pokonał tam Czecha Tomáša Cakla 6:7, 6:3, 6:2, Uzbeka Farrukha Dustova 6:0, 7:6, a przegrał ze Słowakiem Lukášem Lacko 6:7, 6:7. Następnie odpadł w 3 rundzie kwalifikacji w wielkoszlemowym US Open pokonując Amerykanina Glenna Weinera 6:3, 7:6, jego rodaka Sama Warburga 6:4, 1:0 krecz, a przegrał z Polakiem Michałem Przysiężnym 7:6, 3:6, 6:7. Kolejny turniej na Ukrainie zakończył się dla Kubota na ćwierćfinale. Pokonał tam Kanadyjczyka Frederica Niemeyera 6:3, 6:4, Uzbeka Farrukha Dustova 6:3, 6:4, a przegrał z Chorwatem Roko Karanušiciem 6:7, 3:6. Kubot pojechał potem na turniej do Japonii, gdzie w 1. rundzie przegrał z Amerykaninem Justinem Gimelstobem 4:6, 5:7. Następnie Kubot wybrał się na turniej ATP do Austrii. Przegrał tam w 2 rundzie kwalifikacji z reprezentantem gospodarzy Andreasem Haiderem-Maurerem 3:6, 3:6, pokonując wcześniej Kanadyjczyka Frederica Niemeyera 3:6, 6:2, 6:3. Następnie pojechał na challenger do Francji, gdzie odpadł w półfinale. Pokonał tam Szwajcara Michela Kratochvila 4:1 krecz, Austriaka Olivera Maracha 6:3, 6:4, Belga Steve’a Darcisa 4:6, 6:3, 6:4, a przegrał z Argentyńczykiem José Acasuso 4:6, 3:6. W kolejnym turnieju w Niemczech przegrał w 1. rundzie z Czechem Janem Hernychem 2:6, 1:6. Na początku listopada pojechał na turniej do Finlandii, gdzie przegrał w 2 rundzie. Pokonał tam Szwajcara Michaela Lammera 1:0 krecz, a przegrał z Niemcem Tobiasem Kamke 3:6, 4:6. Na koniec tego roku Kubot pojechał do Wielkiej Brytanii, gdzie odpadł w 2 rundzie. Najpierw pokonał Hiszpana Adriána Menéndeza-Maceirasa 4:6, 6:4, 6:2, a przegrał z Holendrem Michelem Koningem walkowerem. Sezon 2007 zakończył na 222. miejscu w rankingu ATP.
Sezon 2008
Sezon 2008 Łukasz Kubot rozpoczął od challengeru we Wrocławiu, gdzie w 1. rundzie przegrał z reprezentantem RPA Rikiem De Voestem 6:7, 6:3, 6:7. Następnie wybrał się do Meksyku, gdzie grał dwa challengery. W obu turniejach odpadł w 1. rundzie. Najpierw przegrał z Argentyńczykiem Leonardo Mayerem 6:4, 1:6, 6:7, a potem z reprezentantem gospodarzy Victorem Romero 1:6, 6:0, 4:6. Następnie Kubot odpadł w ćwierćfinale na turnieju w Korei Południowej. Pokonał tam Japończykiem Hirokim Kondo 3:6, 6:4, 6:4, reprezentanta gospodarzy Lim Yong-kyu 4:6, 7:5, 7:6, a przegrał z reprezentantem gospodarzy Rikiem De Voestem 3:6, 5:7. Następnie Kubot wybrał się na trzy turnieje europejskie – jeden we Włoszech i dwa razy w Hiszpanii. W pierwszym odpadł w 2 rundzie pokonując Kazacha Michaiła Kukuszkina 6:4, 6:4, a następnie przegrał z Niemcem Simonem Stadlerem 2:6, 2:6. W kolejnym turnieju przegrał z reprezentantem gospodarzy Davidem Marrero w 1. rundzie 6:7, 6:1, 6:7. W ostatnim turnieju przegrał w 2 rundzie. Pokonał tam Hiszpana Javiera Padillę 6:1, 6:1 i przegrał z jego rodakiem Markiem Lópezem 4:6, 0:6. Następnie Polak wybrał się na turniej do Uzbekistanu. Odpadł tam w ćwierćfinale pokonując Izraelczyka Amira Weintrauba 6:1, 6:1 i Niemca Petera Gojowczyka 6:3, 7:6, a ulegając reprezentantowi RPA Ravenowi Klaasenowi 3:6, 6:3, 3:6. Następnie Kubot odpadł w 1. rundzie kwalifikacji na turnieju w Czechach z Ekwadorczykiem Giovannim Lapenttim 6:4, 3:6, 3:6. Następnie Kubot odpadł w 3 rundzie kwalifikacji na turnieju w Queen’s Club w Wielkiej Brytanii. Pokonał tam reprezentanta gospodarzy Jamiego Murraya 7:5, 6:3, Ukraińca Serhija Stachowskiego 3:6, 7:6, 6:4, a przegrał z Australijczykiem Josephem Siriannim 6:2, 3:6, 6:7. Potem Kubot odpadł w 1. rundzie kwalifikacji Wimbledonu ze Szwajcarem Stéphane’em Bohlim 4:6, 0:6. Następnie Polak wybrał się na turniej do Holandii, gdzie odpadł w 2 rundzie, pokonując Argentyńczyka Juana-Martina Arangurena 3:6, 6:4, 6:0, a przegrywając z Włochem Marco Crugnolą 2:6, 2:6. Następnie Kubot wygrał challenger w Niemczech pokonując tam Fina Juho Paukku 6:4, 6:1, Niemca Alexandra Flocka 6:2, 6:1, jego rodaka Marca Siebera 6:2, 7:5, Czecha Jaroslava Pospíšila 1:6, 6:4, 7:6 i Argentyńczyka Juana Pablo Brzezickiego 6:3, 6:4. W turnieju w Poznaniu odpadł jednak już w 1. rundzie przegrywając z Czechem Jiřím Vankiem 7:6, 2:6, 2:6. W turnieju w Finlandii Kubot odpadł w ćwierćfinale pokonując Irlandczyka Conora Nilanda 6:4, 2:6, 6:0, Francuza Josselina Ouanna 6:2, 4:6, 6:3, a przegrywając z Włochem Flavio Cipollą 6:4, 3:6, 4:6. Kolejny turniej z jego udziałem odbył się w Uzbekistanie, gdzie odpadł w 2 rundzie. Pokonał tam reprezentanta gospodarzy Vaję Uzakova 6:1, 6:1, a przegrał ze Słoweńcem Blazem Kavciciem 6:7, 4:6. W kolejnym turnieju w Uzbekistanie przegrał w 1. rundzie z Austriakiem Oliverem Marachem 5:7, 2:6. Następny turniej odbył się w Kazachstanie. Tam Kubot znów odpadł w 1. rundzie przegrywając z Czechem Janem Mertlem 4:6, 7:6, 4:6. W turnieju w Szczecinie odpadł dopiero w półfinale. Zagrał tam z czterema Hiszpanami. Pokonał Davida Marrero 6:3, 6:2, Óscara Hernándeza 6:7, 6:1, 2:0 krecz, Alberto Martína 7:5, 6:3, a przegrał z Albertem Montañésem 6:3, 1:6, 4:6. Następnie Kubot pojechał na Słowację, gdzie odpadł w 2 rundzie. Pokonał tam Czecha Jiříego Vanka 6:3, 2:6, 6:2, a przegrał z jego rodakiem Jaroslavem Pospíšilem 6:3, 3:6, 4:6. Następnie Kubot udał się do Szwecji na turniej rangi ATP. Odpadł tam w 3 rundzie kwalifikacji, pokonując Szwajcara Nimę Madamiego 6:2, 6:2 i Australijczyka Josepha Sirianniego 7:6, 6:3, a przegrywając ze Szwajcarem George’em Bastlem 4:6, 6:1, 6:7. Na turnieju w Uzbekistanie przegrał w 2 rundzie z Niemcem Michaelem Berrerem 3:6, 6:7, pokonując wcześniej Izraelczyka Harela Lewiego 6:7, 6:4, 6:2. Następnie Kubot w dwóch turniejach w Korei Południowej odpadł w 1. rundzie. Najpierw przegrał z reprezentantem gospodarzy Im Kyu-tae 6:4, 3:6, 6:7, a potem z Amerykaninem Alexem Bogomolovem Jr. 2:6, 6:7. Następnie Kubot przyjechał na trzy turnieje do Europy – na Słowacji, Ukrainie i w Finlandii. W pierwszym przegrał w 1. rundzie z Czechem Bohdanem Ulihrachem 5:7, 2:6. W drugim turnieju przegrał w 1. rundzie z Ukraińcem Iwanem Siergiejewem 1:6, 4:6. W trzecim turnieju odpadł w ćwierćfinale pokonując Austriaka Philippa Oswalda 2:6, 7:5, 6:3, Łotysza Andisa Juškę 6:3, 7:5 i przegrywając z Finem Jarkko Nieminenem 6:7, 7:5, 6:7. W ostatnim turnieju w tym roku Kubot w 1. rundzie challengera w Meksyku przegrał ze Słoweńcem Gregą Žemlją 1:6, 0:6. Sezon 2008 zakończył na 209. miejscu w rankingu ATP.

#### Sezon 2009[30]
Sezon 2009 Kubot rozpoczął od turnieju ATP w Katarze. Odpadł tam w 3 rundzie kwalifikacji pokonując Niemca Tobiasa Kamke 6:7, 6:2, 6:1 oraz Włocha Simone Vagnozziego 2:6, 6:2, 7:6, a przegrał z Austriakiem Alexandrem Peyą 3:6, 6:7.
Również w 3 rundzie kwalifikacji odpadł podczas Australian Open. Pokonał tam Francuza Édouarda Rogera-Vasselina 3:6, 6:3, 6:1, Hindusa Somdeva Devvarmana 4:6, 6:4, 7:5, a przegrał z Niemcem Andreasem Beckiem 4:6, 3:6. W challengerze we Wrocławiu odpadł w 2 rundzie pokonując Niemca Floriana Mayera walkowerem, a przegrywając z Czechem Robinem Vikem 4:6, 7:5, 6:7.
Następnie Kubot brał udział w turnieju ATP w Brazylii, gdzie odpadł w 2 rundzie po przebiciu się przez kwalifikacje. Pokonał tam reprezentanta gospodarzy Vitora Requiao 6:1, 6:2, Serba Borisa Pašanskiego 6:3, 3:6, 6:3, Hiszpana Rubéna Ramíreza Hidalgo 4:6, 6:4, 6:3 oraz jego rodaka Daniela Gimeno-Travera 7:6, 1:6, 6:3, a przegrał z Brazylijczykiem Thomazem Belluccim 7:5, 4:6, 4:6.
Na turnieju w Meksyku Kubot odpadł w 2 rundzie kwalifikacji pokonując Olivera Maracha 7:5, 6:3, a przegrywając z jego rodakiem Danielem Köllererem 5:7, 6:3, 3:6.
Następnie Kubot brał udział w turnieju rangi ATP World Tour Masters 1000 w USA. Przegrał tam w 1. rundzie kwalifikacji z Hiszpanem Markiem Lópezem 4:6, 4:6.
Na turnieju ATP w Maroku odpadł w 2 rundzie kwalifikacji pokonując Hiszpana Adriána Menéndeza-Maceirasa 7:5, 2:6, 7:6, a przegrywając z Austriakiem Oliverem Marachem 5:7, 4:6.
Na turnieju ATP rangi 500 w Hiszpanii Kubot odpadł w 1. rundzie kwalifikacji z Niemcem Mischą Zverevem 4:6, 6:3, 1:6. W challengerze w Czechach odpadł w ćwierćfinale pokonując tam Cypryjczyka Markosa Pagdatisa 6:4, 6:1 i reprezentanta RPA Kevina Andersona 6:3, 6:1, a przegrywając z Czechem Janem Hajkiem 3:6, 6:0, 4:6.
Następnie Kubot brał udział w turnieju ATP w Serbii, gdzie osiągnął najlepszy rezultat w dotychczasowej karierze – doszedł tam do finału dostając się do turnieju jako „szczęśliwy przegrany” po porażce w 3 rundzie kwalifikacji. Pokonał tam Francuza Mathieu Montcourta 3:6, 6:4, 6:4 i Rosjanina Walerija Rudniewa 6:4, 6:4, a przegrał ze Słowakiem Dominikiem Hrbatym 6:7, 6:0, 0:6. W turnieju głównym pokonał Serba Arsenije Zlatanovicia 6:4, 7:5, Rosjanina Igora Andriejewa 3:2 krecz, Belga Kristofa Vliegena 7:6, 6:3, Chorwata Ivo Karlovicia 7:6, 6:2, a w finale przegrał z reprezentantem gospodarzy Novakiem Đokoviciem 3:6, 6:7.
W Roland Garros odpadł w 1. rundzie przechodząc przez kwalifikacje. Pokonał tam Francuza Axela Michona 6:4, 6:3, Szweda Björna Rehnquista 5:7, 6:3, 6:2 i Brazylijczyka Thiaga Alvesa 4:6, 6:3, 10:8, a przegrał z Serbem Viktorem Troickim 6:3, 3:6, 4:6, 7:6, 3:6.
Na turnieju w Londynie w Queen’s Clubie odpadł w 1. rundzie kwalifikacji przegrywając z Australijczykiem Marinko Matoseviciem 7:5, 6:7, 4:6.
Na Wimbledonie również przegrał w 1. rundzie kwalifikacji przegrywając z Japończykiem Gō Soedą 4:6, 6:3, 9:11.
W turnieju w Niemczech odpadł w ćwierćfinale pokonując Niemca Christiana Mohsa 6:1, 6:0, Czecha Františka Čermáka 6:4, 6:2, Hiszpana Pablo Andújara 6:2, 6:4 oraz Niemca Philippa Kohlschreibera 6:2, 6:4, a przegrywając z Niemcem Nicolasem Kieferem 2:6, 1:6.
Na turnieju w USA odpadł w 2 rundzie kwalifikacji, gdzie pokonał Brytyjczyka Daniela Evansa 6:2, 7:6, a przegrał z Amerykaninem Jesse Wittenem 6:3, 6:7, 4:6. Na turnieju rangi ATP World Tour Masters 1000 w Kanadzie odpadł w 1. rundzie kwalifikacji z Francuzem Julienem Benneteau 4:6, 6:4, 3:6.
Na kolejnym turnieju rangi ATP World Tour Masters 1000 w USA odpadł w 1. rundzie po przebrnięciu kwalifikacji. Pokonał tam Rosjanina Tejmuraza Gabszwilego 6:1, 6:2 oraz Francuza Juliena Benneteau 6:2, 7:5, a przegrał z Argentyńczykiem José Acasuso 4:6, 3:6.
W US Open odpadł w 2 rundzie kwalifikacji pokonując Czecha Lukáša Dlouhego 6:0, 6:3, a przegrał z Japończykiem Tatsumą Ito 2:6, 6:3, 4:6. W challengerze w Szczecinie przegrał w 1. rundzie ulegając Francuzowi Florentowi Serra 4:6, 1:6.
Na turnieju ATP w Rumunii przegrał w 3 rundzie kwalifikacji z Włochem Filippo Volandrim 3:6, 2:6, pokonując wcześniej Rumunów Valentina Palasa 6:3, 6:2 oraz Alexandru Carpena 6:4, 6:0. Na turnieju w Chinach odpadł w 2 rundzie po przejściu kwalifikacji. Pokonał tam Słowaka Kamila Čapkoviča 6:3, 5:1 krecz oraz dwóch Amerykanów – Donalda Younga 6:2, 6:3 oraz Andy Roddicka 6:2, 6:4, a przegrał z Chorwatem Ivanem Ljubiciciem 6:7, 6:4, 4:6.
Na turnieju ATP World Tour Masters 1000 w Chinach odpadł w 1. rundzie po przejściu kwalifikacji. Pokonał tam Słowaka Ivo Kleca 6:3, 6:4 i Amerykanina Robby Ginepriego 6:2, 6:7, 6:3, a przegrał ze Szwajcarem Stanislasem Wawrinką 6:2, 6:7, 6:7. W Austrii odpadł w 1. rundzie z Czechem Radkiem Štěpánkiem 4:6, 1:6.
Na kolejnym turnieju ATP World Tour Masters 1000 we Francji odpadł w 2 rundzie po przejściu kwalifikacji. Pokonał tam Niemca Michaela Berrera 5:7, 6:4, 7:6, Francuza Florenta Serrę 6:3, 2:6, 6:3 oraz Niemca Andreasa Becka 6:4, 3:6, 6:4, a przegrał z Chorwatem Marinem Čiliciem 7:6, 4:6, 2:6.
Ostatni turniej w tym roku Kubot grał w challengerze w Austrii. Odpadł tam jednak w 1. rundzie przegrywając z Australijczykiem Rameezem Junaidem 6:7, 4:6. Sezon 2009 zakończył na 101. miejscu w rankingu ATP.

#### Sezon 2010[32]
Sezon 2010 Kubot rozpoczął od turnieju ATP w Katarze, gdzie odpadł w ćwierćfinale pokonując Egipcjanina Karima Maamouna 6:0, 6:2 i Ukraińca Serhija Stachowskiego 6:2, 7:6, a przegrywając z Serbem Viktorem Troickim 6:4, 4:6, 6:7.
Następnie Kubot brał udział w Australian Open, gdzie doszedł aż do 4 rundy pokonując po drodze Niemca Mischę Zvereva 6:3, 6:3, 6:3, Kolumbijczyka Santiago Giraldo 6:4, 3:6, 6:3, 6:1 i Rosjanina Michaiła Jużnego walkowerem, a przegrał z Serbem Novakiem Đokoviciem 1:6, 2:6, 5:7.
Na turnieju w Chile odpadł w 2 rundzie pokonując Argentyńczyka Horacio Zeballosa 3:6, 7:5, 6:3, a przegrywając z Hiszpanem Marcelem Granollersem 4:6, 2:6.
Potem Kubot wybrał się na turniej ATP do Brazylii, gdzie doszedł do 2. finału w swojej karierze. Pokonał tam Hiszpana Óscara Hernándeza 7:5, 7:6, jego rodaka Alberta Montañésa 6:2, 6:2, Włocha Fabio Fogniniego 6:3, 6:1 i Rosjanina Igora Andriejewa 2:6, 6:2, 6:4, a przegrał z Hiszpanem Juanem Carlosem Ferrero 1:6, 0:6.
Na turnieju w Argentynie Kubot odpadł już w 1. rundzie ulegając z reprezentantem gospodarzy Juanem Mónaco 4:6, 6:7.
W Meksyku Polak odpadł w 2 rundzie pokonując Argentyńczyka Horacio Zeballosa 6:1, 6:2, a przegrywając z Hiszpanem Fernando Verdasco 4:6, 3:6.
W Pucharze Davisa Kubot wybrał się na mecz przeciwko Finlandii. Polak pokonał tam Henri Kontinena 6:4, 6:2, 7:6, a przegrał z Jarkko Nieminenem 4:6, 6:7, 7:6, 5:7.
Na turnieju ATP World Tour Masters 1000 w USA odpadł w 1. rundzie ulegając Argentyńczykowi Davidowi Nalbandianowi 3:6, 2:6.
W Maroku odpadł w ćwierćfinale pokonując Francuza Arnauda Clementa 6:4, 6:1, a przegrywając z Włochem Potito Starace 1:6, 0:6.
Z kolei na turnieju ATP World Tour Masters 1000 w Monako odpadł już w 1. rundzie z Serbem Viktorem Troickim 6:4, 2:6, 2:6. Polak przegrał także w 1. rundzie w dwóch kolejnych turniejach – w Hiszpanii z reprezentantem gospodarzy Marcelem Granollersem 4:6, 3:6 i w turnieju ATP World Tour Masters 1000 we Włoszech z Hiszpanem Nicolasem Almagro 7:6, 2:6, 3:6.
Na kolejnym turnieju ATP World Tour Masters 1000 w Hiszpanii znów przegrał w 1. rundzie z reprezentantem gospodarzy Feliciano Lópezem 3:6, 3:6.
We Francji odpadł w 2 rundzie pokonując reprezentacja gospodarzy Gianniego Minę 7:5, 6:4, a przegrywając z Włochem Potito Starace 3:6, 4:6.
Następnie Kubot pojechał na dwa kolejne turnieje, w których odpadał w 1. rundzie. Najpierw na French Open przegrał z Francuzem Josselinem Ouanną 6:7, 7:6, 2:6, 4:6, a następnie w Wielkiej Brytanii z Hiszpanem Nicolásem Almagro 5:7, 6:7.
Na Wimbledonie Kubot uległ w 2 rundzie pokonując w 1 rundzie Słoweńca Blaza Kavcicia 4:6, 6:2, 6:2, 6:3, a przegrywając z Niemcem Philippem Petzschnerem 4:6, 6:3, 6:4, 3:6, 2:6.
W kolejnych trzech turniejach Kubot kończył występy w 1. rundzie. Były to trzy turnieje amerykańskie – ATP World Tour Masters 1000, ATP i US Open. Ulegał tam kolejno Amerykaninowi Johnowi Isnerowi 2:6, 3:6, Niemcowi Danielowi Brandsowi 4:6, 6:2, 5:7 i Hiszpanowi Guillermo García-Lópezowi 3:6, 2:6, 6:7.
Następnie Kubot brał udział w challengerze w Szczecinie, gdzie odpadł w 2 rundzie. Pokonał tam Niemca Petera Torebko 6:4, 7:5, a przegrał z Czechem Lukášem Rosolem 4:6, 5:7. Na kolejnym turnieju rangi ATP w Rumunii odpadł znów w 1. rundzie ulegając Włochowi Filippo Volandriemu 3:6, 0:6.

#### Sezon 2011[30]
Sezon rozpoczął od startu w turnieju w Brisbane. Pokonał Daniela Brandsa 6:2 6:2, przegrał z Marcosem Baghdatisem 2:6 2:6. Następnie wziął udział w turnieju w australijskim Sydney. Jako lucky looser przegrał z Potito Starace 6:7 6:2 3:6. W Australian Open w pierwszej rundzie wygrał z rozstawionym z numerem 18. Amerykaninem Samem Querreyem 5:7 6:2 3:6 6:1 8:6, uległ Serhijowi Stachowskiemu 3:6 4:6 4:6.
Sezon na kortach ziemnych rozpoczął od startu w turnieju w chilijskim Santiago, przegrywając z Fabio Fogninim 6:7 2:6. Następnie wystąpił w Costa do Sauipe pokonując Eduardo Schwanka 6:7 7:5 7:6 a przegrywając z Juanem Ignacio Chelą 6:3 5:7 3:6. W Buenos Aires przegrał z Pablo Cuevasem 7:5 5:7 3:6. W Acapulco doszedł do ćwierćfinału wygrywając z Rubenem Ramirezem Hidalgo 7:5 6:0 oraz Eduardo Schwankiem 6:7 6:4 6:4 a przegrywając z Thomazem Belluccim 7:6 3;6 4:6.
Następnie wziął udział w turnieju w Indian Wells pokonując Michaiła Kukuszkina 7:6 6:4, przegrywając z Tomasem Berdychem 4:6 1:6.
Po krótkim czasie wznowił starty na kortach ziemnych startując w eliminacjach turniejów w Monte Carlo, Barcelonie i Madrycie. Złą serię przerwał w Rzymie, gdzie po przejściu kwalifikacji pokonał w pierwszej rundzie Pablo Cuevasa 7:6 2:6 6:2, przegrywając z Novakiem Đokoviciem 0:6 3:6.
Na Roland Garros kontynuował dobrą grę, przechodząc trzy rundy eliminacji, przegrywając w turnieju głównym dopiero w trzeciej rundzie pokonując rozstawionego z 11 Nicolasa Almagro 3:6 2:6 7:6 7:6 6:4 oraz Carlosa Berlocqa 6:3 7:6 6:3 a przegrywając Alejandro Falla 7:6 4:6 5:7 4:6.
Na Wimbledonie przeszedł eliminacje. W pierwszej rundzie pokonał Francuza Arnauda Clemanta 6:4 6:2 2:6 5:7 6:4, w drugiej Ivo Karlovica 7:6 6:3 6:3. W trzeciej rundzie spotkał się z rozstawionym z numerem 9 Gaëlem Monfilsem pokonując go 6:3 3:6 6:3 6:3 i przegrywając w czwartej rundzie z Feliciano Lópezem po dwóch niewykorzystanych meczbolach 6:3 7:6 6:7 5:7 5:7.

#### Sezon 2012
Kubot rozpoczął sezon od turnieju w Ad-Dausze. Przegrał w nim w pierwszej rundzie z turniejową ósemką, Włochem Andreasem Seppi, 6:2, 6:3. W turnieju w Sydney Polak doszedł do drugiej rundy. W pierwszym meczu zmierzył się z Chorwatem Ivanem Dodigiem, którego pokonał 7:6(4), 7:5. W kolejnym spotkaniu przegrał z rozstawionym z numerem pierwszym Argentyńczykiem Juanem Martínem del Potro 4:6, 2:6.
Podczas Australian Open Polak przegrał w pierwszej rundzie z turniejową dziesiątką, Hiszpanem Nicolásem Almagro, 6:1, 5:7, 3:6, 5:7. Kolejny turniej rozegrał w Zagrzebiu. W pierwszej rundzie pokonał Włocha Mattea Violę 6:2, 6:1. W drugiej rundzie spotkał się z rozstawionym z numerem szóstym Cypryjczykiem Marcosem Baghdatisem. Kubot przegrał z nim 4:6, 2:6. W turnieju kategorii 500 Series w Rotterdamie Polak doszedł do drugiej rundy. W pierwszej pokonał turniejową szóstkę, Ukraińca Ołeksandra Dołgopołowa, 6:7(4), 6:4, 6:2. Porażki doznał w meczu z Finem Jarkko Nieminenem, który zakończył się wynikiem 3:6, 7:5, 6:7(2). Kolejnym turniejem rangi 500 Series byłY zawody w Memphis. Kubot w pierwszej rundzie pokonał Amerykanina Jessa Levina 7:6(2), 6:4. W drugiej rundzie zmierzył się z Niemcem Philippem Petzschnerem, którego pokonał 7:6(5), 6:2. W ćwierćfinale spotkał się z kolejnym Niemcem Benjaminem Beckerem. Przegrał z nim 5:7, 6:7(5). W turnieju rangi 500 Series na kortach w Acapulco Polak osiągnął drugą rundę. W pierwszej pokonał Meksykanina Daniela Garzę 6:1, 6:3. W drugiej rundzie trafił na turniejową jedynkę, Hiszpana Davida Ferrera. Przegrał z nim 3:6, 3:6.
Podczas turnieju Masters Series w Indian Wells Kubot dotarł do drugiej rundy. W pierwszej pokonał Chorwata Ivo Karlovicia 6:4, 6:2. W drugiej rundzie spotkał się z rozstawionym z numerem trzydziestym Amerykaninem Andym Roddickiem. Przegrał z nim 6:4, 6:7(5), 3:6. Następnie wziął udział w turnieju rangi Masters Series w Miami. Polak w pierwszej rundzie spotkał się po raz drugi w sezonie z Chorwatem Ivo Karloviciem. Tym razem górą był Chorwat, który pokonał Polaka 3:6, 7:6(2), 6:7(2).
Sezon na kortach ziemnych rozpoczął podczas turnieju rangi Masters Series w Monte Carlo. Kubot w pierwszej rundzie przegrał z turniejową piętnastką, Austriakiem Jürgenem Melzerem, 2:6, 5:7. Podczas turnieju w Bukareszcie Łukasz Kubot został rozstawiony z numerem siódmym. Pierwszym przeciwnikiem był Rumun Gabriel Moraru. Polak pokonał go 6:2, 6:3. W drugiej rundzie spotkał się z kolejnym Rumunem, Mariusem Copilem. Pokonał go 6:3, 6:3. W ćwierćfinale Polak przegrał z turniejowa jedynką Francuzem Gilles’em Simonem 6:3, 1:6, 3:6. W Belgradzie Kubot został rozstawiony z numerem piątym, jednak w pierwszej rundzie pokonał go Czech Lukáš Rosol 5:7, 2:6. Turniej rangi Premier Masters w Rzymie Polak rozpoczął od pojedynku z Włochem Potito Staracem. Pokonał go 6:3, 5:7, 6:2. W drugiej rundzie spotkał się z turniejową siódemką, Czechem Tomášem Berdychem, z którym przegrał 6:4, 6:1.
Podczas wielkoszlemowego French Open Polak rozpoczął swe zmagania od meczu ze Słowakiem Karolem Beckiem, pokonując go 7:5, 6:2, 7:5. W drugiej rundzie spotkał się z Francuzem Florentem Serrą, którego pokonał 7:6(0), 6:2, 7:6(4). W trzeciej rundzie zagrał z Belgiem Davidem Goffinem. Przegrał z nim 6:7(4), 5:7, 1:6.
Sezon na kortach trawiastych rozpoczął od turnieju w Halle w Niemczech. W pierwszej rundzie pokonał Fina Jarkko Nieminena 6:4, 6:4. W drugiej rundzie uległ turniejowej ósemce Niemcowi Philippowi Kohlschreibergu 7:6(5), 1:6, 3:6. Podczas turnieju w ’s-Hertogenbosch Polak został rozstawiony z numerem ósmym. W pierwszej rundzie pokonał Izraelczyka Dudiego Selę 6:1, 6:2, a w drugiej rundzie uległ Francuzowi Benoît Paire 3:6, 6:0, 4:6.
Podczas US Open odpadł w 1. rundzie z Argentyńczykiem Leonardo Mayerem.

#### Sezon 2013
Łukasz Kubot rozpoczął sezon 2013 od udziału w turnieju w Ad-Dausze, gdzie w pierwszej rundzie wygrał z rozstawionym Feliciano Lópezem wynikiem 6:4, 6:2. W kolejnym meczu uległ Simone Bolelliemu 6:2, 4:6, 4:6. Następnie wziął udział w rywalizacji podczas wielkoszlemowego Australian Open. W pierwszej rundzie spotkał się tam z Danielem Gimeno-Traverem, któremu uległ 7:6(4), 4:6, 0:6, 6:4, 4:6. Kolejnymi zawodami ATP World Tour, w których Polak wziął udział były rozgrywki w Memphis. W pierwszym meczu pokonał Ryana Harrisona 6:4, 6:7(4), 7:6(2). W kolejnym spotkaniu nie sprostał Michaelowi Russellowi, z którym przegrał 2:6, 4:6. Następnie brał udział w zawodach w Acapulco, ale w pierwszej rundzie uległ Wayne′owi Odesnikowi 3:6, 4:6.
W Indian Wells Kubot przegrał w pierwszej rundzie z Benoît Paire 7:5, 5:7, 2:6, natomiast w Miami pokonał Franka Dancevica 4:6, 6:4, 6:3 oraz uległ Samowi Querreyowi 6:4, 3:6, 3:6.
W Wimbledonie osiągnął ćwierćfinał, przegrywając starcie o półfinał z Jerzym Janowiczem 5:7, 4:6, 4:6.

### Gra podwójna

#### 2000 – 2004
Sezon 2000
Sezon 2000 Kubot rozpoczął od futuresa w Krakowie. Jego partnerem był Polak Radosław Nijaki. Razem doszli tam do półfinału przegrywając walkowerem z parą włosko-hiszpańską Fabio Maggi/Emilio Viuda-Hernandez. Drugim turniejem w tym roku był challenger w Sopocie. Razem z Polakiem Michałem Gawłowskim doszli do ćwierćfinału przegrywając z parą czeską Igor Brukner/Petr Dezort walkowerem. Na początku września Kubot grał w futuresie w Czechach, gdzie jego partnerem był Austriak Zbynek Mlynarik. Odpadli tam w 1. rundzie z parą czeską Jiří Hobler/Pavel Šnobel 4:6, 7:5, 4:6. W ostatnim turnieju w tym roku Kubot grał na Filipinach. Jego partnerem był znów Zbynek Mlynarik. Przegrali tam w ćwierćfinale z parą reprezentującą RPA Andrew Anderson/Rik De Voest 6:7, 5:7. Sezon 2000 zakończył na 796. miejscu w rankingu deblowym ATP.
Sezon 2001
Sezon 2001 Kubot rozpoczął od challengera we Wrocławiu. Jego partnerem był Polak Michał Gawłowski. Przegrali tam w 1. rundzie z parą austriacko-niemiecką Julian Knowle/Michael Kohlmann 4:6, 4:6. Na turnieju w Nowej Zelandii jego partnerem był Amerykanin Jonathan Beardsley. Odpadli tam jednak w 1. rundzie z parą niemiecką Heiko Bollich/Thomas Messmer 6:4, 5:7, 1:6. Na turnieju w Sopocie za partnera miał Polaka Bartłomieja Dąbrowskiego. Para ta odpadła w ćwierćfinale ulegając parze Australijskiej Paul Hanley/Nathan Healey 5:7, 6:4, 5:7. Na challengerze w Austrii za partnera miał reprezentanta gospodarzy Andreasa Posevaca. Przegrali tam jednak z parą czeską Petr Dezort/Radomir Vasek 6:3, 2:6, 6:3. Na challengerze w Sopocie jego partnerem był Michał Gawłowski. Przegrał tam w ćwierćfinale z parą hiszpańską David Ferrer/Didac Perez 5:7, 6:4, 2:6. Na kolejnym futuresie jego partnerem był Polak Michał Przysiężny. Przegrali tam w półfinale z inną polską parą Mariusz Fyrstenberg/Marcin Matkowski 6:7, 1:6. Na challengerze w Zabrzu za partnera miał swojego rodaka Bartłomieja Dąbrowskiego. Przegrali tam w półfinale ze słowacką parą Karol Beck/Igor Zelenay 3:6, 4:6. W ostatnim turnieju w tym roku – w Szczecinie partnerem Kubota był Michał Gawłowski. Polacy przegrali tam w 1. rundzie z parą argentyńską Mariano Hood/Sebastián Prieto 1:6, 1:2 krecz. Sezon 2001 zakończył na 448. miejscu w rankingu deblowym ATP
Sezon 2002
Sezon 2002 Kubot rozpoczął od trzech futuresów w USA. We wszystkich jego partnerem był Niemiec Lars Uebel. W pierwszym odpadł w ćwierćfinale przegrywając z parą australijską David Hodge/James Sekulov 2:6, 3:6. W następnych dwóch przegrywał w 1. rundzie z parą australijską Alun Jones/Michael Tebbutt 2:6, 1:6 oraz amerykańską Brian Baker/Rajeev Ram przez walkower. Kolejny turniej odbył się w Katowicach, gdzie jego partnerem był Michał Przysiężny. Odpadli tam w 1. rundzie z parą norwesko-serbską Stian Boretti/Darko Mađarovski 1:6, 3:6. W turnieju w Sopocie wraz z Michałem Gawłowskim przegrali z polską parą Mariusz Fyrstenberg/Marcin Matkowski 4:6, 4:6. W challengerze w Rosji z reprezentantem gospodarzy Nikołajem Niszinem odpadł w ćwierćfinale. Przegrali tam z parą rosyjsko-ukraińską Artiom Dieriepasko/Orest Tereszczuk 1:6, 4:6. Następnie Kubot wziął udział w turnieju w Austrii. Jego partnerem był Australijczyk Joseph Sirianni. Przegrali tam już w 1. rundzie z parą chorwacką Ivan Cinkus/Lovro Zovko 3:6, 6:4, 2:6. Na początku września brał udział w turnieju na Ukrainie wraz z Mariuszem Fyrstenbergiem. Ulegli tam parze rosyjskiej Michaił Jełgin/Dmitrij Własow 6:7, 4:6. Następnie z tym samym partnerem Kubot grał na turnieju w USA. Odpadł tam w półfinale przegrywając z parą rumuńsko-amerykańską Gabriel Trifu/Glenn Weiner 6:7, 3:6. W ostatnim turnieju w tym roku Kubot znów grał z Mariuszem Fyrstenbergiem. Tym razem na futursie w Czechach odnieśli zwycięstwo pokonując w finale parę gospodarzy Jaroslav Pospíšil/Jiří Vencl 2:6, 6:3, 6:4. Sezon 2002 zakończył na 533. miejscu w rankingu deblowym ATP
Sezon 2003
Sezon 2003 Kubot rozpoczął od zwycięstwa w futuresie w Niemczech. Jego partnerem był Mariusz Fyrstenberg. Pokonali oni w finale parę amerykańską-niemiecką Jason Marshall/Lars Uebel 7:5, 5:7, 6:3. W challengerze w Niemczech Kubot grał razem z Bartłomiejem Dąbrowskim. Przegrali tam w ćwierćfinale z parą niemiecką Jens Knippschild/Franz Stauder 4:6, 5:7. W challengerze we Wrocławiu partnerem Kubota był Michał Przysiężny. Przegrali tam w 1. rundzie z parą Mariusz Fyrstenberg/Marcin Matkowski 3:6, 4:6. Kolejnym turniejem był futures na Węgrzech. Jego partnerem był tam Włoch Leonardo Azzaro. Przegrali tam w finale z parą węgierską Kornel Bardoczky/Gergely Kisgyörgy 6:7, 3:6. Na turnieju na Słowacji jego partnerem był gospodarz Victor Bruthans. Odpadli tam w ćwierćfinale przegrywając z parą hiszpańsko-argentyńską Alex Lopez Moron/Andres Schneiter 1:6, 1:6. Na turnieju w Rosji z Austriakiem Zbynkiem Mlynarykiem odpadli już w 1. rundzie ulegając parze argentyńsko-amerykańskiej Juan Pablo Brzezicki/Tripp Phillips 6:3, 3:6. 0:6. Kolejnym turniejem był challenger w Hiszpanii, gdzie jego partnerem był Japończyk Jun Kato. Para ta zwyciężyła pokonując w finale parę rosyjsko-amerykańską Philipp Mukometow/Tripp Phillips 4:6, 6:0, 6:1. W challengerze w Rosji jego partnerem był Rumun Răzvan Sabău. Przegrali tam w półfinale z parą rosyjsko-ukraińską Michaił Jełgin/Orest Tereszczuk 3:6, 5:7. Na turnieju w Rosji z Ukraińcem Orestem Tereszczukiem doszedł do finału przegrywając z parą węgiersko-czeską Kornel Bardoczky/Martin Štěpánek 6:7, 3:6. Następnie Kubot brał udział w dwóch turniejach w Niemczech. W pierwszym grał z Czechem Martinem Štěpánkiem, a w drugim z Luksemburczykiem Gilles’em Müllerem. W obu jednak odpadł w 1. rundzie. Najpierw z parą niemiecką Karsten Braasch/Franz Stauder walkowerem, a potem z parą argentyńską Ignacio Gonzalez King/Sergio Roitman 2:6, 4:6. Na początku września Kubot brał udział w turnieju na Ukrainie wraz z Bartłomiejem Dąbrowski. Przegrali tam w 2 rundzie z parą rosyjską Michaił Jełgin/Dmitrij Własow walkowerem. W ostatnim turnieju w tym roku Kubot wraz z Bartłomiejem Dąbrowskim grał na turnieju w Szczecinie. Przegrali tam w półfinale z parą Mariusz Fyrstenberg/Marcin Matkowski 5:7, 5:7. Sezon 2003 zakończył na 217. miejscu w rankingu deblowym ATP
Sezon 2004
Sezon 2004 Kubot rozpoczął od 3 turniejów w Niemczech. Jego partnerami byli: Rumun Florin Mergea, Ukrainiec Orest Tereszczuk i Słowak Igor Zelenay. W pierwszym turnieju odpadł w półfinale przegrywając z parą kazachsko-rosyjską Jurij Szczukin/Dmitrij Własow 6:7, 1:6. W drugim odpadł w ćwierćfinale z parą rumuńsko-słowacką Florin Mergea/Igor Zelenay 4:6, 2:6. W trzecim turnieju doszedł do finału ulegając parze duńskiej Frederik Nielsen/Rasmus Norby 4:6, 7:6, 0:6. W kolejnym turnieju we Wrocławiu wraz z Bartłomiejem Dąbrowskim przegrał w finale z parą słowacko-niemiecką Dominik Hrbatý/Michael Kohlmann 5:7, 3:6. Dwa następne turnieje odbyły się w Chorwacji, gdzie Kubot grał z Bartłomiejem Dąbrowskim. W pierwszym odpadł w ćwierćfinale z parą serbską Novak Đoković/Vladimir Pavićević 1:6, 6:7. W drugim odpadł w półfinale z parą czesko-słowacką Lukáš Dlouhý/Branislav Sekáč 1:6, 2:6. Na turnieju w Tasmanii wraz z Austriakiem Zbynkiem Mlynarykiem odpadł w ćwierćfinale z parą włosko-austriacką Leonardo Azzaro/Oliver Marach 6:4, 4:6, 1:6. Na turnieju w Australii znów zagrał ze Zbynkiem Mlynarykiem. Razem wygrali ten turniej pokonując w finale parę gospodarzy Stephen Huss/Peter Luczak 7:6, 6:2. Na turnieju w Czechach wraz z gospodarzem Tomášem Zíbem doszedł do finału, gdzie przegrał z parą fińsko-czeską Tuomas Ketola/Petr Pála 4:6, 4:6. Na Węgrzech wraz ze Szwedem Robertem Lindstedtem przegrali w półfinale z parą włoską Daniele Bracciali/Manuel Jorquera 7:6, 2:6, 1:6. Następnie wraz z Węgrem Gergelym Kisgyörgym przegrali w 2 rundzie wielkoszlemowego Wimbledonu z parą amerykańską Bob Bryan/Mike Bryan 6:7, 3:6. Następnie wraz z Bartłomiejem Dąbrowskim w Poznaniu przegrali w 1. rundzie z inną Polską parą Krzysztof Kwinta/Michał Przysiężny 6:4, 4:6, 6:7. Z tym samym partnerem zagrał także w Sopocie. Tam jednak także odpadli w 1. rundzie ulegając parze niemiecko-szwedzkiej Michael Kohlmann/Johan Landsberg 1:6, 4:6. W turnieju na Ukrainie wraz z Austriakiem Zbynkiem Mlynarykiem przegrał w ćwierćfinale z parą rosyjsko-włoską Igor Kunicyn/Uros Vico 1:6, 1:6. Na turnieju w Iranie wraz ze Słowakiem Michalem Merinakiem przegrał w półfinale z parą niemiecko-francuską Frank Moser/Jean-Michel Pequery 6:4, 4:6, 4:6. Następny turniej odbył się w Ekwadorze, gdzie partnerem Kubota był Niemiec Frank Moser. Przegrali tam w finale z parą meksykańską Santiago González/Alejandro Hernández 6:2, 2:6, 4:6. Kolejny turniej odbył się we Francji, gdzie jego partnerem był Michał Przysiężny. Odpadli tam w 1. rundzie z parą szwajcarsko-czeską Michel Kratochvil/Jiří Vaněk 4:6, 3:6. Następnie odbył się turniej w Iranie, gdzie grał z Włochem Manuelem Jorquerą. Przegrał tam w 1. rundzie z parą niemiecko-austriacką Benedikt Dorsch/Marko Neunteibl 6:7, 4:6. W ostatnim turnieju w tym roku Kubot grał w Austrii wraz z Węgrem Gergelym Kisgyörgym. Przegrali tam w 1. rundzie z parą brytyjską James Auckland/Daniel Kiernan 4:6, 6:7. Sezon 2004 zakończył na 137. miejscu w rankingu deblowym ATP

#### 2005-2008
Sezon 2005
Sezon 2005 Kubot rozpoczął od turnieju w Walii, gdzie wraz z Węgrem Gergelym Kisgyörgym doszedł do półfinału. Przegrał tam z parą Brytyjską Mark Hilton/Jonathan Murray 2:6, 2:6. Z tym samym partnerem podczas turnieju we Wrocławiu doszedł znów do półfinału, gdzie przegrał z parą czeską Lukáš Dlouhý/Martin Štěpánek 7:6, 6:7, 3:6. Podczas turnieju w USA wraz z Austriakiem Zbynkiem Mlynarykiem przegrał w 1. rundzie z parą bośniacko-amerykańską Amer Delić/Eric Nunez 4:6, 3:6. Kolejny turniej w USA zakończył się zwycięstwem Kubota, grającego w parze z reprezentantem RPA Rikiem De Voestem. W finale pokonali parę gospodarzy Nicholas Monroe/Jeremy Wurtzman 7:6, 6:4. Na turnieju w Meksyku partnerem Kubota był Austriak Oliver Marach. Turniej ten Kubot zakończył zwycięstwem w finale nad parą argentyńską Juan Pablo Brzezicki/Juan-Pablo Guzman 6:1, 3:6, 6:3. W kolejnych dwóch turniejach w Meksyku partnerem Polaka był Niemiec Frank Moser. Oba jednak Kubot zakończył na 1. rundzie przegrywając z parą gospodarzy Santiago González/Alejandro Hernández 3:6, 7:6, 2:6 oraz kolejną parą gospodarzy Daniel Langre/Leonardo Lavalle 3:6, 7:6, 3:6. W trzecim już turnieju w tym kraju partnerem Kubota ponownie był reprezentant RPA Rik De Voest. Przegrali oni w finale z parą amerykańską Rajeev Ram/Bobby Reynolds 1:6, 7:6, 6:7. Na turnieju w Niemczech wraz z Czechem Janem Vackiem odpadł w 1. rundzie z parą belgijsko-hiszpańską Jeroen Masson/Gabriel Trujillo-Soler 2:6, 3:6. Następnie Kubot pojechał na mecz Pucharu Davisa przeciwko Estonii. Wraz z Mariuszem Fyrstenbergiem pokonali parę Mihkel Koppel/Mait Kunnap 6:3, 6:4, 6:3. Następnie Kubot grał dwa turnieje w Polsce – w Poznaniu i Sopocie. W obu jego partnerem był jego rodak Filip Urban. Pierwszy turniej zakończył się ich zwycięstwem po pokonaniu w finale pary chilijsko-włoskiej Adrián García/Tomas Tenconi 6:7, 6:3, 6:2, a drugi zakończyli na ćwierćfinale po porażce z parą Mariusz Fyrstenberg/Marcin Matkowski 5:7, 3:6. Na Ukrainie wraz z Austriakiem Zbynkiem Mlynarykiem odpadł w ćwierćfinale po porażce z parą Argentyńską Diego Junqueira/Martín Vassallo Argüello 6:4, 4:6, 4:6. Na turnieju w Szczecinie wraz z Filipem Urbanem odpadli w 1. rundzie ulegając parze argentyńskiej Martín García/Mariano Hood 1:6, 4:6. Również w 1. rundzie odpadł na turnieju w Belgii, gdzie jego partnerem był Austriak Oliver Marach. Przegrali tam z parą chorwacko-czeską Ivo Karlović/Jan Vacek 2:6, 2:6. Na turnieju w Korei Południowej grał z reprezentantem RPA Rikiem De Voestem. Doszli tam do finału przegrywając z parą austriacko-niemiecką Alexander Peya/Björn Phau 6:0, 4:6, 7:10. Na zakończenie sezonu Kubot wraz z Austriakiem Oliverem Marachem wygrał turniej w Katarze pokonując w finale parę kazachsko-ukraińską Aleksiej Kiedriuk/Orest Tereszczuk 6:4, 6:1. Sezon 2005 Kubot zakończył na 135. miejscu w rankingu deblowym ATP.
Sezon 2006
Sezon 2006 Kubot rozpoczął od turnieju w Katarze, gdzie wraz z Austriakiem Oliverem Marachem doszedł do półfinału przegrywając z parą szwedzko-białoruską Jonas Björkman/Maks Mirny 3:6, 4:6. Na turnieju w Niemczech wraz z Czechem Tomášem Zíbem odpadł w 1. rundzie ulegając parze włosko-hiszpańskiej Leonardo Azzaro/Iván Navarro 7:4, 4:6, 6:10. Na turniejach we Francji i we Wrocławiu odpadał w półfinale. W pierwszym z nich jego partnerem był Czech Tomáš Cibulec, a w drugim jego rodak David Škoch. W turnieju francuskim przegrał z parą gospodarzy Gregory Carraz/Antony Dupuis 3:6, 4:6, a w drugim z parą czeską Lukáš Dlouhý/Pavel Šnobel 3:6, 6:3, 11:13. W kolejnych dwóch turniejach – w Serbii i Ekwadorze jego partnerem był Austriak Oliver Marach. W pierwszym odpadli w półfinale ulegając parze niemieckiej Michael Kohlmann/Alexander Waske walkowerem, a w drugim w ćwierćfinale przegrywając z parą brazylijską Thiago Alves/Julio Silva 6:0, 4:6, 6:10. Na turnieju we Włoszech wraz z Czechem Tomášem Cibulcem wygrał w finale z parą gospodarzy Simone Bolelli/Fabio Fognini 7:5, 4:6, 10:7. Na turnieju w Indiach odpadł w półfinale. Jego partnerem był Czech Pavel Šnobel. Przegrali tam z parą tajwańsko-tajską Lu Yen-hsun/Danai Udomchoke 3:6, 6:3, 8:10. Na turnieju w Czechach wraz z reprezentantem gospodarzy Tomášem Cibulcem odpadł w 1. rundzie przegrywając z parą czeską Petr Pála/David Škoch 2:6, 6:2, 10:12. W kolejnym challengerze w Czechach wraz z Izraelczykiem Dudim Selą odpadł w ćwierćfinale przegrywając z parą gospodarzy Tomáš Cibulec/Jiří Novák walkowerem. Na Wimbledonie wraz z Czechem Tomášem Zíbem odpadli w 2 rundzie ulegając parze szwedzko-białoruskiej Jonas Björkman/Maks Mirny 3:6, 2:6, 2:6. Na turnieju w USA wraz z reprezentantem RPA przegrał w półfinale z parą amerykańsko-południowoafrykańską Justin Gimelstob/Jeff Coetzee 4:6, 4:6. Na turnieju w Austrii wraz z Czechem Tomášem Cibulcem odpadł w ćwierćfinale przegrywając z parą austriacko-czeską Oliver Marach/Cyril Suk 6:3, 3:6, 10:12. Na turnieju w Sopocie wraz z Austriakiem Oliverem Marachem przegrał w półfinale z parą czeską František Čermák/Leoš Friedl 6:7, 7:5, 3:10. Na US Open wraz z Czechem Tomášem Cibulcem odpadł w 1. rundzie ulegając parze amerykańsko-południowoafrykańskiej Bobby Reynolds/Chris Haggard 1:6, 4:6. We wrześniu w Indiach wraz z Czechem Robinem Vikiem odpadł w ćwierćfinale z parą niemiecką Denis Gremelmayr/Simon Greul 6:1, 4:6, 5:10. W kolejnym turnieju w Austrii wraz z innym Czechem Tomášem Zíbem odpadł w 1. rundzie z parą argentyńsko-niemiecką Martín García/Michael Kohlmann 3:6, 1:6. Kolejny turniej z udziałem Kubota odbył się w Rosji, gdzie wraz z Czechem Davidem Škochem odpadł w ćwierćfinale z parą szwedzko-australijską Simon Aspelin/Todd Perry 5:7, 1:6. Kolejny turniej odbył się na Słowacji, gdzie jego partnerem był Niemiec Benjamin Becker. Odpadli tam w 1. rundzie z parą słowacko-czeską Michal Mertiňák/Robin Vik 2:6, 2:6. W ostatnim turnieju w tym roku Kubot grał na Ukrainie razem z Czechem Davidem Škochem. Przegrali tam w ćwierćfinale z parą uzbecko-gruzińską Denis Istomin/Irakli Labadze 3:6, 4:6. Sezon 2006 Kubot zakończył na 64. miejscu w rankingu deblowym ATP.
Sezon 2007
Sezon 2007 Kubot rozpoczął od Australian Open, gdzie wraz z Austriakiem Oliverem Marachem doszedł do 3 rundy przegrywając z parą Paul Hanley/Kevin Ullyett 3:6, 4:6. Wraz z Rumunem Andreią Pavelem na turnieju w USA odpadł w półfinale ulegając parze amerykańsko-belgijskiej Hugo Armando/Xavier Malisse 7:6, 3:6, 8:10. W kolejnym turnieju wraz z reprezentantem RPA we Wrocławiu ponownie doszedł do półfinału przegrywając ze słowacko-szwajcarską Michal Mertiňák/Jean-Claude Scherrer 1:6, 5:7. Natomiast na turnieju we Francji wraz z Belgiem Dickiem Normanem doszedł do finału, gdzie przegrał z parą słowacko-czeską Michal Mertiňák/Robin Vik 2:6, 4:6. Na turnieju we Włoszech wraz z Czechem Tomášem Cibulcem przegrał w półfinale z parą włosko-hiszpańską Flavio Cipolla/Marcel Granollers-Pujol 3:6, 6:2, 9:11. W kolejnych pięciu turniejach jego partnerem był Austriak Oliver Marach. Najpierw grali w turnieju w Maroku, który wygrali pokonując w finale parę słowacko-czeską Michal Mertiňák/Robin Vik 6:3, 6:3. Następnie odpadli w 1. rundzie na kolejnym turnieju w Maroku przegrywając z parą tajską Sanchai Ratiwatana/Sonchat Ratiwatana 4:6, 1:6. W trzecim turnieju w Maroku doszli do finału przegrywając z parą australijsko-czeską Jordan Kerr/David Škoch 6:7, 6:1, 4:10. Turniej w Tunezji znów zakończył się ich zwycięstwem po pokonaniu w finale pary hiszpańsko-algierskiej Marc Fornell-Mestres/Lamine Ouahab 6:2, 6:2. Na turnieju Roland Garros odpadli natomiast w 3 rundzie z parą amerykańską Bob Bryan/Mike Bryan 6:4, 3:6, 4:6. Na Wimbledonie partnerem Kubota był Mariusz Fyrstenberg. Polacy przegrali w 2 rundzie z parą gospodarzy Richard Bloomfield/Jonathan Marray 3:6, 6:3, 4:6, 5:7. Na turnieju w Holandii jego partnerem był znów Oliver Marach. Przegrali tam w ćwierćfinale z parą gospodarzy Raemon Sluiter/Peter Wessels 4:6, 6:7. Na turnieju w Sopocie grając z tym samym partnerem doszedł do półfinału ulegając parze polskiej Mariusz Fyrstenberg/Marcin Matkowski 4:6, 6:4, 8:10. W Turcji grając ze Szwedem Filipem Prpicem odpadł w ćwierćfinale z parą belgijską Dick Norman/Kristof Vliegen 4:6, 4:6. Na US Open wraz z Czechem Davidem Škochem przegrał w 1. rundzie z parą szwedzko-austriacką Simon Aspelin/Julian Knowle 2:6, 2:6. Kolejnym turniejem z udziałem Kubota odbył się w Japonii. Grając tam z reprezentantem RPA Wesleym Moodie odpadł w ćwierćfinale z parą australijsko-szwedzką Jordan Kerr/Robert Lindstedt 2:6, 7:6, 7:10. Na turnieju w Austrii wraz z Czechem Jaroslavem Levinskym przegrał w 1. rundzie z parą gospodarzy Jürgen Melzer/Alexander Peya 2:6, 3:6. Na turnieju we Francji wraz z Czechem Tomášem Zíbem odpadł w ćwierćfinale z parą argentyńską Martín García/Sebastián Prieto 4:6, 2:6. W ostatnim turnieju w tym roku Kubot wraz z Chorwatem Lovro Zovko grał we Francji, gdzie odpadł w finale przegrywając z parą gospodarzy Sébastien Grosjean/Jo-Wilfried Tsonga 4:6. 3:6. Sezon 2007 Kubot zakończył na 45 miejscu w rankingu deblowym ATP.
Sezon 2008
Sezon 2008 Kubot rozpoczął od challengera we Wrocławiu, gdzie jego partnerem był Chorwat Lovro Zovko. Odpadli tam w ćwierćfinale z parą austriacką Werner Eschauer/Jürgen Melzer 3:6, 6:7. Na turnieju w Meksyku wraz z Rumunem Horią Tecău odpadł w 1. rundzie przegrywając z parą Jean-Julien Rojer/Marcio Torres 5:7, 7:5, 4:10. Z tym samym partnerem na turnieju w Meksyku odpadł w półfinale ulegając parze amerykańsko-słowackiej Travis Parrott/Filip Polášek 4:6, 3:6. Turniej w Korei Południowej zakończył się natomiast zwycięstwem Kubota, który grał razem z reprezentantem RPA Rikiem De Voestem. Pokonali oni w finale parę australijską Adam Feeney/Rameez Junaid 6:3, 6:3. Z tym samym partnerem grał w 3 kolejnych turniejach. We Włoszech odpadli w 1. rundzie ulegając parze niemieckiej Björn Phau/Simon Stadler 6:7, 3:6. Turniej w Hiszpanii zakończył się ich zwycięstwem po pokonaniu w finale pary luksembursko-pakistańskiej Gilles Müller/Aisam-Ul-Haq Qureshi 6:2, 7:6. W kolejnym turnieju w Hiszpanii odpadli w półfinale przegrywając z parą gospodarzy Daniel Gimeno-Traver/Daniel Munoz-De La Nava 6:7, 4:6. Kolejny turniej z udziałem Kubota odbył się w Uzbekistanie, gdzie Polak grał z Rosjaninem Konstantinem Krawczukiem. Zakończył się ich zwycięstwem po pokonaniu pary rosyjsko-uzbeckiej Aleksandr Krasnoruckij/Waja Uzakow 6:4, 6:1. Na turnieju Roland Garros wraz z Chorwatem Lovro Zovko odpadł w 1. rundzie ulegając parze serbskiej Janko Tipsarević/Viktor Troicki 1:6, 6:2, 3:6. W kolejnych dwóch turniejach partnerem Kubota był reprezentant RPA Rik De Voest. W Czechach pokonali w finale parę Chris Haggard/Nicolas Tourte 6:2, 6:2, natomiast na Wimbledonie przegrali w 2 rundzie z parą amerykańsko-słowacką Travis Parrott/Filip Polášek 4:6, 6:3, 6:7, 4:6. Kolejny turniej odbył się w Holandii, gdzie partnerem Polaka był Niemiec Björn Phau. Odpadli oni w 1. rundzie z parą niemiecką Simon Greul/Tobias Kamke 1:6, 6:3, 3:10. Wraz z Niemcem Michaelem Kohlmannem na turnieju w Poznaniu Kubot przegrał w ćwierćfinale z parą Johan Brunström/Jean-Julien Rojer 6:7, 3:6. W kolejnych ośmiu turniejach partnerem Kubota był Austriak Oliver Marach. Na pierwszym turnieju w Uzbekistanie doszli do finału przegrywając z parą rosyjską Paweł Czekow/Michaił Jełgin 6:7, 1:6. Drugi uzbecki turniej zakończył się ich zwycięstwem po pokonaniu pary austriackiej Andreas Haider-Maurer/Philipp Oswald 6:4, 6:4. Na challengerze w Kazachstanie odpadli w 1. rundzie ulegając parze czesko-słowackiej Jan Mertl/Marek Semjan walkowerem. Następnie wzięli udział w turnieju w Szczecinie, gdzie w finale przegrali z parą hiszpańsko-polską David Marrero/Dawid Olejniczak 6:7, 3:6. Na turniejach na Słowacji i w Uzbekistanie odpadli w półfinale. Najpierw przegrali z parą czesko-słowacką David Škoch/Igor Zelenay 6:7, 4:6, a potem z parą rosyjską Michaił Jeglin/Aleksandr Kudriawcew 1:6, 6:7. Kolejne dwa turnieje odbyły się w Korei Południowej. Pierwszy zakończył się zwycięstwem Kubota w finale z parą tajską Sanchai Ratiwatana/Sonchat Ratiwatana 7:5, 4:6, 10:6, a drugi ich odpadnięciem w ćwierćfinale po porażce z parą uzbecko-austriacką Denis Istomin/Martin Slanar 6:2, 2:6, 9:11. Na turnieju na Słowacji partnerem Kubota był Czech František Čermák. Turniej zakończył się ich zwycięstwem po pokonaniu w finale pary austriacko-niemieckiej Alexander Peya/Philipp Petzschner 6:4, 6:4. W trzech kolejnych turniejach Kubot znów grał z Austriakiem Oliverem Marachem. Turniej na Ukrainie zakończyli w finale po porażce z parą argentyńsko-rosyjską Guillermo Cañas/Dmitrij Tursunow 3:6, 6:7. Dwa ostatnie turnieje w tym roku zakończyły się ich zwycięstwem. W Finlandii pokonali w finale parę amerykańsko-chorwacką Eric Butorac/Lovro Zovko 6:7, 7:6, 10:7, natomiast w Meksyku pokonali w finale parę tajwańską Lee Hsin-han/Yang Tsung-hua7:5, 6:2. Sezon 2008 Kubot zakończył na 72. miejscu w rankingu deblowym ATP.

#### Sezon 2009[46]
Sezon 2009 Kubot rozpoczął od turnieju w Katarze, gdzie wraz z Rosjaninem Dmitrijem Tursunowem przegrał w ćwierćfinale z parą kanadyjsko-serbską Daniel Nestor/Nenad Zimonjić 5:7, 4:6. Do końca tego sezonu partnerem Kubota był Austriak Oliver Marach. Najpierw zagrali wspólnie w Australian Open, gdzie odnieśli największy sukces w karierze dochodząc do półfinału tego turnieju i przegrywając z parą indyjsko-bahamską Mahesh Bhupathi/Mark Knowles 3:6, 1:6. Również w półfinale odpadli na turnieju w Brazylii ulegając parze hiszpańskiej Marcel Granollers-Pujol/Tommy Robredo 3:6, 6:3, 6:10. Kolejny turniej odbył się w Argentynie, gdzie para ta odpadła w 1. rundzie przegrywając z parą argentyńską Brian Dabul/Sergio Roitman 5:7, 2:6. Na turnieju w Meksyku przegrali w finale z parą czesko-słowacką František Čermák/Michal Mertiňák 6:4, 4:6, 7:10, natomiast na turnieju ATP World Tour Masters 1000 w USA odpadli w 2 rundzie z parą francusko-szwajcarską Richard Gasquet/Stanislas Wawrinka 5:7, 6:3, 6:10. Turniej w Maroku zakończył się zwycięstwem Polaka po pokonaniu w finale pary szwedzko-australijskiej Simon Aspelin/Paul Hanley 7:6, 3:6, 10:6. Turniej w Hiszpanii zakończyli oni na ćwierćfinale po porażce z parą amerykańską Bob Bryan/Mike Bryan 1:6, 2:6. Turniej w Serbii zakończył się kolejnym zwycięstwem tej pary po pokonaniu w finale pary Johan Brunström/Jean-Julien Rojer 6:2, 7:6. Na turnieju Roland Garros odpadli oni w 2 rundzie z parą niemiecką Michael Kohlmann/ Alexander Waske 6:7, 6:7. Na turnieju w Londynie odpadli w półfinale ulegając parze Wesley Moodie/Michaił Jużny 6:7, 2:6. Kolejnym turniejem był Wimbledon, który para ta zakończyła na ćwierćfinale po porażce z parą kanadyjsko-serbską Daniel Nestor/Nenad Zimonjić 2:6, 3:6, 4:6. Turniej w Niemczech zakończyli na półfinale po porażce z parą rumuńską Victor Hănescu/Horia Tecău 4:6, 5:7. W kolejnym turnieju w Niemczech odpadli w ćwierćfinale po porażce z parą czesko-słowacką František Čermák/Michal Mertiňák 1:6, 6:1, 7:10. Turniej w USA zakończyli już na 1. rundzie po porażce z parą czesko-szwedzką Martin Damm/Robert Lindstedt 5:7, 5:7, natomiast na turnieju ATP World Tour Masters 1000 w Kanadzie odpadli w ćwierćfinale z parą amerykańską Bob Bryan/Mike Bryan 0:6, 3:6. Na turnieju ATP World Tour Masters 1000 w USA odpadli w półfinale przegrywając z parą amerykańską Bob Bryan/Mike Bryan 6:0, 4:6, 4:10. Na US Open odpadli już w 1. rundzie po porażce z parą czeską Leoš Friedl/Jaroslav Levinsky 6:3, 4:6, 3:6. Na turnieju w Rumunii dotarli do półfinału przegrywając z parą Johan Brunström/Jean-Julien Rojer 5:7, 6:4, 2:10, natomiast turniej w Chinach zakończyli już na ćwierćfinale po porażce z parą czesko-niemiecką Lukáš Dlouhý/Philipp Kohlschreiber 3:6, 4:6. Na turnieju ATP World Tour Masters 1000 w Chinach przegrali w ćwierćfinale z parą indyjsko-bahamską Mahesh Bhupathi/Mark Knowles 6:4, 3:6, 5:10, natomiast turniej w Austrii zakończył się ich zwycięstwem po pokonaniu w finale pary gospodarzy Julian Knowle/Jürgen Melzer 2:6, 6:4, 11:9. Turniej w Hiszpanii zakończyli na 1. rundzie po porażce z parą gospodarzy Marcel Granollers-Pujol/ Tommy Robredo 7:6, 3:6, 5:10. Dobre wyniki osiągane w tym sezonie sprawiły, że para ta mogła wystartować w kończącym sezon turnieju Barclays ATP World Tour Finals w Londynie. Odpadli tam w fazie grupowej pokonując parę czesko-indyjską Lukáš Dlouhý/Leander Paes 6:4, 7:6 oraz parę białorusko-izraelską Maks Mirny/Andy Ram 4:6, 6:4, 16:14, a przegrywając z parą amerykańską Bob Bryan/Mike Bryan 3:6, 4:6. Sezon 2009 Kubot zakończył na 12 miejscu w rankingu deblowym ATP

#### Sezon 2010[50]
Sezon 2010 Kubot rozpoczął od turnieju w Katarze, gdzie wraz z Belgiem Steve’em Darcisem odpadł w ćwierćfinale po porażce z parą czesko-słowacką František Čermák/Michal Mertiňák 6:4, 6:7, 9:11. W 17 kolejnych turniejach jego partnerem był Austriak Oliver Marach. Na turnieju w Australii odpadli w ćwierćfinale po porażce z parą brytyjsko-australijską Ross Hutchins/Jordan Kerr 6:7, 1:6. Na Australian Open odpadli w 3 rundzie po porażce z parą chorwacko-serbską Ivo Karlović/Dušan Vemić 6:2, 6:7, 6:7. Turniej w Chile zakończył się ich zwycięstwem po pokonaniu w finale pary włosko-argentyńskiej Potito Starace/Horacio Zeballos 6:4, 6:0. Turniej w Brazylii zakończyli na finale po porażce z parą urugwajsko-hiszpańską Pablo Cuevas/Marcel Granollers-Pujol 5:7, 4:6, natomiast turniej w Meksyku zakończył się ich zwycięstwem po pokonaniu w finale pary włoskiej Fabio Fognini/Potito Starace 6:0, 6:0. Turnieje ATP World Tour Masters 1000 w USA oraz ATP w Maroku zakończyli na 1. rundzie po porażce z parą niemiecką Benjamin Becker/Michael Kohlmann 1:6, 6:7 oraz z parą polską Tomasz Bednarek/Mateusz Kowalczyk 6:1, 0:6, 10:12. Na turnieju ATP World Tour Masters 1000 w Monaco odpadli w ćwierćfinale po porażce z parą Wesley Moodie/Dick Norman 6:2, 4:6, 4:10, natomiast na turnieju w Hiszpanii odpadli w 2 rundzie po porażce z parą Australijsko-Bahamską Lleyton Hewitt/Mark Knowles 4:6, 6:7. Turniej ATP World Tour Masters 1000 we Włoszech zakończyli na półfinale po porażce z parą amerykańską Bob Bryan/Mike Bryan 1:6, 2:6, natomiast na turnieju ATP World Tour Masters 1000 w Hiszpanii przegrali w ćwierćfinale z parą kanadyjsko-serbską Daniel Nestor/Nenad Zimonjić 3:6, 4:6. Na Roland Garros odpadli w ćwierćfinale z parą kanadyjsko-serbską Daniel Nestor/Nenad Zimonjić 5:7, 3:6. Na turnieju w Wielkiej Brytanii odpadli w 1. rundzie z parą brazylijską Marcelo Melo/Bruno Soares 1:6, 3:6, podobnie jak na Wimbledonie, gdzie w 1. rundzie odpadli z parą argentyńską Leonardo Mayer/Horacio Zeballos 3:6, 7:6, 3:6, 6:2, 6:8. Kolejnym turniejem z udziałem tej pary był ATP World Tour Masters 1000 w USA, gdzie przegrali z parą indyjsko-białoruską Mahesh Bhupathi/Maks Mirny 3:6, 4:6. Na turnieju w USA odpadli w 1. rundzie z parą szwedzko-rumuńską Robert Lindstedt/Horia Tecău 7:5, 1:6, 5:10. Kolejnym turniejem było US Open, gdzie odpadli oni w ćwierćfinale z parą Argentyńską Eduardo Schwank/Horacio Zeballos 3:6, 6:7. Na turnieju w Rumunii wraz z Argentyńczykiem Juanem Ignacio Chelą zwyciężył pokonując w finale parę hiszpańską Marcel Granollers-Pujol/Santiago Ventura 6:2, 5:7, 13:11.

## Finały w turniejach ATP Tour
| Legenda                                      |
| -------------------------------------------- |
| Wielki Szlem                                 |
| Igrzyska olimpijskie                         |
| Tennis Masters Cup / ATP Finals              |
| ATP Masters Series / ATP Tour Masters 1000   |
| ATP International Series Gold / ATP Tour 500 |
| ATP International Series / ATP Tour 250      |

### Gra pojedyncza (0–2)
| Końcowy wynik | Nr | Data           | Turniej         | Nawierzchnia | Przeciwnik          | Wynik finału |
| ------------- | -- | -------------- | --------------- | ------------ | ------------------- | ------------ |
| Finalista     | 1. | 10 maja 2009   | Belgrad         | Ceglana      | Novak Đoković       | 3:6, 6:7(0)  |
| Finalista     | 2. | 14 lutego 2010 | Costa do Sauípe | Ceglana      | Juan Carlos Ferrero | 1:6, 0:6     |

### Gra podwójna (27–21)
| Końcowy wynik | Nr  | Data                 | Turniej                    | Nawierzchnia    | Partner                | Przeciwnicy                           | Wynik finału                 |
| ------------- | --- | -------------------- | -------------------------- | --------------- | ---------------------- | ------------------------------------- | ---------------------------- |
| Finalista     | 1.  | 29 kwietnia 2007     | Casablanca                 | Ceglana         | Oliver Marach          | Jordan Kerr David Škoch               | 6:7(4), 6:1, 4–10            |
| Finalista     | 2.  | 22 października 2007 | Lyon                       | Dywanowa (hala) | Lovro Zovko            | Sébastien Grosjean Jo-Wilfried Tsonga | 4:6, 3:6                     |
| Finalista     | 3.  | 28 lutego 2009       | Acapulco                   | Ceglana         | Oliver Marach          | František Čermák Michal Mertiňák      | 6:4, 4:6, 7–10               |
| Zwycięzca     | 1.  | 12 kwietnia 2009     | Casablanca                 | Ceglana         | Oliver Marach          | Simon Aspelin Paul Hanley             | 7:6(4), 3:6, 10–6            |
| Zwycięzca     | 2.  | 10 maja 2009         | Belgrad                    | Ceglana         | Oliver Marach          | Johan Brunström Jean-Julien Rojer     | 6:2, 7:6(3)                  |
| Zwycięzca     | 3.  | 1 listopada 2009     | Wiedeń                     | Twarda (hala)   | Oliver Marach          | Julian Knowle Jürgen Melzer           | 2:6, 6:4, 11–9               |
| Zwycięzca     | 4.  | 7 lutego 2010        | Santiago                   | Ceglana         | Oliver Marach          | Potito Starace Horacio Zeballos       | 6:4, 6:0                     |
| Finalista     | 4.  | 14 lutego 2010       | Costa do Sauipe            | Ceglana         | Oliver Marach          | Pablo Cuevas Marcel Granollers        | 5:7, 4:6                     |
| Zwycięzca     | 5.  | 27 lutego 2010       | Acapulco                   | Ceglana         | Oliver Marach          | Fabio Fognini Potito Starace          | 6:0, 6:0                     |
| Zwycięzca     | 6.  | 26 września 2010     | Bukareszt                  | Ceglana         | Juan Ignacio Chela     | Marcel Granollers Santiago Ventura    | 6:2, 5:7, 13–11              |
| Finalista     | 5.  | 6 lutego 2011        | Santiago                   | Ceglana         | Oliver Marach          | Marcelo Melo Bruno Soares             | 3:6, 6:7(3)                  |
| Finalista     | 6.  | 29 kwietnia 2012     | Bukareszt                  | Ceglana         | Jérémy Chardy          | Robert Lindstedt Horia Tecău          | 6:7(2), 3:6                  |
| Zwycięzca     | 7.  | 15 lipca 2012        | Stuttgart                  | Ceglana         | Jérémy Chardy          | Michal Mertiňák André Sá              | 6:1, 6:3                     |
| Zwycięzca     | 8.  | 2 marca 2013         | Acapulco                   | Ceglana         | David Marrero          | Simone Bolelli Fabio Fognini          | 7:5, 6:2                     |
| Finalista     | 7.  | 20 maja 2013         | Rzym                       | Ceglana         | Janko Tipsarević       | Marcel Granollers Marc López          | 3:6, 2:6                     |
| Zwycięzca     | 9.  | 25 stycznia 2014     | Australian Open, Melbourne | Twarda          | Robert Lindstedt       | Eric Butorac Raven Klaasen            | 6:3, 6:3                     |
| Zwycięzca     | 10. | 13 czerwca 2015      | ’s-Hertogenbosch           | Trawiasta       | Ivo Karlović           | Pierre-Hugues Herbert Nicolas Mahut   | 6:2, 7:6(9)                  |
| Zwycięzca     | 11. | 26 lipca 2015        | Båstad                     | Ceglana         | Jérémy Chardy          | Juan Sebastián Cabal Robert Farah     | 6:7(6), 6:3, 10–8            |
| Zwycięzca     | 12. | 27 września 2015     | Metz                       | Twarda (hala)   | Édouard Roger-Vasselin | Pierre-Hugues Herbert Nicolas Mahut   | 2:6, 6:3, 10–7               |
| Zwycięzca     | 13. | 25 października 2015 | Wiedeń                     | Twarda (hala)   | Marcelo Melo           | Jamie Murray John Peers               | 4:6, 7:6(3), 10–6            |
| Finalista     | 8.  | 1 maja 2016          | Estoril                    | Ceglana         | Marcin Matkowski       | Eric Butorac Scott Lipsky             | 4:6, 6:3, 8–10               |
| Finalista     | 9.  | 19 czerwca 2016      | Halle                      | Trawiasta       | Alexander Peya         | Raven Klaasen Rajeev Ram              | 6:7(5), 2:6                  |
| Finalista     | 10. | 24 lipca 2016        | Waszyngton                 | Twarda          | Alexander Peya         | Daniel Nestor Édouard Roger-Vasselin  | 6:7(3), 6:7(4)               |
| Zwycięzca     | 14. | 30 października 2016 | Wiedeń                     | Twarda          | Marcelo Melo           | Oliver Marach Fabrice Martin          | 4:6, 6:3, 13–11              |
| Finalista     | 11. | 18 marca 2017        | Indian Wells               | Twarda          | Marcelo Melo           | Raven Klaasen Rajeev Ram              | 7:6(1), 4:6, 8–10            |
| Zwycięzca     | 15. | 1 kwietnia 2017      | Miami                      | Twarda          | Marcelo Melo           | Nicholas Monroe Jack Sock             | 7:5, 6:3                     |
| Zwycięzca     | 16. | 14 maja 2017         | Madryt                     | Ceglana         | Marcelo Melo           | Nicolas Mahut Édouard Roger-Vasselin  | 7:5, 6:3                     |
| Zwycięzca     | 17. | 18 czerwca 2017      | ’s-Hertogenbosch           | Trawiasta       | Marcelo Melo           | Raven Klaasen Rajeev Ram              | 6:3, 6:4                     |
| Zwycięzca     | 18. | 25 czerwca 2017      | Halle                      | Trawiasta       | Marcelo Melo           | Alexander Zverev Mischa Zverev        | 5:7, 6:3, 10–8               |
| Zwycięzca     | 19. | 15 lipca 2017        | Wimbledon, Londyn          | Trawiasta       | Marcelo Melo           | Oliver Marach Mate Pavić              | 5:7, 7:5, 7:6(2), 3:6, 13:11 |
| Finalista     | 12. | 6 sierpnia 2017      | Waszyngton                 | Twarda          | Marcelo Melo           | Henri Kontinen John Peers             | 6:7(5), 4:6                  |
| Finalista     | 13. | 15 października 2017 | Szanghaj                   | Twarda          | Marcelo Melo           | Henri Kontinen John Peers             | 4:6, 2:6                     |
| Zwycięzca     | 20. | 5 listopada 2017     | Paryż                      | Twarda (hala)   | Marcelo Melo           | Ivan Dodig Marcel Granollers          | 7:6(3), 3:6, 10–6            |
| Finalista     | 14. | 19 listopada 2017    | Londyn                     | Twarda (hala)   | Marcelo Melo           | Henri Kontinen John Peers             | 4:6, 2:6                     |
| Zwycięzca     | 21. | 12 stycznia 2018     | Sydney                     | Twarda          | Marcelo Melo           | Jan-Lennard Struff Viktor Troicki     | 6:3, 6:4                     |
| Zwycięzca     | 22. | 24 czerwca 2018      | Halle                      | Trawiasta       | Marcelo Melo           | Alexander Zverev Mischa Zverev        | 7:6(1), 6:4                  |
| Finalista     | 15. | 7 września 2018      | US Open, Nowy Jork         | Twarda          | Marcelo Melo           | Mike Bryan Jack Sock                  | 3:6, 1:6                     |
| Zwycięzca     | 23. | 7 października 2018  | Pekin                      | Twarda          | Marcelo Melo           | Oliver Marach Mate Pavić              | 6:1, 6:4                     |
| Zwycięzca     | 24. | 14 października 2018 | Szanghaj                   | Twarda          | Marcelo Melo           | Jamie Murray Bruno Soares             | 6:4, 6:2                     |
| Finalista     | 16. | 18 marca 2019        | Indian Wells               | Twarda          | Marcelo Melo           | Nikola Mektić Horacio Zeballos        | 6:4, 4:6, 3–10               |
| Finalista     | 17. | 23 czerwca 2019      | Halle                      | Trawiasta       | Marcelo Melo           | Raven Klaasen Michael Venus           | 6:4, 3:6, 4-10               |
| Zwycięzca     | 25. | 23 sierpnia 2019     | Winston-Salem              | Twarda          | Marcelo Melo           | Nicholas Monroe Tennys Sandgren       | 6:7(6), 6:1, 10–3            |
| Finalista     | 18. | 6 października 2019  | Pekin                      | Twarda          | Marcelo Melo           | Ivan Dodig Filip Polášek              | 3:6, 6:7(4)                  |
| Finalista     | 19. | 13 października 2019 | Szanghaj                   | Twarda          | Marcelo Melo           | Mate Pavić Bruno Soares               | 4:6, 2:6                     |
| Finalista     | 20. | 27 października 2019 | Wiedeń                     | Twarda (hala)   | Marcelo Melo           | Rajeev Ram Joe Salisbury              | 4:6, 7:6(5), 5–10            |
| Zwycięzca     | 26. | 29 lutego 2020       | Acapulco                   | Twarda          | Marcelo Melo           | Juan Sebastián Cabal Robert Farah     | 7:6(6), 6:7(4), 11–9         |
| Finalista     | 21. | 18 października 2020 | Kolonia                    | Twarda (hala)   | Marcelo Melo           | Pierre-Hugues Herbert Nicolas Mahut   | 4:6, 4:6                     |
| Zwycięzca     | 27. | 1 listopada 2020     | Wiedeń                     | Twarda (hala)   | Marcelo Melo           | Jamie Murray Neal Skupski             | 7:6(5), 7:5                  |

## Historia występów w turniejach ATP
| W  | = zwycięstwo                  |
| F  | = finał                       |
| SF | = półfinał                    |
| QF | = ćwierćfinał                 |
| xR | = x runda (x – numer rundy)   |
| LQ | = odpadł w kwalifikacjach     |
| A  | = nie uczestniczył w turnieju |
| –  | = turniej nie odbywał się     |

| a   | Uwzględniono tylko turnieje w których zawodnik wystąpił.                                                            |
|     | |
| b   | Ogólny bilans spotkań uwzględnia wyniki w turniejach głównych rangi ATP oraz spotkania rozegrane w Pucharze Davisa. |
|     | |
| Q   | Do turnieju głównego dostał się przez kwalifikacje.                                                                 |
| LL  | Do turnieju głównego dostał się jako lucky loser, mimo porażki w kwalifikacjach.                                    |
| WC  | Do turnieju głównego dostał się dzięki dzikiej karcie przyznanej przez organizatorów turnieju.                      |
| 250 | Turniej w danym roku miał rangę ATP Tour 250.                                                                       |

### Gra pojedyncza
| Australian Open                | Australian Open             | Nieobecny      | Nieobecny      | Nieobecny      | Nieobecny      | Nieobecny      | LQ             | A              | LQ             | A              | LQ             | 4R             | 2R                  | 1R                  | 1R                  | 1R                  | LQ             | A              | 3–5    |
| French Open                    | French Open                 | Nieobecny      | Nieobecny      | Nieobecny      | Nieobecny      | Nieobecny      | LQ             | LQ             | LQ             | A              | 1RQ            | 1R             | 3RQ                 | 3R                  | 2R                  | 1R                  | Nieobecny      | Nieobecny      | 5–6    |
| Wimbledon                      | Wimbledon                   | Nieobecny      | Nieobecny      | Nieobecny      | Nieobecny      | Nieobecny      | LQ             | LQ             | LQ             | LQ             | LQ             | 2R             | 4R                  | 2R                  | QF                  | 3R                  | Nieobecny      | Nieobecny      | 10–5   |
| US Open                        | US Open                     | Nieobecny      | Nieobecny      | Nieobecny      | Nieobecny      | Nieobecny      | LQ             | 3RQ            | LQ             | A              | LQ             | 1R             | A                   | 1R                  | 1R                  | Nieobecny           | Nieobecny      | Nieobecny      | 2–4    |
| Zw.-Por. w Wielkim Szlemie     | Zw.-Por. w Wielkim Szlemie  | 0–0            | 0–0            | 0–0            | 0–0            | 0–0            | 0–0            | 2–1            | 0–0            | 0–0            | 0–1            | 3–4            | 6–3                 | 3–4                 | 4–4                 | 2–3                 | 0–0            | 0–0            | 20–20  |
| Igrzyska olimpijskie           |                             |                |                |                |                |                |                |                |                |                |                |                |                     |                     |                     |                     |                |                |        |
| Letnie igrzyska olimpijskie    | Letnie igrzyska olimpijskie | A              |                |                |                | A              |                |                |                | A              |                |                |                     | 1R                  |                     |                     |                | A              | 0–1    |
| Turnieje ATP Tour Masters 1000 |                             |                |                |                |                |                |                |                |                |                |                |                |                     |                     |                     |                     |                |                |        |
| Indian Wells                   | Masters                     | Nieobecny      | Nieobecny      | Nieobecny      | Nieobecny      | Nieobecny      | Nieobecny      | LQ             | Nieobecny      | Nieobecny      | LQ             | A              | 2R                  | 2R                  | 1R                  | 1R                  | LQ             | A              | 2–4    |
| Miami                          | Masters                     | Nieobecny      | Nieobecny      | Nieobecny      | Nieobecny      | Nieobecny      | Nieobecny      | LQ             | Nieobecny      | Nieobecny      | Nieobecny      | 1R             | A                   | 1R                  | 2R                  | 1R                  | Nieobecny      | Nieobecny      | 1–4    |
| Monte Carlo                    | Masters                     | Nieobecny      | Nieobecny      | Nieobecny      | Nieobecny      | Nieobecny      | Nieobecny      | Nieobecny      | Nieobecny      | Nieobecny      | Nieobecny      | 1R             | LQ                  | 1R                  | LQ                  | LQ                  | Nieobecny      | Nieobecny      | 0–2    |
| Madryt                         | Masters                     | Nieobecny      | Nieobecny      | Nieobecny      | Nieobecny      | Nieobecny      | Nieobecny      | Nieobecny      | Nieobecny      | Nieobecny      | Nieobecny      | 1R             | LQ                  | A                   | LQ                  | 3RLL                | Nieobecny      | Nieobecny      | 1–2    |
| Rzym                           | Masters                     | Nieobecny      | Nieobecny      | Nieobecny      | Nieobecny      | Nieobecny      | Nieobecny      | Nieobecny      | Nieobecny      | Nieobecny      | Nieobecny      | 1R             | 2RQ                 | 2R                  | A                   | LQ                  | Nieobecny      | Nieobecny      | 2–3    |
| Toronto/Montreal               | Masters                     | Nieobecny      | Nieobecny      | Nieobecny      | Nieobecny      | Nieobecny      | Nieobecny      | Nieobecny      | Nieobecny      | Nieobecny      | LQ             | Nieobecny      | Nieobecny           | Nieobecny           | LQ                  | Nieobecny           | Nieobecny      | Nieobecny      | 0–0    |
| Cincinnati                     | Masters                     | Nieobecny      | Nieobecny      | Nieobecny      | Nieobecny      | Nieobecny      | Nieobecny      | Nieobecny      | Nieobecny      | Nieobecny      | 1RQ            | 1R             | A                   | 1R                  | LQ                  | Nieobecny           | Nieobecny      | Nieobecny      | 0–3    |
| Szanghaj                       | –                           | Nie rozgrywane | Nie rozgrywane | Nie rozgrywane | Nie rozgrywane | Nie rozgrywane | Nie rozgrywane | Nie rozgrywane | Nie rozgrywane | Nie rozgrywane | 1RQ            | 1RQ            | 1R                  | 1RQ                 | LQ                  | A                   | 1RQ            | A              | 0–5    |
| Paryż                          | Masters                     | Nieobecny      | Nieobecny      | Nieobecny      | Nieobecny      | Nieobecny      | Nieobecny      | LQ             | Nieobecny      | Nieobecny      | 2RQ            | A              | LQ                  | LQ                  | LQ                  | Nieobecny           | Nieobecny      | Nieobecny      | 1–1    |
| Turnieje ATP Tour 500a         |                             |                |                |                |                |                |                |                |                |                |                |                |                     |                     |                     |                     |                |                |        |
| Rotterdam                      | International Gold          | Nieobecny      | Nieobecny      | Nieobecny      | Nieobecny      | Nieobecny      | Nieobecny      | LQ             | Nieobecny      | Nieobecny      | Nieobecny      | Nieobecny      | Nieobecny           | 2R                  | A                   | LQ                  | Nieobecny      | Nieobecny      | 1–1    |
| Memphis                        | International Gold          | Nieobecny      | Nieobecny      | Nieobecny      | Nieobecny      | Nieobecny      | Nieobecny      | Nieobecny      | Nieobecny      | Nieobecny      | Nieobecny      | Nieobecny      | Nieobecny           | QF                  | 2R                  | Nieobecny           | Nieobecny      | Nieobecny      | 3–2    |
| Acapulco                       | International Gold          | Nieobecny      | Nieobecny      | Nieobecny      | Nieobecny      | Nieobecny      | Nieobecny      | Nieobecny      | Nieobecny      | Nieobecny      | LQ             | 2R             | QF                  | 2R                  | 1R                  | 1R                  | Nieobecny      | Nieobecny      | 4–5    |
| Barcelona                      | International Gold          | Nieobecny      | Nieobecny      | Nieobecny      | Nieobecny      | Nieobecny      | Nieobecny      | Nieobecny      | Nieobecny      | Nieobecny      | LQ             | 1R             | LQ                  | Nieobecny           | Nieobecny           | 1R                  | Nieobecny      | Nieobecny      | 0–2    |
| Londyn                         | International               | Nieobecny      | Nieobecny      | Nieobecny      | Nieobecny      | Nieobecny      | Nieobecny      | LQ             | A              | LQ             | LQ250          | Nieobecny      | Nieobecny           | Nieobecny           | Nieobecny           | Nieobecny           | Nieobecny      | Nieobecny      | 0–0    |
| Halle                          | International               | Nieobecny      | Nieobecny      | Nieobecny      | Nieobecny      | Nieobecny      | Nieobecny      | Nieobecny      | Nieobecny      | Nieobecny      | Nieobecny      | Nieobecny      | Nieobecny           | 2R250               | 1R250               | 1R250               | Nieobecny      | Nieobecny      | 1–3    |
| Hamburg                        | Masters                     | Nieobecny      | Nieobecny      | Nieobecny      | Nieobecny      | Nieobecny      | Nieobecny      | Nieobecny      | Nieobecny      | Nieobecny      | Nieobecny      | Nieobecny      | Nieobecny           | Nieobecny           | 1RQ                 | Nieobecny           | Nieobecny      | Nieobecny      | 0–1    |
| Waszyngton                     | International               | Nieobecny      | Nieobecny      | Nieobecny      | Nieobecny      | Nieobecny      | Nieobecny      | Nieobecny      | Nieobecny      | Nieobecny      | LQ             | Nieobecny      | Nieobecny           | Nieobecny           | Nieobecny           | Nieobecny           | Nieobecny      | Nieobecny      | 0–0    |
| Pekin                          | International               | Nie rozgrywane | Nie rozgrywane | Nie rozgrywane | Nie rozgrywane | Nieobecny      | Nieobecny      | Nieobecny      | Nieobecny      | Nieobecny      | 2RQ            | 1RQ            | A                   | LQ                  | LQ                  | Nieobecny           | Nieobecny      | Nieobecny      | 1–2    |
| Tokio                          | International Gold          | Nieobecny      | Nieobecny      | Nieobecny      | Nieobecny      | Nieobecny      | Nieobecny      | Nieobecny      | 1R             | Nieobecny      | Nieobecny      | Nieobecny      | 1R                  | Nieobecny           | Nieobecny           | Nieobecny           | Nieobecny      | Nieobecny      | 0–2    |
| Wiedeń                         | International Gold          | Nieobecny      | Nieobecny      | Nieobecny      | Nieobecny      | Nieobecny      | LQ             | 2RQ            | LQ             | A              | 1R250          | 2R250          | A                   | 1R250               | 2R250               | Nieobecny           | Nieobecny      | Nieobecny      | 3–5    |
| Bazylea                        | International               | Nieobecny      | Nieobecny      | Nieobecny      | Nieobecny      | Nieobecny      | Nieobecny      | Nieobecny      | Nieobecny      | Nieobecny      | Nieobecny      | Nieobecny      | 2RQ                 | 2RQ                 | 2R                  | Nieobecny           | Nieobecny      | Nieobecny      | 3–3    |
| Turnieje ATP Tour 250a         |                             |                |                |                |                |                |                |                |                |                |                |                |                     |                     |                     |                     |                |                |        |
| Ad-Dauha                       | International               | Nieobecny      | Nieobecny      | Nieobecny      | Nieobecny      | Nieobecny      | Nieobecny      | LQ             | Nieobecny      | Nieobecny      | LQ             | QF             | A                   | 1R                  | 2R                  | 2R                  | Nieobecny      | Nieobecny      | 4–4    |
| Brisbane                       | International               | Nie rozgrywane | Nie rozgrywane | Nie rozgrywane | Nie rozgrywane | Nie rozgrywane | Nie rozgrywane | Nie rozgrywane | Nie rozgrywane | Nie rozgrywane | Nieobecny      | Nieobecny      | 2R                  | Nieobecny           | Nieobecny           | Nieobecny           | 2RQ            | LQ             | 2–2    |
| Sydney                         | International               | Nieobecny      | Nieobecny      | Nieobecny      | Nieobecny      | Nieobecny      | Nieobecny      | Nieobecny      | LQ             | Nieobecny      | Nieobecny      | Nieobecny      | 2RLL                | 2R                  | Nieobecny           | Nieobecny           | Nieobecny      | LQ             | 1–2    |
| Montpellier                    | International               | Nieobecny      | Nieobecny      | Nieobecny      | Nieobecny      | Nieobecny      | Nieobecny      | Nieobecny      | Nieobecny      | Nieobecny      | Nieobecny      | Nieobecny      | –                   | Nieobecny           | Nieobecny           | 1R                  | Nieobecny      | Nieobecny      | 0–1    |
| Buenos Aires                   | International               | –              | Nieobecny      | Nieobecny      | Nieobecny      | Nieobecny      | Nieobecny      | Nieobecny      | Nieobecny      | Nieobecny      | Nieobecny      | 1R             | 1R                  | Nieobecny           | Nieobecny           | Nieobecny           | Nieobecny      | Nieobecny      | 0–2    |
| Delray Beach                   | International               | Nieobecny      | Nieobecny      | Nieobecny      | Nieobecny      | Nieobecny      | Nieobecny      | Nieobecny      | 1R             | Nieobecny      | Nieobecny      | Nieobecny      | Nieobecny           | Nieobecny           | Nieobecny           | Nieobecny           | Nieobecny      | Nieobecny      | 0–1    |
| Santiago                       | International               | Nieobecny      | Nieobecny      | Nieobecny      | Nieobecny      | Nieobecny      | Nieobecny      | Nieobecny      | Nieobecny      | Nieobecny      | Nieobecny      | 2R             | 1R                  | Nieobecny           | Nieobecny           | Nieobecny           | –              | –              | 1–2    |
| Costa do Sauípe                | International               | –              | Nieobecny      | Nieobecny      | Nieobecny      | Nieobecny      | Nieobecny      | Nieobecny      | Nieobecny      | Nieobecny      | 2RQ            | F              | 2R                  | Nieobecny           | Nieobecny           | Nieobecny           | Nieobecny      | Nieobecny      | 6–3    |
| Casablanca                     | International               | Nieobecny      | Nieobecny      | Nieobecny      | Nieobecny      | Nieobecny      | Nieobecny      | Nieobecny      | LQ             | A              | LQ             | QF             | Nieobecny           | Nieobecny           | Nieobecny           | Nieobecny           | Nieobecny      | Nieobecny      | 1–1    |
| Monachium                      | International               | Nieobecny      | Nieobecny      | Nieobecny      | Nieobecny      | Nieobecny      | Nieobecny      | Nieobecny      | Nieobecny      | Nieobecny      | Nieobecny      | Nieobecny      | Nieobecny           | Nieobecny           | 1RQ                 | Nieobecny           | Nieobecny      | Nieobecny      | 0–1    |
| Rosmalen                       | International               | Nieobecny      | Nieobecny      | Nieobecny      | Nieobecny      | Nieobecny      | Nieobecny      | Nieobecny      | Nieobecny      | Nieobecny      | Nieobecny      | Nieobecny      | Nieobecny           | 2R                  | LQ                  | Nieobecny           | Nieobecny      | Nieobecny      | 1–1    |
| Stuttgart                      | International Gold          | Nieobecny      | Nieobecny      | Nieobecny      | Nieobecny      | Nieobecny      | Nieobecny      | Nieobecny      | Nieobecny      | Nieobecny      | QFQ            | A              | SFWC                | 1R                  | Nieobecny           | Nieobecny           | Nieobecny      | Nieobecny      | 5–3    |
| Eastbourne                     | –                           | Nie rozgrywane | Nie rozgrywane | Nie rozgrywane | Nie rozgrywane | Nie rozgrywane | Nie rozgrywane | Nie rozgrywane | Nie rozgrywane | Nie rozgrywane | A              | 1R             | Nieobecny           | Nieobecny           | Nieobecny           | Nieobecny           | Nieobecny      | Nieobecny      | 0–1    |
| Newport                        | International               | Nieobecny      | Nieobecny      | Nieobecny      | Nieobecny      | Nieobecny      | Nieobecny      | 1R             | Nieobecny      | Nieobecny      | Nieobecny      | Nieobecny      | Nieobecny           | Nieobecny           | Nieobecny           | Nieobecny           | Nieobecny      | Nieobecny      | 0–1    |
| Gstaad                         | International               | Nieobecny      | Nieobecny      | Nieobecny      | Nieobecny      | Nieobecny      | Nieobecny      | Nieobecny      | Nieobecny      | Nieobecny      | Nieobecny      | Nieobecny      | Nieobecny           | QF                  | Nieobecny           | Nieobecny           | Nieobecny      | Nieobecny      | 2–1    |
| Kitzbühel                      | International Gold          | Nieobecny      | Nieobecny      | Nieobecny      | Nieobecny      | Nieobecny      | Nieobecny      | 1R             | Nieobecny      | Nieobecny      | Nieobecny      | –              | Nieobecny           | Nieobecny           | Nieobecny           | Nieobecny           | Nieobecny      | Nieobecny      | 0–1    |
| Winston-Salem                  | –                           | Nie rozgrywane | Nie rozgrywane | Nie rozgrywane | Nie rozgrywane | Nie rozgrywane | Nie rozgrywane | Nie rozgrywane | Nie rozgrywane | Nie rozgrywane | Nie rozgrywane | Nie rozgrywane | A                   | 3R                  | 1R                  | Nieobecny           | Nieobecny      | LQ             | 2–2    |
| Sankt Petersburg               | International               | Nieobecny      | Nieobecny      | Nieobecny      | Nieobecny      | Nieobecny      | Nieobecny      | 1RQ            | Nieobecny      | Nieobecny      | Nieobecny      | Nieobecny      | Nieobecny           | 2R                  | A                   | –                   | Nieobecny      | Nieobecny      | 1–2    |
| Sztokholm                      | International               | Nieobecny      | Nieobecny      | Nieobecny      | Nieobecny      | Nieobecny      | Nieobecny      | Nieobecny      | Nieobecny      | LQ             | A              | 1R             | 1R                  | Nieobecny           | Nieobecny           | Nieobecny           | Nieobecny      | Nieobecny      | 0–2    |
| Dawne turnieje ATPa            |                             |                |                |                |                |                |                |                |                |                |                |                |                     |                     |                     |                     |                |                |        |
| Zagrzeb                        | International               | Nie rozgrywane | Nie rozgrywane | Nie rozgrywane | Nie rozgrywane | Nie rozgrywane | Nie rozgrywane | Nieobecny      | Nieobecny      | Nieobecny      | Nieobecny      | Nieobecny      | Nieobecny           | 2R                  | Nieobecny           | Nieobecny           | Nieobecny      | –              | 1–1    |
| Bukareszt                      | International               | Nieobecny      | Nieobecny      | Nieobecny      | Nieobecny      | Nieobecny      | Nieobecny      | Nieobecny      | Nieobecny      | Nieobecny      | LQ             | 1R             | –                   | QF                  | Nieobecny           | Nieobecny           | Nieobecny      | Nieobecny      | 2–2    |
| Belgrad                        | –                           | Nie rozgrywane | Nie rozgrywane | Nie rozgrywane | Nie rozgrywane | Nie rozgrywane | Nie rozgrywane | Nie rozgrywane | Nie rozgrywane | Nie rozgrywane | FLL            | Nieobecny      | Nieobecny           | 1R                  | Nie rozgrywane      | Nie rozgrywane      | Nie rozgrywane | Nie rozgrywane | 4–2    |
| Oeiras                         | International               | Nieobecny      | Nieobecny      | Nieobecny      | Nieobecny      | Nieobecny      | Nieobecny      | Nieobecny      | Nieobecny      | Nieobecny      | Nieobecny      | Nieobecny      | Nieobecny           | Nieobecny           | Nieobecny           | 2R                  | –              | –              | 1–1    |
| Düsseldorf                     | –                           | Nie rozgrywane | Nie rozgrywane | Nie rozgrywane | Nie rozgrywane | Nie rozgrywane | Nie rozgrywane | Nie rozgrywane | Nie rozgrywane | Nie rozgrywane | Nie rozgrywane | Nie rozgrywane | Nie rozgrywane      | Nie rozgrywane      | 1RQ                 | A                   | –              | –              | 0–1    |
| Nicea                          | –                           | Nie rozgrywane | Nie rozgrywane | Nie rozgrywane | Nie rozgrywane | Nie rozgrywane | Nie rozgrywane | Nie rozgrywane | Nie rozgrywane | Nie rozgrywane | Nie rozgrywane | 2R             | Nieobecny           | Nieobecny           | Nieobecny           | Nieobecny           | Nieobecny      | Nieobecny      | 1–1    |
| Nottingham                     | International               | Nieobecny      | Nieobecny      | Nieobecny      | Nieobecny      | Nieobecny      | Nieobecny      | Nieobecny      | Nieobecny      | Nieobecny      | –              | –              | ATP Challenger Tour | ATP Challenger Tour | ATP Challenger Tour | ATP Challenger Tour | LQ             | A              | 0–0    |
| Sopot/Warszawa                 | International               | Nieobecny      | Nieobecny      | Nieobecny      | Nieobecny      | 2RWC           | 1RWC           | 1RWC           | 1RWC           | A              | Nie rozgrywane | Nie rozgrywane | Nie rozgrywane      | Nie rozgrywane      | Nie rozgrywane      | Nie rozgrywane      | Nie rozgrywane | Nie rozgrywane | 1–4    |
| New Haven                      | International               | Nieobecny      | Nieobecny      | Nieobecny      | Nieobecny      | Nieobecny      | Nieobecny      | Nieobecny      | Nieobecny      | Nieobecny      | Nieobecny      | 1R             | Nie rozgrywane      | Nie rozgrywane      | Nie rozgrywane      | Nie rozgrywane      | Nie rozgrywane | Nie rozgrywane | 0–1    |
| Mumbaj                         | International               | Nieobecny      | Nieobecny      | –              | Nieobecny      | Nieobecny      | Nieobecny      | 1R             | A              | Nie rozgrywane | Nie rozgrywane | Nie rozgrywane | Nie rozgrywane      | Nie rozgrywane      | Nie rozgrywane      | Nie rozgrywane      | Nie rozgrywane | Nie rozgrywane | 0–1    |
| Kuala Lumpur                   | –                           | Nie rozgrywane | Nie rozgrywane | Nie rozgrywane | Nie rozgrywane | Nie rozgrywane | Nie rozgrywane | Nie rozgrywane | Nie rozgrywane | Nie rozgrywane | Nieobecny      | Nieobecny      | 2R                  | Nieobecny           | Nieobecny           | Nieobecny           | Nieobecny      | –              | 1–1    |
| Bangkok                        | International               | Nie rozgrywane | Nie rozgrywane | Nie rozgrywane | Nieobecny      | Nieobecny      | Nieobecny      | Nieobecny      | Nieobecny      | Nieobecny      | Nieobecny      | Nieobecny      | Nieobecny           | Nieobecny           | 1R                  | Nie rozgrywane      | Nie rozgrywane | Nie rozgrywane | 0–1    |
| Ogólny bilans spotkańb         | Ogólny bilans spotkańb      | 0–0            | 1–1            | 0–0            | 1–1            | 5–3            | 3–1            | 5–8            | 2–3            | 0–0            | 9–9            | 15–25          | 17–17               | 23–27               | 10–20               | 5–12                | 1–3            | 0–0            | 97–130 |
| Ranking na koniec roku         | Ranking na koniec roku      | 574            | 427            | 440            | 371            | 219            | 142            | 125            | 222            | 209            | 101            | 70             | 57                  | 74                  | 72                  | 170                 | 471            | 908            |        |

### Gra podwójna
| Turniej                        | Kategoria do 2008           | 2000           | 2001           | 2002           | 2003           | 2004           | 2005           | 2006           | 2007           | 2008           | 2009           | 2010           | 2011                | 2012                | 2013                | 2014                | 2015           | 2016           | 2017                | 2018                | 2019                | 2020                | 2021                | Suma Zw.-Por. |
| Wielki Szlem                   | Wielki Szlem                | Wielki Szlem   | Wielki Szlem   | Wielki Szlem   | Wielki Szlem   | Wielki Szlem   | Wielki Szlem   | Wielki Szlem   | Wielki Szlem   | Wielki Szlem   | Wielki Szlem   | Wielki Szlem   | Wielki Szlem        | Wielki Szlem        | Wielki Szlem        | Wielki Szlem        | Wielki Szlem   | Wielki Szlem   | Wielki Szlem        | Wielki Szlem        | Wielki Szlem        | Wielki Szlem        | Wielki Szlem        | Wielki Szlem  |
| ------------------------------ | --------------------------- | -------------- | -------------- | -------------- | -------------- | -------------- | -------------- | -------------- | -------------- | -------------- | -------------- | -------------- | ------------------- | ------------------- | ------------------- | ------------------- | -------------- | -------------- | ------------------- | ------------------- | ------------------- | ------------------- | ------------------- | ------------- |
| Australian Open                | Australian Open             | Nieobecny      | Nieobecny      | Nieobecny      | Nieobecny      | Nieobecny      | Nieobecny      | Nieobecny      | 3ROM           | A              | SFOM           | 3ROM           | QFOM                | 1RMG                | 3RJC                | WRL                 | 2RJC           | 2RMMa          | 3RMM                | QFMM                | QFMM                | 2RMM                | 3RWK                | 32–13         |
| French Open                    | French Open                 | Nieobecny      | Nieobecny      | Nieobecny      | Nieobecny      | Nieobecny      | Nieobecny      | Nieobecny      | 3ROM           | 1RLZ           | 2ROM           | QFOM           | 1ROM                | 2RBB                | 1RJC                | QFRL                | 3RJC           | SFAP           | 2RMM                | 3RMM                | 3RMM                | 2RMM                | 1RMM                | 22–15         |
| Wimbledon                      | Wimbledon                   | Nieobecny      | Nieobecny      | Nieobecny      | Nieobecny      | 2RQ,GK         | LQJM           | 2RTZ           | 2RMF           | 2RRdV          | QFOM           | 1ROM           | 1RMK                | A                   | 3RMMa               | 3RRL                | 3RMMi          | 1RAP           | WMM                 | 2RMM                | QFMM                | –                   | QFMM                | 24–14         |
| US Open                        | US Open                     | Nieobecny      | Nieobecny      | Nieobecny      | Nieobecny      | Nieobecny      | Nieobecny      | 1RTC           | 1RDS           | A              | 1ROM           | QFOM           | A                   | 2RMJ                | 1RJJ                | A                   | 2RJC           | QFAP           | 2RMM                | FMM                 | 3RMM                | 1RMM                | 1RMM                | 15–13         |
| Zw.-Por. w Wielkim Szlemie     | Zw.-Por. w Wielkim Szlemie  | 0–0            | 0–0            | 0–0            | 0–0            | 1–1            | 0–0            | 1–2            | 5–4            | 1–2            | 8–4            | 8–4            | 3–3                 | 2–3                 | 4–4                 | 10–2                | 6–4            | 7–4            | 10–3                | 11–4                | 10–4                | 2–3                 | 4–3                 | 93–54         |
| Igrzyska olimpijskie           |                             |                |                |                |                |                |                |                |                |                |                |                |                     |                     |                     |                     |                |                |                     |                     |                     |                     |                     |               |
| Letnie igrzyska olimpijskie    | Letnie igrzyska olimpijskie | A              |                |                |                | A              |                |                |                | A              |                |                |                     | A                   |                     |                     |                | 2RMMa          |                     |                     |                     |                     | A                   | 1–1           |
| Mistrzostwa kończące sezon     |                             |                |                |                |                |                |                |                |                |                |                |                |                     |                     |                     |                     |                |                |                     |                     |                     |                     |                     |               |
| ATP Finals                     | ATP Finals                  | Nieobecny      | Nieobecny      | Nieobecny      | Nieobecny      | Nieobecny      | Nieobecny      | Nieobecny      | Nieobecny      | Nieobecny      | RROM           | RROM           | Nieobecny           | Nieobecny           | Nieobecny           | SFRL                | Nieobecny      | Nieobecny      | FMM                 | RRMM                | SFMM                | RRMM                |                     | 13–12         |
| Turnieje ATP Tour Masters 1000 |                             |                |                |                |                |                |                |                |                |                |                |                |                     |                     |                     |                     |                |                |                     |                     |                     |                     |                     |               |
| Indian Wells                   | Masters                     | Nieobecny      | Nieobecny      | Nieobecny      | Nieobecny      | Nieobecny      | Nieobecny      | Nieobecny      | Nieobecny      | Nieobecny      | 2ROM           | A              | 2ROM                | 1RTB                | QFJT                | 2RRL                | 1RSW           | 2RMMa          | FMM                 | 1RMM                | FMM                 | –                   |                     | 14–10         |
| Miami                          | Masters                     | Nieobecny      | Nieobecny      | Nieobecny      | Nieobecny      | Nieobecny      | Nieobecny      | Nieobecny      | Nieobecny      | Nieobecny      | Nieobecny      | 1ROM           | A                   | QFJT                | 2RJT                | 2RRL                | A              | 1RMMa          | WMM                 | 1RMM                | SFMM                | –                   | 1RWK                | 12–8          |
| Monte Carlo                    | Masters                     | Nieobecny      | Nieobecny      | Nieobecny      | Nieobecny      | Nieobecny      | Nieobecny      | Nieobecny      | Nieobecny      | Nieobecny      | Nieobecny      | QFOM           | QFOM                | A                   | 1RJT                | 2RRL                | A              | 2RMMa          | QFMM                | 2RMM                | QFMM                | –                   | 2RWK                | 6–9           |
| Madryt                         | Masters                     | Nieobecny      | Nieobecny      | Nieobecny      | Nieobecny      | Nieobecny      | Nieobecny      | Nieobecny      | Nieobecny      | Nieobecny      | Nieobecny      | QFOM           | 2ROM                | A                   | SFJC                | 2RRL                | A              | 2RMMa          | WMM                 | QFMM                | QFMM                | –                   | QFWK                | 13–8          |
| Rzym                           | Masters                     | Nieobecny      | Nieobecny      | Nieobecny      | Nieobecny      | Nieobecny      | Nieobecny      | Nieobecny      | Nieobecny      | Nieobecny      | Nieobecny      | SFOM           | QFOM                | FJT                 | A                   | 2RRL                | Nieobecny      | Nieobecny      | QFMM                | QFMM                | SFMM                | 1RMM                | 2RFS                | 13–9          |
| Toronto/Montreal               | Masters                     | Nieobecny      | Nieobecny      | Nieobecny      | Nieobecny      | Nieobecny      | Nieobecny      | Nieobecny      | Nieobecny      | Nieobecny      | QFOM           | Nieobecny      | Nieobecny           | Nieobecny           | 1RJC                | Nieobecny           | Nieobecny      | 1RAP           | 2RMM                | 2RMM                | 1RMM                | –                   |                     | 1–6           |
| Cincinnati                     | Masters                     | Nieobecny      | Nieobecny      | Nieobecny      | Nieobecny      | Nieobecny      | Nieobecny      | Nieobecny      | Nieobecny      | Nieobecny      | SFOM           | SFOM           | A                   | 2RJT                | 2RJJ                | Nieobecny           | Nieobecny      | 1RAP           | SFMM                | QFMM                | QFMM                | 2RMM                |                     | 12–8          |
| Szanghaj                       | –                           | Nie rozgrywane | Nie rozgrywane | Nie rozgrywane | Nie rozgrywane | Nie rozgrywane | Nie rozgrywane | Nie rozgrywane | Nie rozgrywane | Nie rozgrywane | QFOM           | SFOM           | 1RMK                | Nieobecny           | Nieobecny           | 2RRL                | SFRB           | 2RMM           | FMM                 | WMM                 | FMM                 | –                   |                     | 16–8          |
| Paryż                          | Masters                     | Nieobecny      | Nieobecny      | Nieobecny      | Nieobecny      | Nieobecny      | Nieobecny      | Nieobecny      | Nieobecny      | Nieobecny      | Nieobecny      | QFOM           | 1RFM                | 1RJC                | 1RRL                | 2RRL                | Nieobecny      | Nieobecny      | WMM                 | QFMM                | 1RMM                | SFMM                |                     | 8–8           |
| Turnieje ATP Tour 500a         |                             |                |                |                |                |                |                |                |                |                |                |                |                     |                     |                     |                     |                |                |                     |                     |                     |                     |                     |               |
| Rotterdam                      | International Gold          | Nieobecny      | Nieobecny      | Nieobecny      | Nieobecny      | Nieobecny      | Nieobecny      | Nieobecny      | Nieobecny      | Nieobecny      | Nieobecny      | Nieobecny      | Nieobecny           | 1RTB                | A                   | 1RRL                | A              | 1RMMa          | QFMM                | QFMM                | 1RMM                | A                   | QFWK                | 3–7           |
| Rio de Janeiro                 | –                           | Nie rozgrywane | Nie rozgrywane | Nie rozgrywane | Nie rozgrywane | Nie rozgrywane | Nie rozgrywane | Nie rozgrywane | Nie rozgrywane | Nie rozgrywane | Nie rozgrywane | Nie rozgrywane | Nie rozgrywane      | Nie rozgrywane      | Nie rozgrywane      | Nieobecny           | Nieobecny      | Nieobecny      | QFMM                | QFMM                | A                   | SFMM                | –                   | 4–3           |
| Dubaj                          | International Gold          | Nieobecny      | Nieobecny      | Nieobecny      | Nieobecny      | Nieobecny      | Nieobecny      | Nieobecny      | Nieobecny      | Nieobecny      | Nieobecny      | Nieobecny      | Nieobecny           | Nieobecny           | Nieobecny           | Nieobecny           | Nieobecny      | SFMMa          | Nieobecny           | Nieobecny           | Nieobecny           | Nieobecny           | QFWK                | 3–2           |
| Acapulco                       | International Gold          | Nieobecny      | Nieobecny      | Nieobecny      | Nieobecny      | Nieobecny      | Nieobecny      | Nieobecny      | Nieobecny      | Nieobecny      | FOM            | WOM            | QFOM                | 1RFM                | WDM                 | 2RRL                | Nieobecny      | Nieobecny      | 1RMM                | A                   | 1RMM                | WMM                 | A                   | 15–6          |
| Barcelona                      | International Gold          | Nieobecny      | Nieobecny      | Nieobecny      | Nieobecny      | Nieobecny      | Nieobecny      | Nieobecny      | Nieobecny      | Nieobecny      | QFOM           | 2ROM           | SFOM                | Nieobecny           | Nieobecny           | QFRL                | A              | QFMMa          | QFMZ                | QFMM                | QFMM                | –                   | 1RWK                | 9–9           |
| Londyn                         | International               | Nieobecny      | Nieobecny      | Nieobecny      | Nieobecny      | Nieobecny      | Nieobecny      | Nieobecny      | Nieobecny      | Nieobecny      | SF250,OM       | Nieobecny      | Nieobecny           | Nieobecny           | Nieobecny           | Nieobecny           | Nieobecny      | Nieobecny      | Nieobecny           | Nieobecny           | Nieobecny           | –                   | A                   | 2–1           |
| Halle                          | International               | Nieobecny      | Nieobecny      | Nieobecny      | Nieobecny      | Nieobecny      | Nieobecny      | Nieobecny      | Nieobecny      | Nieobecny      | Nieobecny      | Nieobecny      | Nieobecny           | SF250,MJ            | A                   | QF250,RL            | A              | FAP            | WMM                 | WMM                 | FMM                 | –                   | 2RERV               | 17–4          |
| Hamburg                        | Masters                     | Nieobecny      | Nieobecny      | Nieobecny      | Nieobecny      | Nieobecny      | Nieobecny      | Nieobecny      | Nieobecny      | Nieobecny      | QFOM           | Nieobecny      | Nieobecny           | Nieobecny           | 1RJC                | A                   | 1RJC           | QFAP           | Nieobecny           | Nieobecny           | Nieobecny           | QFMM                |                     | 3–5           |
| Waszyngton                     | International               | Nieobecny      | Nieobecny      | Nieobecny      | Nieobecny      | Nieobecny      | Nieobecny      | Nieobecny      | Nieobecny      | Nieobecny      | 1ROM           | Nieobecny      | Nieobecny           | Nieobecny           | Nieobecny           | Nieobecny           | Nieobecny      | FAP            | FMM                 | 1RMM                | SFMM                | –                   |                     | 8–5           |
| Pekin                          | International               | Nieobecny      | Nieobecny      | Nieobecny      | Nieobecny      | Nieobecny      | Nieobecny      | Nieobecny      | Nieobecny      | Nieobecny      | QFOM           | 1ROM           | A                   | QFOD                | A                   | 1RRL                | 1RIK           | SFMM           | 1RMM                | WMM                 | FMM                 | –                   |                     | 11–8          |
| Tokio                          | International Gold          | Nieobecny      | Nieobecny      | Nieobecny      | Nieobecny      | Nieobecny      | Nieobecny      | Nieobecny      | QFWM           | Nieobecny      | Nieobecny      | Nieobecny      | QFRS                | Nieobecny           | Nieobecny           | Nieobecny           | Nieobecny      | Nieobecny      | Nieobecny           | Nieobecny           | Nieobecny           | –                   |                     | 2–2           |
| Wiedeń                         | International Gold          | Nieobecny      | Nieobecny      | Nieobecny      | Nieobecny      | Nieobecny      | Nieobecny      | 1RTZ           | 1RJL           | A              | W250,OM        | SF250,OM       | Nieobecny           | Nieobecny           | Nieobecny           | Nieobecny           | WMM            | WMM            | QFMM                | SFMM                | FMM                 | WMM                 |                     | 24–6          |
| Bazylea                        | International               | Nieobecny      | Nieobecny      | Nieobecny      | Nieobecny      | Nieobecny      | Nieobecny      | Nieobecny      | Nieobecny      | Nieobecny      | Nieobecny      | Nieobecny      | 1RRS                | QFAS                | 1RAS                | 1RRL                | Nieobecny      | Nieobecny      | Nieobecny           | Nieobecny           | Nieobecny           | –                   |                     | 1–4           |
| Turnieje ATP Tour 250a         |                             |                |                |                |                |                |                |                |                |                |                |                |                     |                     |                     |                     |                |                |                     |                     |                     |                     |                     |               |
| Ad-Dauha                       | International               | Nieobecny      | Nieobecny      | Nieobecny      | Nieobecny      | Nieobecny      | Nieobecny      | SFOM           | Nieobecny      | Nieobecny      | QFDT           | QFSD           | A                   | 1RVT                | QFJC                | 1RMMa               | Nieobecny      | Nieobecny      | Nieobecny           | Nieobecny           | Nieobecny           | Nieobecny           | –                   | 5–6           |
| Adelaide                       | International               | Nieobecny      | Nieobecny      | Nieobecny      | Nieobecny      | Nieobecny      | Nieobecny      | Nieobecny      | Nieobecny      | Nieobecny      | Nie rozgrywane | Nie rozgrywane | Nie rozgrywane      | Nie rozgrywane      | Nie rozgrywane      | Nie rozgrywane      | Nie rozgrywane | Nie rozgrywane | Nie rozgrywane      | Nie rozgrywane      | Nie rozgrywane      | QFMM                | –                   | 1–1           |
| Auckland                       | International               | Nieobecny      | Nieobecny      | Nieobecny      | Nieobecny      | Nieobecny      | Nieobecny      | Nieobecny      | Nieobecny      | Nieobecny      | Nieobecny      | Nieobecny      | Nieobecny           | Nieobecny           | Nieobecny           | Nieobecny           | Nieobecny      | Nieobecny      | Nieobecny           | Nieobecny           | 1RHZ                | A                   | –                   | 0–1           |
| Melbourne                      | –                           | Nie rozgrywane | Nie rozgrywane | Nie rozgrywane | Nie rozgrywane | Nie rozgrywane | Nie rozgrywane | Nie rozgrywane | Nie rozgrywane | Nie rozgrywane | Nie rozgrywane | Nie rozgrywane | Nie rozgrywane      | Nie rozgrywane      | Nie rozgrywane      | Nie rozgrywane      | Nie rozgrywane | Nie rozgrywane | Nie rozgrywane      | Nie rozgrywane      | Nie rozgrywane      | Nie rozgrywane      | QFWK                | 1–1           |
| Lyon/Montpellier               | International               | Nieobecny      | Nieobecny      | Nieobecny      | Nieobecny      | Nieobecny      | Nieobecny      | Nieobecny      | FLZ            | Nieobecny      | Nieobecny      | Nieobecny      | –                   | Nieobecny           | Nieobecny           | Nieobecny           | Nieobecny      | QFMMa          | Nieobecny           | Nieobecny           | Nieobecny           | Nieobecny           | Nieobecny           | 4–2           |
| Santiago                       | International               | Nieobecny      | Nieobecny      | Nieobecny      | Nieobecny      | Nieobecny      | Nieobecny      | Nieobecny      | Nieobecny      | Nieobecny      | Nieobecny      | WOM            | FOM                 | Nieobecny           | Nieobecny           | Nieobecny           | Nie rozgrywane | Nie rozgrywane | Nie rozgrywane      | Nie rozgrywane      | Nie rozgrywane      | A                   | A                   | 6–1           |
| Costa do Sauípe                | International               | Nieobecny      | Nieobecny      | Nieobecny      | Nieobecny      | Nieobecny      | Nieobecny      | Nieobecny      | Nieobecny      | Nieobecny      | SFOM           | FOM            | 1ROM                | Nieobecny           | Nieobecny           | Nieobecny           | Nieobecny      | Nieobecny      | Nieobecny           | Nieobecny           | Nieobecny           | –                   | –                   | 5–3           |
| Buenos Aires                   | International               | –              | Nieobecny      | Nieobecny      | Nieobecny      | Nieobecny      | Nieobecny      | Nieobecny      | Nieobecny      | Nieobecny      | 1ROM           | Nieobecny      | Nieobecny           | Nieobecny           | Nieobecny           | Nieobecny           | Nieobecny      | Nieobecny      | Nieobecny           | Nieobecny           | Nieobecny           | Nieobecny           | Nieobecny           | 0–1           |
| Delray Beach                   | International               | Nieobecny      | Nieobecny      | Nieobecny      | Nieobecny      | Nieobecny      | Nieobecny      | Nieobecny      | SFAPa          | Nieobecny      | Nieobecny      | Nieobecny      | Nieobecny           | Nieobecny           | Nieobecny           | Nieobecny           | Nieobecny      | Nieobecny      | Nieobecny           | Nieobecny           | Nieobecny           | Nieobecny           | Nieobecny           | 2–1           |
| Casablanca                     | International               | Nieobecny      | Nieobecny      | Nieobecny      | Nieobecny      | Nieobecny      | Nieobecny      | Nieobecny      | FOM            | A              | WOM            | 1ROM           | Nieobecny           | Nieobecny           | Nieobecny           | Nieobecny           | Nieobecny      | Nieobecny      | Nieobecny           | Nieobecny           | Nieobecny           | –                   | –                   | 7–2           |
| Estoril                        | –                           | Nie rozgrywane | Nie rozgrywane | Nie rozgrywane | Nie rozgrywane | Nie rozgrywane | Nie rozgrywane | Nie rozgrywane | Nie rozgrywane | Nie rozgrywane | Nie rozgrywane | Nie rozgrywane | Nie rozgrywane      | Nie rozgrywane      | Nie rozgrywane      | Nie rozgrywane      | A              | FMMa           | Nieobecny           | Nieobecny           | Nieobecny           | –                   | A                   | 3–1           |
| Monachium                      | International               | Nieobecny      | Nieobecny      | Nieobecny      | Nieobecny      | Nieobecny      | Nieobecny      | Nieobecny      | Nieobecny      | Nieobecny      | Nieobecny      | Nieobecny      | 1RRH                | A                   | 1RSG                | Nieobecny           | Nieobecny      | Nieobecny      | Nieobecny           | SFMM                | A                   | –                   | A                   | 2–3           |
| Stuttgart                      | International Gold          | Nieobecny      | Nieobecny      | Nieobecny      | Nieobecny      | Nieobecny      | Nieobecny      | Nieobecny      | Nieobecny      | Nieobecny      | SFOM           | A              | 1ROM                | WJC                 | Nieobecny           | Nieobecny           | Nieobecny      | 1RAP           | Nieobecny           | Nieobecny           | Nieobecny           | –                   | QFHH                | 7–4           |
| Rosmalen                       | International               | Nieobecny      | Nieobecny      | Nieobecny      | Nieobecny      | Nieobecny      | Nieobecny      | Nieobecny      | Nieobecny      | Nieobecny      | Nieobecny      | Nieobecny      | Nieobecny           | Nieobecny           | Nieobecny           | Nieobecny           | WIK            | A              | WMM                 | SFMM                | QFMM                | –                   | –                   | 10–2          |
| Eastbourne                     | –                           | Nie rozgrywane | Nie rozgrywane | Nie rozgrywane | Nie rozgrywane | Nie rozgrywane | Nie rozgrywane | Nie rozgrywane | Nie rozgrywane | Nie rozgrywane | A              | 1ROM           | Nieobecny           | Nieobecny           | Nieobecny           | Nieobecny           | Nieobecny      | Nieobecny      | Nieobecny           | Nieobecny           | Nieobecny           | –                   | A                   | 0–1           |
| Gstaad                         | International               | Nieobecny      | Nieobecny      | Nieobecny      | Nieobecny      | Nieobecny      | Nieobecny      | Nieobecny      | Nieobecny      | Nieobecny      | Nieobecny      | Nieobecny      | Nieobecny           | 1RJT                | Nieobecny           | Nieobecny           | Nieobecny      | Nieobecny      | Nieobecny           | Nieobecny           | Nieobecny           | –                   |                     | 0–1           |
| Båstad                         | International               | Nieobecny      | Nieobecny      | Nieobecny      | Nieobecny      | Nieobecny      | Nieobecny      | Nieobecny      | Nieobecny      | Nieobecny      | Nieobecny      | Nieobecny      | Nieobecny           | Nieobecny           | Nieobecny           | Nieobecny           | WJC            | Nieobecny      | Nieobecny           | Nieobecny           | Nieobecny           | –                   |                     | 4–0           |
| Newport                        | International               | Nieobecny      | Nieobecny      | Nieobecny      | Nieobecny      | Nieobecny      | Nieobecny      | SFRdV          | Nieobecny      | Nieobecny      | Nieobecny      | Nieobecny      | Nieobecny           | Nieobecny           | Nieobecny           | Nieobecny           | Nieobecny      | Nieobecny      | Nieobecny           | Nieobecny           | Nieobecny           | –                   |                     | 1–1           |
| Kitzbühel                      | International Gold          | Nieobecny      | Nieobecny      | Nieobecny      | Nieobecny      | Nieobecny      | Nieobecny      | QFTC           | Nieobecny      | Nieobecny      | Nieobecny      | –              | Nieobecny           | Nieobecny           | Nieobecny           | Nieobecny           | SFAB           | Nieobecny      | Nieobecny           | Nieobecny           | Nieobecny           | Nieobecny           |                     | 3–2           |
| Winston-Salem                  | –                           | Nie rozgrywane | Nie rozgrywane | Nie rozgrywane | Nie rozgrywane | Nie rozgrywane | Nie rozgrywane | Nie rozgrywane | Nie rozgrywane | Nie rozgrywane | Nie rozgrywane | Nie rozgrywane | Nieobecny           | Nieobecny           | Nieobecny           | Nieobecny           | SFDN           | QFNZ           | A                   | 1RMM                | WMM                 | –                   |                     | 7–3           |
| Metz                           | International               | Nie rozgrywane | Nie rozgrywane | Nie rozgrywane | Nieobecny      | Nieobecny      | Nieobecny      | Nieobecny      | Nieobecny      | Nieobecny      | Nieobecny      | Nieobecny      | Nieobecny           | Nieobecny           | Nieobecny           | Nieobecny           | WERV           | Nieobecny      | Nieobecny           | Nieobecny           | Nieobecny           | –                   |                     | 4–0           |
| Kolonia I                      | –                           | Nie rozgrywane | Nie rozgrywane | Nie rozgrywane | Nie rozgrywane | Nie rozgrywane | Nie rozgrywane | Nie rozgrywane | Nie rozgrywane | Nie rozgrywane | Nie rozgrywane | Nie rozgrywane | Nie rozgrywane      | Nie rozgrywane      | Nie rozgrywane      | Nie rozgrywane      | Nie rozgrywane | Nie rozgrywane | Nie rozgrywane      | Nie rozgrywane      | Nie rozgrywane      | FMM                 |                     | 3–1           |
| Kolonia II                     | –                           | Nie rozgrywane | Nie rozgrywane | Nie rozgrywane | Nie rozgrywane | Nie rozgrywane | Nie rozgrywane | Nie rozgrywane | Nie rozgrywane | Nie rozgrywane | Nie rozgrywane | Nie rozgrywane | Nie rozgrywane      | Nie rozgrywane      | Nie rozgrywane      | Nie rozgrywane      | Nie rozgrywane | Nie rozgrywane | Nie rozgrywane      | Nie rozgrywane      | Nie rozgrywane      | QFMM                |                     | 1–1           |
| Sztokholm                      | International               | Nieobecny      | Nieobecny      | Nieobecny      | Nieobecny      | Nieobecny      | Nieobecny      | Nieobecny      | Nieobecny      | Nieobecny      | Nieobecny      | 1ROM           | 1RJK                | Nieobecny           | Nieobecny           | QFRL                | Nieobecny      | Nieobecny      | Nieobecny           | Nieobecny           | Nieobecny           | –                   |                     | 1–3           |
| Sankt Petersburg               | International               | Nieobecny      | Nieobecny      | Nieobecny      | Nieobecny      | Nieobecny      | Nieobecny      | QFDS           | Nieobecny      | Nieobecny      | Nieobecny      | Nieobecny      | Nieobecny           | QFMJ                | A                   | –                   | Nieobecny      | Nieobecny      | Nieobecny           | Nieobecny           | Nieobecny           | Nieobecny           |                     | 2–2           |
| Dawne turnieje ATPa            |                             |                |                |                |                |                |                |                |                |                |                |                |                     |                     |                     |                     |                |                |                     |                     |                     |                     |                     |               |
| Brisbane                       | –                           | Nie rozgrywane | Nie rozgrywane | Nie rozgrywane | Nie rozgrywane | Nie rozgrywane | Nie rozgrywane | Nie rozgrywane | Nie rozgrywane | Nie rozgrywane | Nieobecny      | Nieobecny      | 1ROM                | Nieobecny           | Nieobecny           | Nieobecny           | 1RJC           | QFMMa          | 1RID                | Nieobecny           | Nieobecny           | –                   | –                   | 1–4           |
| Sydney                         | International               | Nieobecny      | Nieobecny      | Nieobecny      | Nieobecny      | Nieobecny      | Nieobecny      | Nieobecny      | Nieobecny      | Nieobecny      | Nieobecny      | QFOM           | QFOM                | 1RMG                | QFJC                | 1RRL                | A              | SFMMa          | 1RMM                | WMM                 | A                   | –                   | –                   | 8–7           |
| Zagrzeb                        | International               | Nie rozgrywane | Nie rozgrywane | Nie rozgrywane | Nie rozgrywane | Nie rozgrywane | Nie rozgrywane | Nieobecny      | Nieobecny      | Nieobecny      | Nieobecny      | Nieobecny      | Nieobecny           | 1RSS                | Nieobecny           | Nieobecny           | Nieobecny      | Nie rozgrywane | Nie rozgrywane      | Nie rozgrywane      | Nie rozgrywane      | Nie rozgrywane      | Nie rozgrywane      | 0–1           |
| Memphis                        | International Gold          | Nieobecny      | Nieobecny      | Nieobecny      | Nieobecny      | Nieobecny      | Nieobecny      | Nieobecny      | Nieobecny      | Nieobecny      | Nieobecny      | Nieobecny      | Nieobecny           | QFABo               | SFDN                | Nieobecny           | Nieobecny      | Nieobecny      | Nieobecny           | Nie rozgrywane      | Nie rozgrywane      | Nie rozgrywane      | Nie rozgrywane      | 3–2           |
| Belgrad                        | –                           | Nie rozgrywane | Nie rozgrywane | Nie rozgrywane | Nie rozgrywane | Nie rozgrywane | Nie rozgrywane | Nie rozgrywane | Nie rozgrywane | Nie rozgrywane | WOM            | Nieobecny      | Nieobecny           | Nieobecny           | Nie rozgrywane      | Nie rozgrywane      | Nie rozgrywane | Nie rozgrywane | Nie rozgrywane      | Nie rozgrywane      | Nie rozgrywane      | Nie rozgrywane      | Nie rozgrywane      | 4–0           |
| Nottingham                     | International               | Nieobecny      | Nieobecny      | Nieobecny      | Nieobecny      | Nieobecny      | Nieobecny      | Nieobecny      | Nieobecny      | Nieobecny      | –              | –              | ATP Challenger Tour | ATP Challenger Tour | ATP Challenger Tour | ATP Challenger Tour | SFMMi          | A              | ATP Challenger Tour | ATP Challenger Tour | ATP Challenger Tour | ATP Challenger Tour | ATP Challenger Tour | 2–1           |
| Sopot/Warszawa                 | International               | –              | QFBD           | 1RMGa          | A              | 1RBD           | QFFU           | SFOM           | SFOM           | A              | Nie rozgrywane | Nie rozgrywane | Nie rozgrywane      | Nie rozgrywane      | Nie rozgrywane      | Nie rozgrywane      | Nie rozgrywane | Nie rozgrywane | Nie rozgrywane      | Nie rozgrywane      | Nie rozgrywane      | Nie rozgrywane      | Nie rozgrywane      | 6–6           |
| New Haven                      | International               | Nieobecny      | Nieobecny      | Nieobecny      | Nieobecny      | Nieobecny      | Nieobecny      | Nieobecny      | Nieobecny      | Nieobecny      | Nieobecny      | 1ROM           | Nie rozgrywane      | Nie rozgrywane      | Nie rozgrywane      | Nie rozgrywane      | Nie rozgrywane | Nie rozgrywane | Nie rozgrywane      | Nie rozgrywane      | Nie rozgrywane      | Nie rozgrywane      | Nie rozgrywane      | 0–1           |
| Mumbaj                         | International               | Nieobecny      | Nieobecny      | –              | Nieobecny      | Nieobecny      | Nieobecny      | QFRV           | A              | Nie rozgrywane | Nie rozgrywane | Nie rozgrywane | Nie rozgrywane      | Nie rozgrywane      | Nie rozgrywane      | Nie rozgrywane      | Nie rozgrywane | Nie rozgrywane | Nie rozgrywane      | Nie rozgrywane      | Nie rozgrywane      | Nie rozgrywane      | Nie rozgrywane      | 1–1           |
| Bukareszt                      | International               | Nieobecny      | Nieobecny      | Nieobecny      | Nieobecny      | Nieobecny      | Nieobecny      | Nieobecny      | Nieobecny      | Nieobecny      | SFOM           | WJIC           | A                   | FJC                 | Nieobecny           | Nieobecny           | Nieobecny      | Nieobecny      | Nie rozgrywane      | Nie rozgrywane      | Nie rozgrywane      | Nie rozgrywane      | Nie rozgrywane      | 9–2           |
| Shenzhen                       | –                           | Nie rozgrywane | Nie rozgrywane | Nie rozgrywane | Nie rozgrywane | Nie rozgrywane | Nie rozgrywane | Nie rozgrywane | Nie rozgrywane | Nie rozgrywane | Nie rozgrywane | Nie rozgrywane | Nie rozgrywane      | Nie rozgrywane      | Nie rozgrywane      | A                   | 1RAQ           | Nieobecny      | Nieobecny           | Nieobecny           | Nie rozgrywane      | Nie rozgrywane      | Nie rozgrywane      | 0–1           |
| Kuala Lumpur                   | –                           | Nie rozgrywane | Nie rozgrywane | Nie rozgrywane | Nie rozgrywane | Nie rozgrywane | Nie rozgrywane | Nie rozgrywane | Nie rozgrywane | Nie rozgrywane | Nieobecny      | Nieobecny      | 1RDT                | Nieobecny           | Nieobecny           | Nieobecny           | Nieobecny      | Nie rozgrywane | Nie rozgrywane      | Nie rozgrywane      | Nie rozgrywane      | Nie rozgrywane      | Nie rozgrywane      | 0–1           |
| Walencja                       | International               | Nieobecny      | Nieobecny      | Nieobecny      | Nieobecny      | Nieobecny      | Nieobecny      | Nieobecny      | Nieobecny      | Nieobecny      | 1ROM           | SFOM           | Nieobecny           | Nieobecny           | Nieobecny           | Nieobecny           | QFLP           | Nie rozgrywane | Nie rozgrywane      | Nie rozgrywane      | Nie rozgrywane      | Nie rozgrywane      | Nie rozgrywane      | 3–3           |
| Ogólny bilans spotkańb         | Ogólny bilans spotkańb      | 0–0            | 1–1            | 0–1            | 0–0            | 1–2            | 2–1            | 9–9            | 16–10          | 1–2            | 42–21          | 38–24          | 13–21               | 22–19               | 19–17               | 20–18               | 33–14          | 36–25          | 51–21               | 41–23               | 49–24               | 21–16               | 13–13               | 428–282       |
| Ranking na koniec roku         | Ranking na koniec roku      | 796            | 448            | 533            | 217            | 137            | 135            | 64             | 45             | 72             | 12             | 10             | 53                  | 39                  | 37                  | 18                  | 29             | 24             | 2                   | 9                   | 6                   | 10                  |                     |               |

| BB  | Benjamin Becker        |
| AB  | Andre Begemann         |
| TB  | Tomáš Berdych          |
| ABo | Alex Bogomolov Jr.     |
| RB  | Rohan Bopanna          |
| JC  | Jérémy Chardy          |
| JIC | Juan Ignacio Chela     |
| TC  | Tomáš Cibulec          |
| SD  | Steve Darcis           |
| BD  | Bartłomiej Dąbrowski   |
| RdV | Rik de Voest           |
| OD  | Ołeksandr Dołhopołow   |
| MF  | Mariusz Fyrstenberg    |
| MGa | Michał Gawłowski       |
| SG  | Santiago Giraldo       |
| MG  | Marcel Granollers      |
| RH  | Robin Haase            |
| HH  | Hubert Hurkacz         |
| JJ  | Jerzy Janowicz         |
| MJ  | Michaił Jużny          |
| IK  | Ivo Karlović           |
| GK  | Gergely Kisgyörgy      |
| JK  | Julian Knowle          |
| MK  | Mark Knowles           |
| WK  | Wesley Koolhof         |
| JL  | Jaroslav Levinský      |
| RL  | Robert Lindstedt       |
| OM  | Oliver Marach          |
| DM  | David Marrero          |
| JM  | Jason Marshall         |
| MMa | Marcin Matkowski       |
| FM  | Florian Mayer          |
| MM  | Marcelo Melo           |
| MMi | Maks Mirny             |
| WM  | Wesley Moodie          |
| DN  | Daniel Nestor          |
| LP  | Leander Paes           |
| APa | Andrei Pavel           |
| AP  | Alexander Peya         |
| AQ  | Aisam-ul-Haq Qureshi   |
| ERV | Édouard Roger-Vasselin |
| AS  | Andreas Seppi          |
| DS  | David Škoch            |
| FS  | Franko Škugor          |
| SS  | Serhij Stachowski      |
| RS  | Radek Štěpánek         |
| JT  | Janko Tipsarević       |
| JT  | Viktor Troicki         |
| DT  | Dmitrij Tursunow       |
| FU  | Filip Urban            |
| RV  | Robin Vik              |
| SW  | Stanislas Wawrinka     |
| TZ  | Tomáš Zíb              |
| NZ  | Nenad Zimonjić         |
| LZ  | Lovro Zovko            |
| MZ  | Mischa Zverev          |

## Występy w Turniejach Masters (gra podwójna)
| Runda                                         | Partner                                       | Data                                          | Przeciwnicy                                   | Wynik                                         |
| ATP World Tour Finals 2009 Rozstawienie: nr 6 | ATP World Tour Finals 2009 Rozstawienie: nr 6 | ATP World Tour Finals 2009 Rozstawienie: nr 6 | ATP World Tour Finals 2009 Rozstawienie: nr 6 | ATP World Tour Finals 2009 Rozstawienie: nr 6 |
| --------------------------------------------- | --------------------------------------------- | --------------------------------------------- | --------------------------------------------- | --------------------------------------------- |
| Runda grupowa Grupa Złota (3. miejsce)        | Oliver Marach                                 | 23 listopada 2009                             | Lukáš Dlouhý / Leander Paes [4]               | 6:4, 7:6(3)                                   |
| Runda grupowa Grupa Złota (3. miejsce)        | Oliver Marach                                 | 25 listopada 2009                             | Maks Mirny / Andy Ram [7]                     | 4:6, 6:4, 16–14                               |
| Runda grupowa Grupa Złota (3. miejsce)        | Oliver Marach                                 | 27 listopada 2009                             | Bob Bryan / Mike Bryan [2]                    | 3:6, 4:6                                      |
| ATP World Tour Finals 2010 Rozstawienie: nr 5 |                                               |                                               |                                               |                                               |
| Runda grupowa Grupa B (4. miejsce)            | Oliver Marach                                 | 22 listopada 2010                             | Mahesh Bhupathi / Maks Mirny [4]              | 6:7(2), 4:6                                   |
| Runda grupowa Grupa B (4. miejsce)            | Oliver Marach                                 | 24 listopada 2010                             | Wesley Moodie / Dick Norman [8]               | 1:6, 3:6                                      |
| Runda grupowa Grupa B (4. miejsce)            | Oliver Marach                                 | 26 listopada 2010                             | Daniel Nestor / Nenad Zimonjić [2]            | 6:0, 1:6, 10–6                                |
| ATP World Tour Finals 2014 Rozstawienie: nr 8 |                                               |                                               |                                               |                                               |
| Runda grupowa Grupa A (1. miejsce)            | Robert Lindstedt                              | 10 listopada 2014                             | Bob Bryan / Mike Bryan [1]                    | 7:6(3), 6:3                                   |
| Runda grupowa Grupa A (1. miejsce)            | Robert Lindstedt                              | 12 listopada 2014                             | Alexander Peya / Bruno Soares [3]             | 6:4, 3:6, 10–6                                |
| Runda grupowa Grupa A (1. miejsce)            | Robert Lindstedt                              | 14 listopada 2014                             | Jean-Julien Rojer / Horia Tecău [5]           | 6:4, 7:6(4)                                   |
| Półfinał                                      | Robert Lindstedt                              | 15 listopada 2014                             | Ivan Dodig / Marcelo Melo [7]                 | 6:4, 4:6, 6–10                                |
| ATP Finals 2017 Rozstawienie: nr 1            |                                               |                                               |                                               |                                               |
| Runda grupowa Grupa A (2. miejsce)            | Marcelo Melo                                  | 13 listopada 2017                             | Ivan Dodig / Marcel Granollers [7]            | 7:6(2), 6:4                                   |
| Runda grupowa Grupa A (2. miejsce)            | Marcelo Melo                                  | 15 listopada 2017                             | Bob Bryan / Mike Bryan [5]                    | 6:4, 6:3                                      |
| Runda grupowa Grupa A (2. miejsce)            | Marcelo Melo                                  | 17 listopada 2017                             | Jamie Murray / Bruno Soares [4]               | 2:6, 4:6                                      |
| Półfinał                                      | Marcelo Melo                                  | 18 listopada 2017                             | Ryan Harrison / Michael Venus [8]             | 6:1, 6:4                                      |
| Finał                                         | Marcelo Melo                                  | 19 listopada 2017                             | Henri Kontinen / John Peers [2]               | 4:6, 2:6                                      |

## Puchar Davisa
Łukasz Kubot reprezentuje Polskę w Pucharze Davisa od 2001. Według stanu na koniec sezonu 2017 rozegrał 29 meczów singlowych, z których zwyciężył w 19 oraz 11 meczów deblowych (10 wygranych).
| Runda                                                 | Mecz (końcowy wynik)                               | Data                                               | Spotkanie                                          | Wynik                                              |                                                    |                                                    |                                                    |                                                    |                                                    |                                                    |                                                    |                                                    |                                                    |                                                    |                                                    |                                                    |                                                    |                                                    |                                                    |                                                    |
| Puchar Davisa 2001 (Strefa Europa/Afryka grupa II)    | Puchar Davisa 2001 (Strefa Europa/Afryka grupa II) | Puchar Davisa 2001 (Strefa Europa/Afryka grupa II) | Puchar Davisa 2001 (Strefa Europa/Afryka grupa II) | Puchar Davisa 2001 (Strefa Europa/Afryka grupa II) | Puchar Davisa 2001 (Strefa Europa/Afryka grupa II) | Puchar Davisa 2001 (Strefa Europa/Afryka grupa II) | Puchar Davisa 2001 (Strefa Europa/Afryka grupa II) | Puchar Davisa 2001 (Strefa Europa/Afryka grupa II) | Puchar Davisa 2001 (Strefa Europa/Afryka grupa II) | Puchar Davisa 2001 (Strefa Europa/Afryka grupa II) | Puchar Davisa 2001 (Strefa Europa/Afryka grupa II) | Puchar Davisa 2001 (Strefa Europa/Afryka grupa II) | Puchar Davisa 2001 (Strefa Europa/Afryka grupa II) | Puchar Davisa 2001 (Strefa Europa/Afryka grupa II) | Puchar Davisa 2001 (Strefa Europa/Afryka grupa II) | Puchar Davisa 2001 (Strefa Europa/Afryka grupa II) | Puchar Davisa 2001 (Strefa Europa/Afryka grupa II) | Puchar Davisa 2001 (Strefa Europa/Afryka grupa II) | Puchar Davisa 2001 (Strefa Europa/Afryka grupa II) | Puchar Davisa 2001 (Strefa Europa/Afryka grupa II) |
| ----------------------------------------------------- | -------------------------------------------------- | -------------------------------------------------- | -------------------------------------------------- | -------------------------------------------------- | -------------------------------------------------- | -------------------------------------------------- | -------------------------------------------------- | -------------------------------------------------- | -------------------------------------------------- | -------------------------------------------------- | -------------------------------------------------- | -------------------------------------------------- | -------------------------------------------------- | -------------------------------------------------- | -------------------------------------------------- | -------------------------------------------------- | -------------------------------------------------- | -------------------------------------------------- | -------------------------------------------------- | -------------------------------------------------- |
| Runda I                                               | Polska – Izrael (2:3)                              | 27–29 maja                                         | Łukasz Kubot – No’am Okun                          | 2:6, 3:6, 2:6                                      |                                                    |                                                    |                                                    |                                                    |                                                    |                                                    |                                                    |                                                    |                                                    |                                                    |                                                    |                                                    |                                                    |                                                    |                                                    |                                                    |
| Runda I                                               | Polska – Izrael (2:3)                              | 27–29 maja                                         | Łukasz Kubot – Amir Hadad                          | 7:6(3), 6:4                                        |                                                    |                                                    |                                                    |                                                    |                                                    |                                                    |                                                    |                                                    |                                                    |                                                    |                                                    |                                                    |                                                    |                                                    |                                                    |                                                    |
| Puchar Davisa 2002 (Strefa Europa/Afryka grupa III B) |                                                    |                                                    |                                                    |                                                    |                                                    |                                                    |                                                    |                                                    |                                                    |                                                    |                                                    |                                                    |                                                    |                                                    |                                                    |                                                    |                                                    |                                                    |                                                    |                                                    |
| Round Robin                                           | Polska – Cypr (3:0)                                | 8 maja                                             | Kubot/Dąbrowski – Baghdatis/Baghdatis              | 6:4, 7:6(3)                                        |                                                    |                                                    |                                                    |                                                    |                                                    |                                                    |                                                    |                                                    |                                                    |                                                    |                                                    |                                                    |                                                    |                                                    |                                                    |                                                    |
| Round Robin                                           | Polska – Macedonia Północna (3:0)                  | 9 maja                                             | Kubot/Urban – Rusevski/Grabuloski                  | 6:2, 6:3                                           |                                                    |                                                    |                                                    |                                                    |                                                    |                                                    |                                                    |                                                    |                                                    |                                                    |                                                    |                                                    |                                                    |                                                    |                                                    |                                                    |
| Round Robin                                           | Polska – Tunezja (2:1)                             | 10 maja                                            | Kubot/Dąbrowski – Abid/al-Dżaziri                  | 6:3, 6:4                                           |                                                    |                                                    |                                                    |                                                    |                                                    |                                                    |                                                    |                                                    |                                                    |                                                    |                                                    |                                                    |                                                    |                                                    |                                                    |                                                    |
| Baraże o miejsca 1-4 Round Robin                      | Polska – Madagaskar (3:0)                          | 11 maja                                            | Łukasz Kubot – Alexis Rafidison                    | 6:2, 6:0                                           |                                                    |                                                    |                                                    |                                                    |                                                    |                                                    |                                                    |                                                    |                                                    |                                                    |                                                    |                                                    |                                                    |                                                    |                                                    |                                                    |
| Baraże o miejsca 1-4 Round Robin                      | Polska – Estonia (3:0)                             | 12 maja                                            | Łukasz Kubot – Ivar Troost                         | 6:3, 6:2                                           |                                                    |                                                    |                                                    |                                                    |                                                    |                                                    |                                                    |                                                    |                                                    |                                                    |                                                    |                                                    |                                                    |                                                    |                                                    |                                                    |
| Puchar Davisa 2003 (Strefa Europa/Afryka grupa II)    |                                                    |                                                    |                                                    |                                                    |                                                    |                                                    |                                                    |                                                    |                                                    |                                                    |                                                    |                                                    |                                                    |                                                    |                                                    |                                                    |                                                    |                                                    |                                                    |                                                    |
| Runda I                                               | Polska – RPA (2:3)                                 | 4–6 kwietnia                                       | Łukasz Kubot – Rik de Voest                        | 6:3, 1:6, 3:6, 0:6                                 |                                                    |                                                    |                                                    |                                                    |                                                    |                                                    |                                                    |                                                    |                                                    |                                                    |                                                    |                                                    |                                                    |                                                    |                                                    |                                                    |
| Runda I                                               | Polska – RPA (2:3)                                 | 4–6 kwietnia                                       | Łukasz Kubot – Wesley Moodie                       | 6:4, 2:6, 6:3                                      |                                                    |                                                    |                                                    |                                                    |                                                    |                                                    |                                                    |                                                    |                                                    |                                                    |                                                    |                                                    |                                                    |                                                    |                                                    |                                                    |
| Puchar Davisa 2004 (Strefa Europa/Afryka grupa II)    |                                                    |                                                    |                                                    |                                                    |                                                    |                                                    |                                                    |                                                    |                                                    |                                                    |                                                    |                                                    |                                                    |                                                    |                                                    |                                                    |                                                    |                                                    |                                                    |                                                    |
| Runda I                                               | Polska – Słowenia (3:2)                            | 9–11 kwietnia                                      | Łukasz Kubot – Luka Gregorc                        | 7:6(5), 7:6(2), 6:3                                |                                                    |                                                    |                                                    |                                                    |                                                    |                                                    |                                                    |                                                    |                                                    |                                                    |                                                    |                                                    |                                                    |                                                    |                                                    |                                                    |
| Runda I                                               | Polska – Słowenia (3:2)                            | 9–11 kwietnia                                      | Łukasz Kubot – Marko Tkalec                        | 1:6, 6:7(2), 6:4, 6:3, 4:6                         |                                                    |                                                    |                                                    |                                                    |                                                    |                                                    |                                                    |                                                    |                                                    |                                                    |                                                    |                                                    |                                                    |                                                    |                                                    |                                                    |
| Ćwierćfinał                                           | Polska – Algieria (4:1)                            | 16–18 lipca                                        | Łukasz Kubot – Abdel-Hak Hameurlaine               | 6:1, 7:6(3), 6:1                                   |                                                    |                                                    |                                                    |                                                    |                                                    |                                                    |                                                    |                                                    |                                                    |                                                    |                                                    |                                                    |                                                    |                                                    |                                                    |                                                    |
| Ćwierćfinał                                           | Polska – Algieria (4:1)                            | 16–18 lipca                                        | Łukasz Kubot – Al-Amin Wahhab                      | 6:2, 7:6(1), 6:3                                   |                                                    |                                                    |                                                    |                                                    |                                                    |                                                    |                                                    |                                                    |                                                    |                                                    |                                                    |                                                    |                                                    |                                                    |                                                    |                                                    |
| Półfinał                                              | Polska – Włochy (2:3)                              | 24–26 września                                     | Łukasz Kubot – Potito Starace                      | 4:6, 3:6, 4:6                                      |                                                    |                                                    |                                                    |                                                    |                                                    |                                                    |                                                    |                                                    |                                                    |                                                    |                                                    |                                                    |                                                    |                                                    |                                                    |                                                    |
| Półfinał                                              | Polska – Włochy (2:3)                              | 24–26 września                                     | Łukasz Kubot – Filippo Volandri                    | 3:6, 6:4, 6:1, 6:7(4), 6:2                         |                                                    |                                                    |                                                    |                                                    |                                                    |                                                    |                                                    |                                                    |                                                    |                                                    |                                                    |                                                    |                                                    |                                                    |                                                    |                                                    |
| Puchar Davisa 2005 (Strefa Europa/Afryka grupa II)    |                                                    |                                                    |                                                    |                                                    |                                                    |                                                    |                                                    |                                                    |                                                    |                                                    |                                                    |                                                    |                                                    |                                                    |                                                    |                                                    |                                                    |                                                    |                                                    |                                                    |
| Runda I                                               | Polska – Algieria (2:3)                            | 4–6 marca                                          | Łukasz Kubot – Al-Amin Wahhab                      | 6:2, 7:6(4), 6:1                                   |                                                    |                                                    |                                                    |                                                    |                                                    |                                                    |                                                    |                                                    |                                                    |                                                    |                                                    |                                                    |                                                    |                                                    |                                                    |                                                    |
| Runda I                                               | Polska – Algieria (2:3)                            | 4–6 marca                                          | Łukasz Kubot – Slimane Saoudi                      | 5:7, 1:6, 6:2, 6:3, 6:0                            |                                                    |                                                    |                                                    |                                                    |                                                    |                                                    |                                                    |                                                    |                                                    |                                                    |                                                    |                                                    |                                                    |                                                    |                                                    |                                                    |
| Baraże o degradację                                   | Polska – Estonia (5:0)                             | 15–17 lipca                                        | Łukasz Kubot – Jaak Poldma                         | 6:0, 6:1, 7:6(7)                                   |                                                    |                                                    |                                                    |                                                    |                                                    |                                                    |                                                    |                                                    |                                                    |                                                    |                                                    |                                                    |                                                    |                                                    |                                                    |                                                    |
| Baraże o degradację                                   | Polska – Estonia (5:0)                             | 15–17 lipca                                        | Kubot/Fyrstenberg – Koppel/Künnap                  | 6:3, 6:4, 6:3                                      |                                                    |                                                    |                                                    |                                                    |                                                    |                                                    |                                                    |                                                    |                                                    |                                                    |                                                    |                                                    |                                                    |                                                    |                                                    |                                                    |
| Puchar Davisa 2006 (Strefa Europa/Afryka grupa II)    |                                                    |                                                    |                                                    |                                                    |                                                    |                                                    |                                                    |                                                    |                                                    |                                                    |                                                    |                                                    |                                                    |                                                    |                                                    |                                                    |                                                    |                                                    |                                                    |                                                    |
| Runda I                                               | Polska – Łotwa (5:0)                               | 7–9 kwietnia                                       | Łukasz Kubot – Andis Juška                         | 6:4, 7:6(3), 6:7(6), 3:6, 8:6                      |                                                    |                                                    |                                                    |                                                    |                                                    |                                                    |                                                    |                                                    |                                                    |                                                    |                                                    |                                                    |                                                    |                                                    |                                                    |                                                    |
| Ćwierćfinał                                           | Polska – Gruzja (2:3)                              | 21–23 lipca                                        | Łukasz Kubot – Lado Chikhladze                     | 7:5, 6:4, 6:2                                      |                                                    |                                                    |                                                    |                                                    |                                                    |                                                    |                                                    |                                                    |                                                    |                                                    |                                                    |                                                    |                                                    |                                                    |                                                    |                                                    |
| Ćwierćfinał                                           | Polska – Gruzja (2:3)                              | 21–23 lipca                                        | Łukasz Kubot – Irakli Labadze                      | 6:4, 3:6, 7:5, 2:6, 4:6                            |                                                    |                                                    |                                                    |                                                    |                                                    |                                                    |                                                    |                                                    |                                                    |                                                    |                                                    |                                                    |                                                    |                                                    |                                                    |                                                    |
| Puchar Davisa 2007 (Strefa Europa/Afryka grupa II)    |                                                    |                                                    |                                                    |                                                    |                                                    |                                                    |                                                    |                                                    |                                                    |                                                    |                                                    |                                                    |                                                    |                                                    |                                                    |                                                    |                                                    |                                                    |                                                    |                                                    |
| Runda I                                               | Polska – Nigeria (5:0)                             | 6–8 kwietnia                                       | Łukasz Kubot – Jonathan Igbinovia                  | 6:3, 6:2, 7:6(4)                                   |                                                    |                                                    |                                                    |                                                    |                                                    |                                                    |                                                    |                                                    |                                                    |                                                    |                                                    |                                                    |                                                    |                                                    |                                                    |                                                    |
| Ćwierćfinał                                           | Polska – Grecja (5:0)                              | 20–22 lipca                                        | Łukasz Kubot – Paris Gemouchidis                   | 6:2, 6:0, 6:2                                      |                                                    |                                                    |                                                    |                                                    |                                                    |                                                    |                                                    |                                                    |                                                    |                                                    |                                                    |                                                    |                                                    |                                                    |                                                    |                                                    |
| Puchar Davisa 2010 (Strefa Europa/Afryka grupa I)     |                                                    |                                                    |                                                    |                                                    |                                                    |                                                    |                                                    |                                                    |                                                    |                                                    |                                                    |                                                    |                                                    |                                                    |                                                    |                                                    |                                                    |                                                    |                                                    |                                                    |
| Runda I                                               | Polska – Finlandia (2:3)                           | 5 lutego                                           | Łukasz Kubot – Henri Kontinen                      | 6:4, 6:2, 7:6                                      |                                                    |                                                    |                                                    |                                                    |                                                    |                                                    |                                                    |                                                    |                                                    |                                                    |                                                    |                                                    |                                                    |                                                    |                                                    |                                                    |
| Runda I                                               | Polska – Finlandia (2:3)                           | 7 lutego                                           | Łukasz Kubot – Jarkko Nieminen                     | 4:6, 6:7, 7:6, 5:7                                 |                                                    |                                                    |                                                    |                                                    |                                                    |                                                    |                                                    |                                                    |                                                    |                                                    |                                                    |                                                    |                                                    |                                                    |                                                    |                                                    |
| Puchar Davisa 2012 (Strefa Europa/Afryka grupa II)    |                                                    |                                                    |                                                    |                                                    |                                                    |                                                    |                                                    |                                                    |                                                    |                                                    |                                                    |                                                    |                                                    |                                                    |                                                    |                                                    |                                                    |                                                    |                                                    |                                                    |
| Runda II                                              | Polska – Estonia (4:1)                             | 6 kwietnia                                         | Łukasz Kubot – Vladimir Ivanov                     | 6:3, 6:2, 6:2                                      |                                                    |                                                    |                                                    |                                                    |                                                    |                                                    |                                                    |                                                    |                                                    |                                                    |                                                    |                                                    |                                                    |                                                    |                                                    |                                                    |
| Runda III                                             | Polska – Białoruś (3:2)                            | 14 września                                        | Łukasz Kubot – Dzmitryj Żyrmont                    | 6:1, 6:4, 6:2                                      |                                                    |                                                    |                                                    |                                                    |                                                    |                                                    |                                                    |                                                    |                                                    |                                                    |                                                    |                                                    |                                                    |                                                    |                                                    |                                                    |
| Puchar Davisa 2013 (Strefa Europa/Afryka grupa I)     |                                                    |                                                    |                                                    |                                                    |                                                    |                                                    |                                                    |                                                    |                                                    |                                                    |                                                    |                                                    |                                                    |                                                    |                                                    |                                                    |                                                    |                                                    |                                                    |                                                    |
| Runda I                                               | Polska – Słowenia (3:2)                            | 1 lutego                                           | Łukasz Kubot – Grega Žemlja                        | 6:3, 6:2, 6:0                                      |                                                    |                                                    |                                                    |                                                    |                                                    |                                                    |                                                    |                                                    |                                                    |                                                    |                                                    |                                                    |                                                    |                                                    |                                                    |                                                    |
| Runda II                                              | Polska – Południowa Afryka (3:1)                   | 5 kwietnia                                         | Łukasz Kubot – Rik de Voest                        | 3:6, 7:6(3), 5:7, 4:6                              |                                                    |                                                    |                                                    |                                                    |                                                    |                                                    |                                                    |                                                    |                                                    |                                                    |                                                    |                                                    |                                                    |                                                    |                                                    |                                                    |

## Mecze z zawodnikami z pierwszej „10” rankingu ATP
| Legenda    |
| Zwycięstwa |
| Porażki    |

| Lp. | Data                | Turniej         | Kat.                 | Naw.      | Przeciwnik         | Najwyższy ranking przeciw. | Ranking przeciw. w dniu meczu | Wynik              | Źródło |
| --- | ------------------- | --------------- | -------------------- | --------- | ------------------ | -------------------------- | ----------------------------- | ------------------ | ------ |
| 1.  | 28 sierpnia 2006    | US Open         | Wielki Szlem         | twarda    | Nikołaj Dawydienko | 3                          | 6                             | 4:6, 1:6, 1:6      |        |
| 2.  | 30 lipca 2007       | Sopot           | International Series | mączka    | Tommy Robredo      | 5                          | 7                             | 4:6, 7:5, 5:7      |        |
| 3.  | 4 maja 2009         | Belgrad         | 250 Series           | mączka    | Novak Đoković      | 2                          | 3                             | 3:6, 6:7           |        |
| 4.  | 5 października 2009 | Pekin           | 500 Series           | twarda    | Andy Roddick       | 1                          | 6                             | 6:2, 6:4           |        |
| 5.  | 18 stycznia 2010    | Australian Open | Wielki Szlem         | twarda    | Novak Đoković      | 1                          | 3                             | 1:6, 2:6, 5:7      |        |
| 6.  | 22 lutego 2010      | Acapulco        | 500 Series           | mączka    | Fernando Verdasco  | 7                          | 10                            | 4:6, 3:6           |        |
| 7.  | 25 czerwca 2011     | Wimbledon       | Wielki Szlem         | trawiasta | Gaël Monfils       | 7                          | 8                             | 6:3, 3:6, 6:3, 6:3 |        |
| 8.  | 3 listopada 2011    | Bazylea         | 500 Series           | twarda    | Novak Đoković      | 1                          | 1                             | 1:6, 2:6           |        |
| 9.  | 16 stycznia 2012    | Australian Open | Wielki Szlem         | twarda    | Nicolás Almagro    | 9                          | 10                            | 6:1, 5:7, 3:6, 5:7 |        |
| 10. | 29 lutego 2012      | Acapulco        | 500 Series           | mączka    | David Ferrer       | 5                          | 6                             | 3:6, 3:6           |        |
| 11. | 16 maja 2012        | Rzym            | Master Series        | mączka    | Tomáš Berdych      | 6                          | 7                             | 4:6, 1:6           |        |

## Nietypowe rozstrzygnięcia meczów ATP

### Gra pojedyncza
Mecze wygrane bez utraty gema (wynikiem 6:0, 6:0)
| Rok | Turniej | Rywal | Runda | Wynik |
| --- | ------- | ----- | ----- | ----- |

Mecze wygrane walkowerem
| Rok  | Turniej         | Rywal         | Runda | Wynik    |
| ---- | --------------- | ------------- | ----- | -------- |
| 2009 | Australian Open | Michaił Jużny | 3R    | walkower |
| 2013 | Wimbledon       | Steve Darcis  | 2R    | walkower |

Mecze poddane walkowerem
| Rok | Turniej | Rywal | Runda | Wynik |
| --- | ------- | ----- | ----- | ----- |

Mecze wygrane poprzez krecz rywala
| Rok  | Turniej     | Rywal          | Runda | Wynik          |
| ---- | ----------- | -------------- | ----- | -------------- |
| 2007 | US Open     | Sam Warburg    | 2Q    | 6:4, 1:0 krecz |
| 2009 | Serbia Open | Igor Andriejew | 2R    | 3:2 krecz      |
| 2009 | China Open  | Kamil Capković | 1Q    | 6:3, 5:1 krecz |

Mecze poddane rywalowi przez krecz
| Rok | Turniej | Rywal | Runda | Wynik |
| --- | ------- | ----- | ----- | ----- |

### Gra podwójna
Mecze wygrane bez utraty gema
| Rok  | Turniej                 | Partner       | Rywale                       | Runda | Wynik    |
| ---- | ----------------------- | ------------- | ---------------------------- | ----- | -------- |
| 2010 | Abierto Mexicano TELCEL | Oliver Marach | Fabio Fognini Potito Starace | F     | 6:0, 6:0 |

Mecze wygrane walkowerem
| Rok  | Turniej                                      | Partner       | Rywale                                | Runda | Wynik    |
| ---- | -------------------------------------------- | ------------- | ------------------------------------- | ----- | -------- |
| 2006 | Campbell’s Hall of Fame Tennis Championships | Rik de Voest  | Ivo Karlović Mirko Pehar              | QF    | walkower |
| 2009 | Shanghai ATP 1000 Masters                    | Oliver Marach | Benjamin Becker Tommy Haas            | 2R    | walkower |
| 2010 | Bank Austria-TennisTrophy 2010               | Oliver Marach | Christopher Kas Philipp Kohlschreiber | QF    | walkower |

Mecze poddane walkowerem
| Rok | Turniej | Partner | Rywale | Runda | Wynik |
| --- | ------- | ------- | ------ | ----- | ----- |

Mecze wygrane poprzez krecz rywala
| Rok | Turniej | Partner | Rywale | Runda | Wynik |
| --- | ------- | ------- | ------ | ----- | ----- |

Mecze poddane rywalowi przez krecz
| Rok | Turniej | Partner | Rywale | Runda | Wynik |
| --- | ------- | ------- | ------ | ----- | ----- |

## Odznaczenia i wyróżnienia
- Srebrny Krzyż Zasługi – 2013[54][55]
- Krzyż Kawalerski Orderu Odrodzenia Polski – 2021[56][57]
- Honorowy obywatel Lubina (2014)[58]